# Liste des genres de Cerambycidae
Voici la liste des genres de la famille des Cerambycidae.
Selon GBIF (15 juin 2021) :
- Abacoclytus Pesarini & Sabbadini, 1997
- Abaiba Martins & Napp, 2007
- Abanycha Martins & Galileo, 1997
- Abaraeus Jordan, 1903
- Abatocera Thomson, 1878
- Abauba Santos-Silva & Tavakilian, 2009
- Abryna Newman, 1842
- Abyarachryson Martins, 2002
- Abycendaua Martins & Galileo, 1992
- Acabanga Martins & Galileo, 1991
- Acabyara Napp & Martins, 2006
- Acaiatuca Martins & Galileo, 1992
- Acaiu Galileo & Martins, 2005
- Acakyra Martins & Galileo, 1996
- Acalodegma Thomson, 1877
- Acalolepta Pascoe, 1858
- Acalopus Franz, 1961
- Acangarana Nascimento & Bravo, 2018
- Acangassu Galileo & Martins, 2001
- Acanista Pascoe, 1864
- Acanthesthes Kolbe, 1894
- Acanthetaxalus
- Acanthetaxulus Breuning, 1960
- Acanthinodera Hope, 1835
- Acanthocinus Dejean, 1821
- Acanthocinus Guérin-Ménéville, 1826
- Acanthocinus Megerle, 1821
- Acanthocornis Monné & Monné, 2011
- Acanthoderes Audinet-Serville, 1835
- Acanthodoxus Martins & Monné, 1974
- Acanthoibidion Lane, 1959
- Acantholeptura Gressitt, 1935
- Acanthomerosternopion Tippmann, 1955
- Acanthomerosternoplon Tippmann, 1955
- Acanthomigdolus Bruch, 1941
- Acanthonessa Napp & Martins, 1982
- Acanthophorus
- Acanthoptera Latreille, 1829
- Acanthoptura Fairmaire, 1894
- Acanthoredes
- Acanthosybra Breuning, 1939
- Acanthotritus White, 1855
- Acapiata Galileo & Martins, 2005
- Acapnolymma Gressitt & Rondon, 1970
- Acartus Fåhraeus, 1872
- Acasanga Martins & Galileo, 1991
- Acatinga Santos-Silva, Martins & Clarke, 2010
- Acaua Martins & Galileo, 1995
- Accolona Strand, 1942
- Acestrilla Bates, 1885
- Achenoderus Napp, 1979
- Achriotypa
- Achryson Audinet-Serville, 1833
- Achthophora Newman, 1842
- Acideres Guérin-Méneville, 1858
- Acideres Thomson, 1860
- Acmaeops LeConte, 1850
- Acmaeopsoides Linsley & Chemsak, 1976
- Acmocera Thomson, 1858
- Aconodes Pascoe, 1857
- Aconopteroides Breuning, 1959
- Aconopterus Blanchard, 1851
- Acoremia Kolbe, 1893
- Acorethra Bates, 1873
- Acreana Lane, 1973
- Acrepidopterum Fisher, 1926
- Acridocephala Chevrolat, 1855
- Acridocera Jordan, 1903
- Acridoschema Thomson, 1858
- Acrocinus Illiger, 1806
- Acrocyrta Pascoe, 1856
- Acrocyrtidus Jordan, 1894
- Acrogenius Blackburn, 1896
- Acrogenoides
- Acronia Westwood, 1864
- Acronioglenea Breuning, 1974
- Acruspex Martins, 1976
- Acrydoschema
- Acutandra Santos-Silva, 2002
- Acutelinopteridius Breuning & Villiers, 1958
- Acuticeresium Villiers, 1970
- Acutiphoderes
- Acyphoderes Audinet-Serville, 1833
- Acypoderes
- Acyrusa Pascoe, 1866
- Adalbus Fairmaire & Germain, 1859
- Addoeme Adlbauer, 1998
- Aderpas Thomson, 1864
- Adesmiella Lane, 1959
- Adesmoides Zajciw, 1967
- Adesmus Latreille, 1829
- Adesmus Lepeletier de Saint Fargeau & Audinet-Serville, 1825
- Adesnus
- Adetaptera Santos-Silva, Nascimento & Wappes, 2019
- Adetus LeConte, 1852
- Adiadelia Breuning, 1939
- Adiposphaerion Martins & Napp, 1992
- Adjinga Pic, 1926
- Adlbauerandra Bouyer, Drumont & Santos-Silva, 2012
- Adriopea Broun, 1910
- Adrium Pascoe, 1866
- Aechmutes Bates, 1867
- Aedeus
- Aedoeus Waterhouse, 1880
- Aegocidnexocentrus
- Aegocinexocentrus Breuning, 1957
- Aegoidus Buquet, 1838
- Aegolipton Gressitt, 1940
- Aegomorphus Haldeman, 1847
- Aegoprepes Pascoe, 1871
- Aegoschema Aurivillius, 1923
- Aegosoma Audinet-Serville, 1832
- Aemocia Thomson, 1864
- Aeolesthes Gahan, 1890
- Aerenea Thomson, 1857
- Aerenica Dejean, 1835
- Aerenicella Gilmour, 1962
- Aerenicopsis Bates, 1885
- Aereniphaula Galileo & Martins, 1990
- Aerenomera Gilmour, 1962
- Aerogrammus Bates, 1875
- Aesa Lameere, 1913
- Aeschrithmysus Perkins, 1929
- Aesiotyche Pascoe, 1865
- Aesopida Thomson, 1864
- Aethalodes Gahan, 1888
- Aethecerinus Fall & Cockerell, 1907
- Aetheibidion Martins, 1968
- Aethiopia Aurivillius, 1911
- Aethiora Pascoe, 1865
- Aetholopus Pascoe, 1865
- Afghanicenus Heyrovský, 1941
- Afraustraloderes Bouyer, 2012
- Africophanes Gianfranco, 1991
- Afroartelida Vives & Adlbauer, 2005
- Afroccrisis Vives, 2009
- Afrocrisis
- Afroeme Adlbauer, 2004
- Afromethia Adlbauer, 2000
- Afromolorchus Tippmann, 1959
- Afronoserius Sama, 2008
- Afrosmodicum Martins, 1975
- Agada Fairmaire, 1892
- Agaleptoides Lepesme, 1956
- Agaleptus Gahan, 1904
- Agallissus Dalman, 1823
- Agallisus
- Aganipus Fairmaire, 1893
- Agaone Pascoe, 1859
- Agapanthia Audinet-Serville, 1835
- Agapanthida White, 1846
- Agapanthiella Pesarini & Sabbadini, 2004
- Agapanthiola Ganglbauer, 1900
- Agapanthoplia Pesarini & Sabbadini, 2004
- Agapete Newman, 1845
- Agaritha Dillon & Dillon, 1945
- Agastophysis Miroshnikov, 2014
- Agelasta Newman, 1842
- gen. Dissosira issosira
- Aglaophis Thomson, 1857
- Aglaoschema Napp, 1994
- Agnia Newman, 1842
- Agniohammus Breuning, 1936
- Agnioides Breuning, 1956
- Agniolamia Breuning, 1944
- Agniolophia Breuning, 1938
- Agniomorpha Breuning, 1935
- Agniopsis Breuning, 1936
- Agnitosternum Jordan, 1894
- Agnoderus Thomson, 1864
- Agranolamia Báguena Corella, 1952
- Agrianome Thomson, 1864
- Aguassay Napp & Mermudes, 2001
- Aiurasyma Martins & Galileo, 2001
- Akajimatora Kusama & Takakuwa, 1984
- Akimerus Audinet-Serville, 1835
- Akiptera Saunders, 1850
- Alampyris Bates, 1881
- Alanizus Di Iorio, 2003
- Alastos Napp & Martins, 1982
- Albana Mulsant, 1846
- Albapomecyna Breuning, 1980
- Alcathous Thomson, 1864
- Alcathousiella Monné, 2005
- Alcathousites Gilmour, 1962
- Alcidion Sturm, 1843
- Alcyopis Pascoe, 1866
- Alcyopsis
- Aleiphaquilon Martins, 1970
- Aletretiopsis Breuning, 1940
- Aletretis
- Alexera Dillon & Dillon, 1945
- Aliboron Thomson, 1864
- Alice Slipinski & Escalona, 2013
- Aliciana Noguera, 2005
- Alicianella Noguera, 2006
- Alidopsis Breuning, 1954
- Alidus Gahan, 1893
- Alienosternus Martins, 1976
- Alienus Galileo & Martins, 2010
- Alifasciola Zhang, 1989
- Aliturus Fairmaire, 1902
- Allaiocerus Galileo, 1987
- Alleculaedoeus
- Allensundholmia Slipinski & Escalona, 2016
- Allocarterica Santos-Silva, Galileo & Mcclarin, 2018
- Allocerus Lacordaire, 1830
- Allodemus Zajciw, 1962
- Allodissus Schwarzer, 1926
- Alloeme Lameere, 1893
- Alloeomorphus Monne & Monne, 2011
- Alloesia Chevrolat, 1863
- Allogaster Thomson, 1864
- Allomallodon Santos-Silva & Galileo, 2010
- Allomicrus Gahan, 1893
- Allopeba Napp & Reynaud, 1999
- Allopeplus Zajciw, 1961
- Allophyton Thomson, 1878
- Allorhopaliella
- Allotigrinestola
- Allotisis Pascoe, 1866
- Allotraeus Bates, 1877
- Alluaudia Lameere, 1893
- Alocerus Mulsant, 1862
- Alogotrophotes Gistl, 1848
- Alosterna Mulsant, 1863
- Alosternida Podany, 1961
- Alphinellus Bates, 1881
- Alphitoplola
- Alphitopola Thomson, 1857
- Alphomorphus Linsley, 1935
- Alphus
- Amamiclytus Ohbayashi, 1964
- Amannus LeConte, 1858
- Amapanesia Martins & Galileo, 1996
- Amarysius Fairmaire, 1888
- Ambagous Fairmaire, 1896
- Ambeodontus Lacordaire, 1869
- Amblesthidopsis Aurivillius, 1921
- Amblymora Pascoe, 1867
- Amblymoropsis Breuning, 1958
- Amblyontinum
- Amblyontium Bates, 1879
- Amblysaphes Bates, 1885
- Ambonus Gistel, 1848
- Amborotragus Clarke, 2013
- Amechana Thomson, 1864
- America Santos-Silva & Tavakilian, 2009
- Amesisa Pascoe, 1866
- Ametacyna Hüdepohl, 1995
- Amethisphaerion
- Amethrocephala
- Amethysphaerion Martins & Monné, 1975
- Ametisphaerion
- Amillarus Thomson, 1857
- Amimes Pascoe, 1862
- Amniscites Gilmour, 1957
- Amniscus Dejean, 1835
- Amniscus Haldeman, 1847
- Amoaba Napp & Martins, 2006
- Amorupi
- Amphelictus Bates, 1884
- Amphelissoeme
- Amphicnaea
- Amphicnaeia Bates, 1866
- Amphicneia
- Amphidesmus Audinet-Serville, 1834
- Amphionicha
- Amphionte
- Amphionthe Bates, 1832
- Amphionycha Chevrolat, 1838
- Amphirhoe Newman, 1840
- Amphithoecia
- Amphoecus Montrouzier, 1861
- Amphyonicha
- Amphystilus
- Ampionycha
- Amplilygrus Adlbauer, 2004
- Amplitempora Giesbert, 1996
- Amucallia Galileo & Martins, 2008
- Amurobia Pesarini & Sabbadini, 2004
- Amyipunga
- Amylopola Teocchi, 1998
- Amymoma Pascoe, 1866
- Anacanthus Audinet-Serville, 1832
- Anacasta Aurivillius, 1916
- Anachariesthes
- Anaches
- Anacolus Berthold, 1827
- Anadiadelia Teocchi, 2001
- Anaespogonius Gressitt, 1938
- Anaesthetis Dejean, 1835
- Anaesthetis Mulsant, 1839
- Anaesthetobrium Pic, 1923
- Anaesthetomorphus Pic, 1929
- Anagelasta Pic, 1925
- Anaglyptus Mulsant, 1839
- Analeptes Gistl, 1847
- Analeptura Linsley & Chemsak, 1976
- Analogisticus Miroshnikov, 2014
- Analophus Waterhouse, 1877
- Anamera Thomson, 1864
- Anameromorpha Pic, 1923
- Anammophas Heller, 1915
- Anancylus Thomson, 1864
- Anandra Thomson, 1864
- Anapausa Thomson, 1864
- Anapausoides Breuning, 1973
- Anaplagiomus Teocchi, 1994
- Anapophrena Pic, 1925
- Anapriona Breuning, 1949
- Anapriona Gilmour, 1959
- Anapsicomus Galileo & Martins, 1988
- Anarchambyx Sama, 2007
- Anasillus Marinoni & Martins, 1978
- Anastathes Gahan, 1901
- Anastetha Pascoe, 1866
- Anastrangalia Casey, 1924
- Anatinomma Bates, 1892
- Anatolobrium Adlbauer, 2004
- Anatragoides Breuning, 1938
- Anatragus Kolbe, 1897
- Anauxesida Jordan, 1894
- Anauxesis Thomson, 1857
- Ancistrotus Audinet-Serville, 1832
- Ancita Thomson, 1864
- Ancornallis Fisher, 1935
- Ancyilocera
- Ancylistes Chevrolat, 1863
- Ancylocera Audinet-Serville, 1834
- Ancylodonta Blanchard, 1851
- Ancylonotopsis Breuning, 1938
- Ancylonotus Laporte de Castelnau, 1840
- Ancylosternus Dupont, 1834
- Andinotrichoderes Tippmann, 1960
- Andrachydes Hüdepohl, 1985
- Andracydes
- Andraegodius
- Andraegoidus Aurivillius, 1920
- Andringitrina
- Androeme Aurivillius, 1910
- Aneflomorpha Casey, 1912
- Aneflus LeConte, 1873
- Anelaphus Linsley, 1936
- Anencyrus Sharp, 1886
- Anephlus
- Aneplus
- Anepysyra
- Anerpa Gahan, 1907
- Aneuthetochorus Martins, 1968
- Anexamita Schmidt, 1922
- Anexodus Pascoe, 1886
- Anhammus Thomson, 1860
- Anhanga Galileo & Martins, 2003
- Anipocregyes Breuning, 1939
- Anisarthron Dejean, 1835
- Anisarthron Redtenbacher, 1845
- Anisoceraea Schmidt, 1922
- Anisocerus Lepeletier & Audinet-Serville, 1830
- Anisogaster Deyrolle, 1862
- Anisolophia Melzer, 1934
- Anisopeplus Melzer, 1934
- Anisopodesthes Melzer, 1931
- Anisopodesthus
- Anisopodus White, 1855
- Anisorus Mulsant, 1862
- Anisotyma Napp & Monné, 2009
- Ankirihitra
- Annamanum Pic, 1925
- Annemabel Slipinski & Escalona, 2013
- Annobonaepraonetha Breuning, 1961
- Anobrium Belon, 1902
- Anoeme Gahan, 1890
- Anomalotragus Clarke, 2010
- Anomoderus Fairmaire, 1871
- Anomonotes Heller, 1916
- Anomophysis Quentin & Villiers, 1981
- Anomotoma Quentin & Villiers, 1978
- Anopliomorpha Linsley, 1936
- Anoplistes Serville, 1833
- Anoplocurius Fisher, 1920
- Anoplodera Mulsant, 1839
- Anoploderma Guérin-Méneville, 1840
- Anoploderomorpha Pic, 1901
- Anoplomerus Guérin-Méneville, 1844
- Anoplomerus Thomson, 1860
- Anoplophora Hope, 1839
- Anoplophoroides Breuning, 1980
- Anoplosthaeta Reiche, 1850
- Anoplotoma Quentin & Villiers, 1973
- Anoreina Bates, 1861
- Anosibella
- Ansistrotus
- Antecrurisa Gilmour, 1960
- Antennaenea Breuning, 1980
- Antennaerenea Breuning, 1979
- Antennexocentrus Breuning, 1957
- Antennocrossotus Breuning, 1969
- Antennoeme Hintz, 1911
- Antennohyllisia Breuning, 1963
- Antennommata Clarke, 2010
- Antennopothyne Hüdepohl, 1990
- Anthoboscus Chevrolat, 1860
- Anthodice
- Anthophylax LeConte, 1850
- Anthores Pascoe, 1868
- Anthracocentrus Quentin & Villiers, 1983
- Anthribatus Fairmaire, 1896
- Anthribola Bates, 1879
- Antigenes Pascoe, 1888
- Antilleptostylus Gilmour, 1963
- Antillestoloides Santos-Silva, Wappes & Galileo, 2018
- Antodice Thomson, 1864
- Antodilanea Gilmour, 1962
- Anubis Thomson, 1864
- Anxylotoles Fisher, 1935
- Anxylototes Fisher, 1935
- Anybostetha Quedenfeldt, 1888
- Apagomera Bates, 1881
- Apagomerella Gilmour, 1962
- Apagomerina Gilmour, 1962
- Apalimnodes Franz, 1966
- Apamauta Thomson, 1867
- Apanoeme
- Aparescus Kolbe, 1900
- Apatelarthron Thomson, 1864
- Apatobatus Vives & Heffern, 2012
- Apatophysis Chevrolat, 1860
- Apeba Martins & Galileo, 1991
- Apebusu Martins & Galileo, 2004
- Apechthes Thomson, 1860
- Aphalanthus Kolbe, 1893
- Aphanasium Thomson, 1860
- Aphanosperma Britton, 1969
- Apharsatus Fairmaire, 1893
- Aphatum Bates, 1870
- Apheledes Pascoe, 1888
- Aphelocera
- Aphelogaster Kolbe, 1897
- Aphilesthes Bates, 1881
- Aphiorhynchus Lacordaire, 1869
- Aphneope Pascoe, 1863
- Aphoplistus Murray, 1870
- Aphrodisium Thomson, 1864
- Aphronastes Fairmaire, 1896
- Aphylax Lacordaire, 1869
- Aphysotes Bates, 1884
- Apiocephalus Gahan, 1898
- Apiocephalus Luo & Hu, 1999
- Apiogaster Perroud, 1855
- Aplagiognathus Thomson, 1860
- Aplagionathus Thomson, 1860
- Aplanodema Teocchi, 2000
- Apoaerenica Martins & Galileo, 1985
- Apocaulus Quentin & Villiers, 1977
- Apoclausirion Martins & Napp, 1992
- Apocoptoma Thomson, 1857
- Apocoptona Kirby & Spence, 1828
- Apodasya Pascoe, 1863
- Apoeme Aurivillius, 1907
- Apomecyna Audinet-Serville, 1835
- Apomecyna Latreille, 1829
- Apomecynoides Aurivillius, 1911
- Apomecynoides Breuning, 1950
- Apomempsis Pascoe, 1864
- Apomempsoides Breuning, 1950
- Apomethia Martins, Chemsak & Linsley, 1966
- Apomezyna
- Aponoeme Martins, 1985
- Apophaula Lane, 1973
- Apophisandra Molino-Olmedo, 2017
- Aposites Pascoe, 1865
- Aposphaerion Bates, 1870
- Apostrepha
- Apostropha Bates, 1873
- Apotrophus Bates, 1875
- Appedesis Waterhouse, 1880
- Appula Thomson, 1864
- Apriona Chevrolat, 1852
- Aprionella Gilmour, 1959
- Aprophata Pascoe, 1862
- Aprosictus Pascoe, 1867
- Aprosopus Guérin-Méneville, 1844
- Apteralcidion Hovore, 1992
- Apterapomecyna
- Apterocaulus
- Apteroleiopus Breuning, 1955
- Apterotoxitiades Adlbauer, 2008
- Apypema Galileo & Martins, 1992
- Apyratuca Galileo & Martins, 2006
- Apyrauna
- Aquinillum Thomson, 1878
- Arabopraonetha Teocchi, 1991
- Arachneosomatidia Sudre, 2001
- Arachnoparmena Murzin, 1988
- Araeotis Bates, 1867
- Araespor Thomson, 1878
- Aragea Hayashi, 1953
- Arapari
- Arawakia Villiers, 1981
- Arba Quentin & Villiers, 1977
- Archandra Lameere, 1913
- Archetypus Thomson, 1860
- Archidice Thomson, 1864
- Archodontes Lameere, 1903
- Archotoma Quentin & Villiers, 1978
- Arctolamia Gestro, 1888
- Arcucornus Scambler, 1997
- Ardeocomus Galileo & Martins, 1988
- Argentinoeme Bruch, 1912
- Argyrodines Bates, 1867
- Arhopaloscelis Murzin, Danilevskij & Lobanov, 1981
- Arhopalus Audinet-Serville, 1834
- Arianida Fairmaire, 1903
- Ariastes Fairmaire, 1896
- Aridaeus Thomson, 1860
- Arietocometes Santos-Silva & Tavakilian, 2009
- Aristobia Thomson, 1868
- Aristobrium Thomson, 1878
- Aristogitus Thomson, 1864
- Arixiuna Martins & Galileo, 1992
- Armatosterna Jordan, 1894
- Armiger Voet, 1778
- Armigeri
- Armylaena Thomson, 1878
- Aromia Audinet-Serville, 1833
- Aromiella Podany, 1971
- Arrhenotoides Breuning, 1945
- Arrhythmus Waterhouse, 1878
- Arrhytmus Lameere, 1882
- Artelida Thomson, 1864
- Artimpanza
- Artimpaza Thomson, 1864
- Aruama Martins & Napp, 2007
- Asaperda Bates, 1873
- Asaperdina Breuning, 1963
- Ascoldatimura Breuning, 1960
- Asemeola
- Asemolea Bates, 1881
- Asemum Eschscholtz, 1830
- Asiates Semenov, 1908
- Asilaris Pascoe, 1866
- Asiodiphrum Plavilstshikov, 1934
- Asmedia Pascoe, 1866
- Asperidorsus Adlbauer, 2007
- Aspineoentelops Hua, 1990
- Aspitus Kolbe, 1893
- Assinia Lameere, 1893
- Assycuera Napp & Monné, 2001
- Astathes Newman, 1842
- Astathesa
- Astetholea Bates, 1874
- Astetholida Broun, 1880
- Astoychus
- Astoycus
- Astromula Chemsak & Linsley, 1965
- Astyleiopus Dillon, 1956
- Astylidius Casey, 1913
- Astylopsis Casey, 1913
- Astynomus Dejean, 1835
- Astynomus Faldermann, 1837
- Astynoscelis Pic, 1904
- Asynapteron Martins, 1970
- Asyngenes Bates, 1880
- Asytlidius
- Ataxia Haldeman, 1847
- Atelais
- Atelodesmis Buquet, 1857
- Atelodesmis Chevrolat, 1841
- Atelodesmus Buquet, 1857
- Atelographus Melzer, 1927
- Atelopteryx Lacordaire, 1869
- Atenizoides Gilmour, 1968
- Atenizus Bates, 1867
- Ateralphus Restello, Iannuzzi & Marinoni, 2001
- Atesta Pascoe, 1866
- Atharsus Bates, 1867
- Athemistus Pascoe, 1859
- Athetesis Bates, 1870
- Athylia Pascoe, 1864
- Atiaia Martins & Monné, 2002
- Atimia Haldeman, 1847
- Atimiliopsis Breuning, 1974
- Atimiola Bates, 1880
- Atimura Pascoe, 1863
- Atrichocera Aurivillius, 1911
- Atripanius
- Atripatus Fairmaire, 1902
- Atrocolus Monné & Monné, 2008
- Atryoanius
- Atrypanius Bates, 1864
- Atybe Pascoe, 1864
- Atylostagma White, 1853
- Aucylocera
- Aulaconotopsis Breuning, 1940
- Aulaconotus Thomson, 1864
- Aulacopus Audinet-Serville, 1832
- Aulacoscapus Linsley, 1935
- Aulacotoma Quentin & Villiers, 1973
- Aulocotoma
- Aureoglaucytes Breuning, 1970
- Auriolus Lepesme, 1947
- Australiorondonia Breuning, 1982
- Australodon Escalona & Slipinski, 2011
- Australoleiopus Breuning, 1970
- Australothelais Breuning, 1963
- Austranoplium Chemsak & Linsley, 1963
- Austroeme Martins, Chemsak & Linsley, 1966
- Austronecydalopsis Barriga & Cepeda, 2007
- Austrophanes Chemsak & Linsley, 1963
- Austrosomatidia McKeown, 1945
- Auxa Pascoe, 1860
- Auxesis Thomson, 1858
- Axestinus LeConte, 1873
- Axestoleus Bates, 1892
- Axinopalpis Dejean, 1835
- Axinopalpis Duponchel & Chevrolat, 1842
- Axiothea Pascoe, 1864
- Ayriclytus
- Azigocera
- Azygocera Aurivillius, 1920
- Bacchisa Pascoe, 1867
- Bactriola Bates, 1885
- Bacuris Gounelle, 1906
- Badenella Lane, 1964
- Baecacanthus Monné, 1975
- Baliesthes Gahan, 1894
- Baliesthoides Breuning, 1958
- Balteophelipara Breuning, 1966
- Bandar Lameere, 1913
- Bangalaia Duvivier, 1890
- Bangaloides Breuning & Teocchi, 1975
- Baraeomimus Breuning, 1973
- Baraeus Thomson, 1858
- Baralipton Thomson, 1857
- Bardistus Newman, 1841
- Barossus Fairmaire, 1893
- Baryssiniella Berkov & Monné, 2010
- Baryssinus Bates, 1864
- Basiptera Thomson, 1864
- Basipterus
- Basitaxus
- Basitoxus Audinet-Serville, 1832
- Batesbeltia Lane, 1964
- Batesparna Santos-Silva, Galileo & Mcclarin, 2018
- Batocera Dejean, 1835
- Batocera Laporte, 1840
- Batomena Bates, 1884
- Batrachorhina Chevrolat, 1842
- Batrachorina
- Batus Thunberg, 1822
- Batyle J.Thomson, 1864
- Baudona Breuning, 1963
- Baytle
- Beaveriella Napp & Martins, 2005
- Bebelis Thomson, 1864
- Bebilis
- Bebius Pascoe, 1865
- Becvarium Holzschuh, 2011
- Bejofoana
- Bellamira LeConte, 1873
- Bellemira
- Bellista
- Belodasys Breuning, 1954
- Beloderoides Breuning, 1940
- Beloesthes Thomson, 1864
- Bepephaeus
- Beraba Martins, 1997
- Berndgerdia Holzschuh, 1982
- Bernhardius Holzschuh, 2009
- Berningerus Lepesme & Breuning, 1955
- Bethelium Pascoe, 1866
- Bezarkia Martins & Galileo, 2014
- Biasmia Pascoe, 1864
- Bicon Pascoe, 1866
- Bifidoprionus Komiya & de Keyzer, 2011
- Bifidunguiglenea Lin & Tavakilian, 2012
- Bimia White, 1850
- Biobessa Gahan, 1898
- Biobessoides Teocchi, 1991
- Biraidion
- Birandra Santos-Silva, 2002
- Biribellus Galileo, 1987
- Bisaltes Thomson, 1868
- Bityle Pascoe, 1865
- Bixadoides Breuning, 1966
- Bixadus Pascoe, 1868
- Bixorestes Pascoe, 1867
- Blabia Thomson, 1864
- Blabicentrus Bates, 1866
- Blabinotus Wollaston, 1854
- Blachychilus
- Blamada Lin & Holzschuh, 2013
- Blapsilon Pascoe, 1860
- Blaxotes McKeown, 1945
- Blepephaeopsis Breuning, 1938
- Blepephaeus Pascoe, 1866
- Blepephoeus
- Blepisanis Pascoe, 1866
- Blosyropus Redtenbacher, 1867
- Bocainella Monné & Monné, 2008
- Bolbotritus Bates, 1871
- Bolivarita Escalera, 1914
- Bomaribidion Martins, 1962
- Bomarion Gounelle, 1909
- Bonfilsia Villiers, 1979
- Boninella Gressitt, 1956
- Boninoleiops Hasegawa & Makihara, 2001
- Bonipogonius Kusama, 1973
- Boppeus Villiers, 1982
- Boricyrtinus Micheli, 2003
- Borneochroma Vives, Bentanachs & Chew Kea Foo, 2008
- Borneoclytus Dauber, 2006
- Borneophysis Vives & Heffern, 2006
- Bornesalpinia Vives
- Bornestathes Vives & Heffern, 2012
- Bostrychopsebium Quentin & Villiers, 1971
- Bothriospila Aurivillius, 1924
- Bothrocerambyx Schwarzer, 1929
- Botriospila
- Bottegia Gestro, 1895
- Bouakea Adlbauer, 2003
- Bouchardius Quentin & Villiers, 1982
- Bourbonia Jordan, 1894
- Bouyerus Drumont, 2007
- Brachaciptera Lea, 1917
- Bracheocentrus Quentin & Villiers, 1983
- Brachopsis Saunders, 1850
- Brachyale Breuning, 1963
- Brachychilus Blanchard, 1851
- Brachyciclus
- Brachyclytus Kraatz, 1879
- Brachyelasma Breuning, 1958
- Brachyhammus Kolbe, 1900
- Brachyhospes Juhel & Bentanachs, 2012
- Brachyleptura Casey, 1913
- Brachylophora
- Brachymyiodola
- Brachynarthron Breuning, 1956
- Brachyolene Aurivillius, 1914
- Brachyolenecamptus Breuning, 1948
- Brachypteroma Heyden, 1863
- Brachyrhabdus Aurivillius, 1917
- Brachysarthron Thomson, 1864
- Brachysomida Casey, 1913
- Brachysybra Breuning, 1940
- Brachyta Fairmaire, 1864
- Brachytria Newman, 1840
- Brachytritus Quedenfeldt, 1882
- Braderochus Buquet, 1852
- Bradycnemis Waterhouse, 1877
- Branchychilus
- Brasilianus Jacobson, 1924
- Brasiliosoma Breuning, 1960
- Brechmoidion Martins, 1969
- Brephilydia Pascoe, 1871
- Brephilydia Thomson, 1861
- Brephylidia Pascoe, 1871
- Breuningiana Strand, 1936
- Brevechelidonium Vives, Bentanachs & Chew Kea Foo, 2009
- Brevoxathres Gilmour, 1959
- Brimidius Breuning, 1936
- Brimopsis Breuning, 1942
- Brimus Pascoe, 1862
- Brittonella Fisher, 1932
- Bromiades Thomson, 1864
- Brothylus LeConte, 1859
- Brototyche Pascoe, 1867
- Brounopsis Blair, 1937
- Brunoeme Villiers, 1972
- Bucoides Dillon & Dillon, 1945
- Bucynthia Pascoe, 1866
- Bulbolmotega Breuning, 1966
- Bulborhodopis
- Bumetopia Pascoe, 1858
- Bunothorax Gressitt, 1936
- Buprestomorpha Thomson, 1861
- Butherion
- Butherium Bates, 1870
- Butocrysa Thomson, 1868
- Bybe Pascoe, 1866
- Bybeana Hüdepohl, 1996
- Cabreuva Martins & Galileo, 1992
- Cachaenesthes
- Cachanus Lepesme & Breuning, 1955
- Cacia Newman, 1842
- Caciella Breuning, 1936
- Caciomorpha Thomson, 1864
- Cacodacnus Thomson, 1861
- Cacodrotus Broun, 1893
- Caconura
- Cacophrissus Bates, 1885
- Cacosceles Newman, 1838
- Cacostola Fairmaire & Germain, 1859
- Cacsius Lane, 1973
- Cacupira Martins & Galileo, 1991
- Caediscum Lefkovitch, 1962
- Caelomarthron Thomson, 1860
- Caelosterna
- Cagosima Thomson, 1864
- Cairnsia Blackburn, 1895
- Calamobius Guérin-Méneville, 1846
- Calanthemis Thomson, 1864
- Calaphneope Vives, Sudre, Mille & Cazères, 2011
- Calchaenesthes Kraatz, 1863
- Caledoamblymora Sudre & Mille, 2013
- Caledocentrus Cazères & Sudre, 2010
- Caledomicrus Vives, Sudre, Mille & Cazères, 2011
- Caledonandra Santos-Silva, Heffern & Matsuda, 2010
- Caledorion Vives & Sudre, 2015
- Calezygocera Vives & Sudre, 2013
- Calidon
- Calimellum
- Calimoxys
- Callancyla Aurivillius, 1912
- Callanga Lane, 1973
- Callapoecoides Breuning, 1978
- Callapoecus Bates, 1884
- Callergates Lameere, 1906
- Callia Audinet-Serville, 1835
- Callicera Breuning & Teocchi, 1974
- Callichroma Latreille, 1816
- Callichromopsis Chevrolat, 1863
- Calliclytus Fisher, 1932
- Callideriphus Blanchard, 1851
- Callidiellum Linsley, 1940
- Callidiopis Thomson, 1864
- Callidiopsites Wickham, 1913
- Callidium Fabricius, 1775
- Callidium Mulsant, 1839
- Callimation Blanchard, 1844
- Callimation Guérin-Ménéville, 1844
- Callimetopoides Breuning, 1981
- Callimetopus Blanchard, 1853
- Callimius
- Callimoxys Kraatz, 1863
- Callimus Mulsant, 1846
- Calliomorpha Lane, 1973
- Callipero Bates, 1864
- Calliphaula Lane, 1973
- Calliphenges Waterhouse, 1880
- Callipogon Audinet-Serville, 1832
- Callipogonius Linsley, 1935
- Callipogonus
- Calliprason White, 1843
- Callipyrga Newman, 1842
- Callisema Martins & Galileo, 1990
- Callisphyris Newman, 1840
- Callistochroma Eya
- Callistoprionus Tippmann, 1953
- Callityrinthia Galileo & Martins, 1991
- Callixanthospila Adlbauer, 2000
- Calloctenus White, 1850
- Calloides LeConte, 1873
- Callomecyna Tippmann, 1955
- Callona Waterhouse, 1840
- Calloplophora
- Callopogon
- Callundine Thomson, 1879
- Calobrium Fairmaire, 1903
- Calocerambyx Heller, 1905
- Calocomus Audinet-Serville, 1832
- Calocosmos
- Calocosmus Chevrolat, 1862
- Calolamia Thomson, 1953
- Calothyrza Thomson, 1868
- Calpazia Pascoe, 1857
- Caltisphyris
- Calybistum Thomson, 1878
- Calycibidion Martins, 1971
- Calydon Thomson, 1864
- Calymmophis Thomson, 1864
- Camelocerambyx Pic, 1922
- Camira Thomson, 1864
- Camitocomus Galileo & Martins, 1991
- Camixaima
- Camposiella Lane, 1972
- Camposiellina Monné, 2005
- Campsomera
- Campsosoma
- Camptomyne Pascoe, 1864
- Canarana Martins & Galileo, 1992
- Canidia Thomson, 1857
- Canidiopsis Dillon, 1955
- Canindea Galileo & Martins, 1990
- Cantharocnemis Audinet-Serville, 1832
- Cantharoctenus
- Cantharoxylymna Linsley, 1934
- Caparmena Sudre & Teocchi, 2002
- Capederces Adlbauer, 2001
- Capegaster Adlbauer, 2006
- Capepsebium Adlbauer, 2000
- Caperonotus Napp, 1993
- Capetoxotus Tippmann, 1959
- Capezoum Adlbauer, 2003
- Capillicornis Galileo & Martins, 2012
- Capitocrassus Van Eecke, 1921
- Capnethinius Adlbauer, 2006
- Capnolymma Pascoe, 1858
- Capobrium Adlbauer, 2006
- Capoeme Adlbauer, 2008
- Caprichasia
- Caragenia
- Carambyx
- Caraphia Gahan, 1906
- Carayonida Teocchi, 1986
- Cardoria Mulsant, 1862
- Carenesycha Martins & Galileo, 1990
- Carenoptomerus Tavakilian & Peñaherrera, 2003
- Caribbomerus Vitali, 2003
- Carinatodorcadion Breuning, 1943
- Carinoclodia Breuning, 1959
- Carinoclytus Aurivillius, 1912
- Cariua Martins & Galileo, 2008
- Carlandrea Sama & Rapuzzi, 1999
- Carneades Bates, 1869
- Caroliniella Blair, 1940
- Carpheolus Bates, 1885
- Carphina Bates, 1872
- Carphontes Bates, 1881
- Carterica Pascoe
- Carterica Thomson, 1860
- Carteridion Slipinski & Escalona, 2013
- Casiphia Fairmaire, 1894
- Casiphioprionus Pic, 1916
- Castiale Pascoe, 1866
- Catafimbria Aurivillius, 1922
- Catalanotoxotus Vives, 2005
- Catapausa Aurivillius, 1908
- Cataphrodisium Aurivillius, 1907
- Catharestes
- Catharesthes Bates, 1881
- Catherina Lepesme & Bruening, 1955
- Cathetopteron Hamilton, 1896
- Cathexia
- Cathexis Thomson, 1860
- Catoeme Aurivillius, 1908
- Catognatha Blanchard, 1851
- Catoptronotum Zajciw, 1960
- Catorthontus Waterhouse, 1880
- Catuaba Martins & Galileo, 2003
- Catuana Martins & Galileo, 2008
- Catypnes Pascoe, 1864
- Cauarana Lane, 1974
- Cauca Lane, 1970
- Cazeresellipsis Sudre & Bordon, 2013
- Cecaibidion Galileo & Martins, 2001
- Cedemon Gahan, 1890
- Ceiupaba Martins & Galileo, 1998
- Celebura
- Celosterna Blanchard, 1845
- Cendiuna Galileo & Martins, 1991
- Cendiunopsis Tavakilian & Santos-Silva, 2019
- Cenodocus Thomson, 1864
- Centoderopsis Breuning, 1956
- Centrocerum Chevrolat, 1861
- Centroclytus Motschulsky, 1863
- Centrodera LeConte, 1850
- Centrotoclytus Motschoulsky, 1863
- Centruroides Breuning, 1940
- Centruropsis Breuning, 1950
- Cephalallus Sharp, 1905
- Cephalenicodes Breuning, 1953
- Cephalizus Schmidt, 1922
- Cephalodina Bates, 1881
- Cephalopion Martins & Napp, 1986
- Cephaloplon Martins & Napp, 1986
- Ceraegidion Boisduval, 1835
- Ceragenia Audinet-Serville, 1834
- Ceralocyna Viana, 1971
- Ceralomus Sharp, 1886
- Ceraloyna
- Cerambolbus Quentin & Villiers, 1979
- Cerambycinus Germar, 1839
- Cerambyx Linnaeus, 1758
- Cerasphorus Audinet-Serville, 1834
- Ceratocentrus Aurivillius, 1903
- Ceratoeme Melzer, 1920
- Ceratographus
- Cercoptera Spinola, 1839
- Cerdaia Monné, 2006
- Cereopsius Pascoe, 1857
- Ceresiella Holzschuh, 1995
- Ceresium Newman, 1842
- Ceroplesis Audinet-Serville, 1835
- Ceropsius
- Cerosterna Redtenbacher, 1844
- Cerrostrangalia Hovore & Chemsak, 2005
- Certallum Dejean, 1821
- Cervilissa Monné & Monné, 2000
- Cervoglenea
- Cesonium Dillon & Dillon, 1959
- Cetimaique Martins & Galileo, 1999
- Cetimaju Galileo & Martins, 2007
- Cetrocerum
- Cevaeria Tavakilian, 2004
- Ceylanoglaucytes Breuning, 1970
- Ceylanoparmena Breuning, 1971
- Ceylanosybra Breuning, 1975
- Chaetacanthidius
- Chaetacosta Gilmour, 1961
- Chaetosopus Napp & Martins, 1988
- Chalastinus Bates, 1862
- Chalcolyne Bates, 1866
- Chalcoprionus Bates, 1875
- Challichroma
- Chalybophysis Quentin & Villiers, 1981
- Chambaganorum Pic, 1925
- Championa Bates, 1880
- Chaodalis Pascoe, 1865
- Chapaon Pic, 1922
- Chapareia Lane, 1950
- Charassonotus Quentin & Villiers, 1969
- Chariea Audinet-Serville, 1832
- Chariegus
- Chariergodes
- Chariergus Thomson, 1860
- Chariesthes Chevrolat, 1858
- Chariesthoides Breuning, 1938
- Charinotes Dupont, 1834
- Charisalia Casey, 1913
- Charisia Champion, 1892
- Charmallaspis Galileo & Martins, 1992
- Charoides Dillon & Dillon, 1945
- Chasmogaster Quentin & Villiers, 1969
- Cheilacanthus Quentin & Villiers, 1969
- Chelidonium Thomson, 1864
- Cheloderus Gray, 1832
- Chemsakia Linsley, 1967
- Chemsakiella Monné, 2006
- Chemsakiellus Villiers, 1982
- Chenoblacus Thomson, 1868
- Chenoderus Fairmaire & Germain, 1859
- Chereas Thomson, 1864
- Cherentes Gounelle, 1906
- Cherrocrius Berg, 1898
- Chevrolatella Zajciw, 1969
- Chewchroma Bentanachs & Vives, 2009
- Chiangshunania Bi & Ohbayashi, 2014
- Chiasmetes Pascoe, 1867
- Chimboincola Lane, 1966
- Chimoreia Lane, 1956
- Chinobrium Gressitt, 1937
- Chionosticta Pesarini & Sabbadini, 2004
- Chitron Dillon & Dillon, 1945
- Chlidones Waterhouse, 1879
- Chlorethe Bates, 1867
- Chlorida Audinet-Serville, 1834
- Chloridolum Thomson, 1864
- Chlorisanis Pascoe, 1867
- Chlorophorus Chevrolat, 1863
- Chloroterion
- Chlorotherion Zajciw, 1962
- Choeromorpha Chevrolat, 1849
- Chometochus
- Chondrothrus Gressitt, 1959
- Chontalia Bates, 1872
- Chorenta Gistel, 1848
- Choriolaus Bates, 1885
- Chorothyse Pascoe, 1867
- Chorotyse
- Chreomisis Breuning, 1956
- Christatosybra Breuning, 1959
- Christenes
- Chromacilla Schmidt, 1922
- Chromalizus Schmidt, 1922
- Chromoeme Chemsak & Linsley, 1967
- Chrotoma Casey, 1891
- Chrysaethe Bates, 1873
- Chrysaperda Bates, 1881
- Chrysommata Tavakilian & Peñaherrera, 2003
- Chrysoprasis Audinet-Serville, 1834
- Chrysoprasus Klug, 1829
- Chydaeopsis Pascoe, 1864
- Chydarteres Huedepohl, 1985
- Chyptodes Dillon & Dillon, 1941
- Cicatricallia Martins & Galileo, 2012
- Cicatrion
- Cicatripraonetha Breuning, 1980
- Cicatrisestoia Breuning, 1947
- Cicatrisestola
- Cicatrisestoloides Breuning & Heyrovsky, 1964
- Cicatrizocera Martins, 1976
- Cicatrodea Dillon, 1946
- Cicuiara Galileo & Martins, 1997
- Cidugala Aurivillius, 1908
- Cilioeme Adlbauer, 2006
- Cilium Fairmaire, 1898
- Cincinnata Jordan, 1894
- Cinctohammus Dillon & Dillon, 1959
- Cinobrium
- Ciopera Pascoe, 1867
- Cipriscola Dillon & Dillon, 1945
- Cirrhicera Thomson, 1857
- Cirtophorus
- Citriphaga Lea, 1919
- Clausirion Martins & Napp, 1982
- Clavemeopedus
- Clavemeopodus
- Clavenicodes Breuning, 1953
- Clavidesmus Dillon & Dillon, 1946
- Clavisybra Breuning, 1943
- Clavobrium Adlbauer, 2008
- Clavomela Adlbauer, 2000
- Clavoserixia Breuning, 1954
- Cleistimum Thomson, 1878
- Cleodoxus Thomson, 1864
- Cleomenella Fisher, 1940
- Cleomenes Thomson, 1864
- Cleomenida Schwarzer, 1925
- Cleonaria Thomson, 1864
- Cleozona Bates, 1874
- Clepitoides Clarke, 2009
- Cleptometopus Thomson, 1864
- Cleptonotus Breuning, 1950
- Cleptopsebium Quentin & Villiers, 1971
- Cleptosoma Breuning, 1950
- Clermontia Pic, 1927
- Cleroclytus Kraatz, 1884
- Clesotrus Quentin & Villiers, 1974
- Clinopleurus Lansberge, 1884
- Clodia Pascoe, 1864
- Cloniocerus de Laporte, 1840
- Cloniophorus Quedenfeldt, 1882
- Clorophorus
- Closteromerus Thomson, 1860
- Closteropus Guérin-Ménéville, 1844
- Closterus Audinet-Serville, 1832
- Clostrocera Audinet-Serville, 1824
- Cluvia Stål, 1857
- Clyanthus
- Clyptemnestra
- Clytellus Westwood, 1853
- Clytemnestra Thomson, 1860
- Clythraschema Thomson, 1857
- Clythus
- Clytobius Gressitt, 1951
- Clytocera Gahan, 1906
- Clytoderus Linsley, 1935
- Clytoleptus Casey, 1912
- Clytomelegena Pic, 1928
- Clytopsis
- Clytosaurus Thomson, 1864
- Clytosemia Bates, 1884
- Clytraschema Thomson, 1857
- Clytus Laicharting, 1784
- Clyzomedus Pascoe, 1864
- Cnemidochroma Schmidt, 1924
- Cnemolia Jordan, 1903
- Cnemolioides Breuning, 1938
- Cnemoplites Newman, 1842
- Cnemosioma Martins, 1975
- Cobelura Erichson, 1847
- Cobria Pascoe, 1865
- Coccoderes
- Coccoderus Buquet, 1840
- Coccothorax Aurivillius, 1917
- Cochliopalpus Lacordaire, 1872
- Cocoderus
- Coedomaea Thomson, 1868
- Coelodon Audinet-Serville, 1832
- Coelodoniella Adlbauer, 2005
- Coeloprocta Aurivillius, 1927
- Coenopaeus
- Coenopeus
- Coenopoeus Horn, 1880
- Coeruleoglaucytes Breuning & Villiers, 1968
- Colamobius
- Coleocoptus Aurivillius, 1893
- Coleomethia Linsley, 1940
- Coleoprocta
- Coleoxestia Aurivillius, 1912
- Coleroidion Martins, 1969
- Collyrodes Pascoe, 1859
- Colobeutrypanus Tippmann, 1954
- Colobizus Schmidt, 1922
- Coloborhomboides Hüdepohl, 1983
- Coloborhombus Thomson, 1864
- Colobothaea
- Colobothea Dejean, 1830
- Colobothea Lepeletier de Saint Fargeau & Audinet-Serville, 1825
- Colobothina Hovore, 1989
- Coloexestia
- Colombicallia Galileo & Martins, 1992
- Columbicella Galileo & Martins, 1990
- Colynthaea Thomson, 1878
- Colynthea
- Comacmaeops Linsley & Chemsak, 1972
- Combe Thomson, 1864
- Combesius Lepesme, 1950
- Cometes Lepeletier & Audinet-Serville, 1825
- Cometochus Gilmour, 1980
- Compa
- Compsa Perty, 1832
- Compsibidion Thomson, 1864
- Compsibidium
- Compsidea
- Compsoceridius Bruch, 1909
- Compsocerus Audinet-Serville, 1834
- Compsodorcadion Ganglbauer, 1884
- Compsomera White, 1853
- Compsopyris Dalens, Touroult & Tavakilian, 2010
- Compsosoma Lepeletier de Saint Fargeau & Audinet-Serville, 1830
- Comusia Thomson, 1864
- Conamblys Schmidt, 1922
- Confluentia Santos-Silva, Galileo & Mcclarin, 2018
- Coniolachnus Fairmaire, 1898
- Conizonia Fairmaire
- Conobrium Aurivillius, 1927
- Conopogaster Fairmaire, 1900
- Conosphaerion
- Conosphaeron Linsley, 1935
- Conoxillus
- Conoxilus Adlbauer, 2002
- Consosphaerion
- Contoderopsis Breuning, 1956
- Contoderus Thomson, 1864
- Coomanum Pic, 1927
- Coptocephalus Gray, 1832
- Coptocercus Hope, 1841
- Coptoeme Aurivillius, 1904
- Coptomma Newman, 1840
- Coptops Serville, 1835
- Coptopterus Hope, 1834
- Coptos
- Coptosia Fairmaire, 1864
- Corallancyla Tippmann, 1960
- Corcovado Lane, 1973
- Cordites Dillon & Dillon, 1945
- Cordoxylamia Dillon & Dillon, 1959
- Cordylomera Audinet-Serville, 1834
- Coremia Audinet-Serville, 1834
- Corennys Bates, 1884
- Coreocalamobius Hasegawa, Han & Oh, 2014
- Corestetha Pascoe, 1875
- Corestheta Pascoe, 1875
- Coresthetida Breuning, 1975
- Coresthetopsis Breuning, 1940
- Corethrogaster Chevrolat, 1855
- Corethrophora Blanchard, 1853
- Corimbion Martins, 1970
- Corioeme Adlbauer, 2006
- Cornallis Thomson, 1864
- Cornuchariesthes Breuning, 1981
- Cornumutila Letzner, 1844
- Cornuscoparia Jordan, 1894
- Coroicoia Lane, 1966
- Coroicola Lane, 1966
- Corrhenes Pascoe, 1865
- Corrhenispia Breuning, 1938
- Corrhenodes Breuning, 1942
- Cortodera Mulsant, 1863
- Corupa Lane, 1966
- Coruparana Lane, 1966
- Corupella Martins & Napp, 2007
- Corus Pascoe, 1888
- Corynellus Bates, 1884
- Corynofrea Aurivillius, 1910
- Coscinedes Bates, 1885
- Coscinesthes Bates, 1890
- Cosmisom
- Cosmisoma Audinet-Serville, 1834
- Cosmisomopsis Zajciw, 1960
- Cosmocerus Guérin-Ménéville, 1844
- Cosmoplatidius Gounelle, 1911
- Cosmoplatus Aurivillius, 1891
- Cosmosalia Casey, 1913
- Cosmotoma Blanchard, 1845
- Cosmotoma Chevrolat, 1843
- Cosmotomidius Melzer, 1931
- Costemilophus Galileo & Martins, 2005
- Cotyabanycha Galileo & Martins, 2013
- Cotyachryson Martins, 2002
- Cotyadesmus Martins & Galileo, 2005
- Cotychroma Martins & Napp, 2005
- Cotycicuiara Galileo & Martins, 2008
- Cotyclytus
- Cotycuara Galileo & Martins, 2004
- Cotynessa Martins & Galileo, 2006
- Cotyperiboeum Galileo & Martins, 2010
- Cotyschnolea Martins & Galileo, 2006
- Cotysomerida Martins & Galileo, 2009
- Cotyzineus Martins & Galileo, 2007
- Cphagoeme
- Craspedoderus Thomson, 1864
- Crassichroma Vives, Bentanachs & Chew Kea Foo, 2009
- Cratericus Galileo & Martins, 2012
- Cratotragus Lacordaire, 1869
- Cremnosterna Aurivillius, 1920
- Cremys Pascoe, 1864
- Cretoprionus M.a.Wang, McKenna, Yan, Zhang & Jarzembowski, 2013
- Cribraedoeus
- Cribragapanthia Pic, 1903
- Cribrihammus Dillon & Dillon, 1959
- Cribrochamus Dillon & Dillon, 1961
- Cribrohammus Breuning, 1966
- Cridion
- Crinarnoldius Lepesme & Breuning, 1956
- Crinotarsus Blanchard, 1853
- Criocephalum Motschoulsky, 1845
- Criocerinus Fairmaire, 1894
- Criodion Audinet-Serville, 1833
- Crioposopus
- Crioprosopis
- Crioprosopus Audinet-Serville, 1834
- Criopsis Thomson, 1860
- Criptobias
- Cristaerenea Breuning, 1949
- Cristaphanes Vives, 2009
- Cristapriona Hua, 1986
- Cristatosybra Breuning, 1959
- Cristenes Breuning, 1978
- Cristepilysia Breuning, 1951
- Cristepilysta Breuning, 1951
- Cristeryssamena Breuning, 1963
- Cristhippopsis Breuning, 1977
- Cristhybolasius Breuning, 1959
- Cristipocregyes Breuning, 1964
- Cristisse Breuning, 1955
- Cristoberea Breuning, 1954
- Cristocentrus Breuning, 1958
- Cristodesisa Breuning, 1959
- Cristoopsis Dillon & Dillon, 1952
- Cristophyllarthrius Lepesme & Breuning, 1956
- Cristorhodopina Breuning, 1966
- Cristosydonia Breuning, 1963
- Cristurges Gilmour, 1961
- Crossidius LeConte, 1851
- Crossocnemis Quentin & Villiers, 1978
- Crossodius
- Crossomeles Chemsak & Noguera, 1995
- Crossotides Hintz, 1912
- Crossotus Audinet-Serville, 1835
- Crotchiella Israelson, 1985
- Crucihammus Breuning, 1936
- Crucitragus Breuning, 1934
- Cryllis Pascoe, 1867
- Cryptipus Jin, de Keyzer & Slipinski, 2020
- Cryptobelus Thomson, 1879
- Cryptobias Dupont, 1834
- Cryptobius
- Cryptocranium Audinet-Serville, 1835
- Cryptocranium Lacordaire, 1830
- Crytophorus
- Ctenades
- Ctenodes Olivier, 1807
- Ctenomaeus Schmidt, 1922
- Ctenopion Martins, 1967
- Ctenoplon Martins, 1967
- Ctenoscelis Audinet-Serville, 1832
- Cubaecola Lameere, 1912
- Cubilia Jordan, 1897
- Cubilioides Breuning, 1939
- Cuicirama Martins & Galileo, 1992
- Cuiciuna Galileo & Martins, 1997
- Cumaltera Jordan, 1894
- Cupanoscelis Gounelle, 1909
- Cupecuara Santos-Silva & Tavakilian, 2009
- Cupeyalia de Zayas, 1975
- Cupeyalla Zayas, 1975
- Curiofrea Galileo & Martins, 1999
- Curiosa Micheli, 1983
- Curitiba Lameere, 1903
- Curius Newman, 1840
- Curtomerus Stephens, 1839
- Curuapira Martins & Galileo, 1998
- Cyanagapanthia Breuning, 1968
- Cyanamphoecus Breuning, 1951
- Cyanastus Pascoe, 1867
- Cyaneophytoecia Breuning, 1950
- Cyanolipton Komiya, 2004
- Cyanomethia Philips & Ivie, 1998
- Cyardium Pascoe, 1866
- Cyclicasta Thomson, 1868
- Cyclocranium Poll, 1891
- Cyclopeplus Thomson, 1860
- Cycloprionus Tippmann, 1953
- Cyclotaenia Jordan, 1903
- Cycnidolon Thomson, 1864
- Cycnoderus Audinet-Serville, 1834
- Cydros Pascoe
- Cygnoderus
- Cylene
- Cylicasta Thomson, 1868
- Cylindilla Bates, 1884
- Cylindobrium Adlbauer, 2012
- Cylindrecamptus Breuning, 1940
- Cylindrepomus Blanchard, 1853
- Cylindrommata Tippmann, 1960
- Cylindropemus
- Cylindropennis
- Cylindrophelipara Breuning, 1940
- Cylindrostyrax Aurivillius, 1911
- Cylindrosybra Aurivillius, 1922
- Cylindrothorax
- Cylleus
- Cyltoleptus
- Cymalactus Teocchi, 1990
- Cymaterus Pascoe, 1885
- Cymatonycha Bates, 1874
- Cymatura Gerstaecker, 1855
- Cynidion
- Cyocyphax Thomson, 1878
- Cyphonotida Casey, 1913
- Cyphoscyla Thomson, 1867
- Cyphosterna Chevrolat, 1863
- Cypriepepeotes
- Cyriepepeotes Breuning, 1964
- Cyriopalus Pascoe, 1866
- Cyriotasastes
- Cyriotasiastes Heller, 1924
- Cyrthognathus
- Cyrtillus Aurivillius, 1917
- Cyrtinoopsis Dillon & Dillon, 1952
- Cyrtinus LeConte, 1852
- Cyrtoclytus Ganglbauer, 1882
- Cyrtocris Aurivillius, 1904
- Cyrtogrammus Gressitt, 1939
- Cyrtonops White, 1853
- Cyrtophorus LeConte, 1850
- Cystophorus
- Dadoychus Chevrolat, 1833
- Daemonarthra Lameere, 1903
- Dalila Thomson, 1858
- Dalitera
- Dalterogyna Teocchi, 1999
- Damiria Fairmaire, 1900
- Dandamis
- Daphisia Pascoe, 1867
- Dapsilus Gistl, 1848
- Daramus Fairmaire, 1892
- Dasyerrus Pascoe, 1865
- Davidiella Holzschuh, 2011
- Daxata Pascoe, 1864
- Debilissa Aurivillius, 1912
- Decarthria Hope, 1934
- Decellia Breuning, 1968
- Declivocondyloides Sudre, 2001
- Dectes LeConte, 1852
- Dedya Lepesme & Breuning, 1955
- Deilus Audinet-Serville, 1834
- Dejanira Thomson, 1864
- Delagoa Jordan, 1894
- Delagrangeus Pic, 1892
- Delemodacrys Martins & Napp, 1979
- Deliathis Thomson, 1860
- Deliathus
- Delilah Dillon & Dillon, 1945
- Delocheilus Thomson, 1860
- Delochilus Thomson, 1860
- Delostromatium Zhang, 1989
- Deltaspis Audinet-Serville, 1834
- Deltosoma Thomson, 1864
- Demagogus Thomson, 1868
- Dembickya Miroshnikov, 2013
- Dembyckia
- Demelius Waterhouse, 1874
- Democerus
- Demodes Newman, 1842
- Demodioides
- Demomisis Pascoe, 1867
- Demonassa Thomson, 1864
- Demonax Thomson, 1860
- Demonisis
- Demophoo Thomson, 1864
- Demospila
- Dendrides Dillon & Dillon, 1952
- Dendrobias Dupont, 1834
- Dendrobrias Audinet-Serville, 1834
- Denticerus Jordan, 1894
- Depsages Pascoe, 1865
- Derancistrodes Galileo & Martins, 1993
- Derancistrus Audinet-Serville, 1832
- Derbidia Fairmaire, 1901
- Dere White, 1855
- Derelophis Quentin & Villiers, 1972
- Deremius Kolbe, 1893
- Deretrachys Hüdepohl, 1985
- Derobrachus Audinet-Serville, 1832
- Derolophodes Brancsik, 1898
- Derolus Gahan, 1891
- Derolydnus Hüdepohl, 1989
- Deroplia Dejean, 1835
- Deroplia Rosenhauer, 1847
- Desaulax
- Desisa Pascoe, 1865
- Desisella Breuning, 1942
- Desisopsis Hüdepohl, 1995
- Desmiphora Audinet-Serville, 1835
- Desmiphoropsis Gounelle, 1908
- Desmoceris
- Desmocerus Audinet-Serville, 1835
- Desmocerus Dejean, 1821
- Desmoderus Audinet-Serville, 1834
- Deucalion Wollaston, 1854
- Dexithea Thomson, 1864
- Diadelia Waterhouse, 1882
- Diadelioides Breuning, 1940
- Diadeliomimus Breuning, 1958
- Dialdelioides Breuning, 1940
- Dialeges Pascoe, 1857
- Diallus Pascoe, 1866
- Diamecyna Breuning, 1939
- Diamitosa Kriesche, 1927
- Diaspila Jordan, 1903
- Diasporidion Martins, 1968
- Diasporidium
- Diastellopterus Thomson, 1858
- Diastocera Thomson, 1857
- Diastophya
- Diastosphya Aurivillius, 1920
- Diastrophosternus Gounelle, 1911
- Diasybra Breuning, 1959
- Diaxenes Waterhouse, 1884
- Diboma Thomson, 1864
- Dicelosternus Gahan, 1900
- Dicentrus LeConte, 1880
- Dichostates Thomson, 1860
- Dichostathes
- Dichostatoides Teocchi, 1998
- Dichostethes
- Dicra Fauvel, 1906
- Dicranoderes Dupont, 1836
- Dictamnia Pascoe, 1869
- Dictator Thomson, 1878
- Didymeus
- Didymocantha Newman, 1840
- Didymocentrotus McKeown, 1945
- Didymodonta Aurivillius, 1903
- Didyochamus Dillon & Dillon, 1959
- Diexia Pascoe, 1865
- Digonium Pic, 1895
- Dihammaphora Chevrolat, 1859
- Dihammaphoroides Zajciw, 1967
- Dihamus
- Dilachnus Fairmaire, 1896
- Diliolophus Bates, 1885
- Dilocerus Napp, 1980
- Dinocephaloides Breuning, 1951
- Dinocephalopsis
- Dinocephalus Péringuey, 1899
- Dinoprionus
- Dinoptera Mulsant, 1863
- Dinopteroides
- Dioclides Thomson, 1864
- Dioctecnon Schmidt, 1924
- Dioridium Zajciw, 1961
- Diorthrus Gahan, 1891
- Diorthus Gahan, 1891
- Diorus White, 1853
- Diosyris Pascoe, 1867
- Diotecnon Schmidt, 1925
- Diotimana Hawkins, 1942
- Diphyrama Bates, 1872
- Diploschema Thomson, 1858
- Diploschemopsis
- Diplosis Quentin & Villiers, 1978
- Diplothorax Gressitt & Rondon, 1970
- Diptychoeme Aurivillius, 1915
- Diringsiella Martins & Galileo, 1991
- Dirocoremia Marques, 1995
- Dirphya Pascoe, 1858
- Disaulax Audinet-Serville, 1834
- Discoceps Jordan, 1894
- Discolops Fairmaire, 1886
- Discopus Thomson, 1864
- Diseoblax Quentin & Villiers, 1981
- Disgregus Galileo & Martins, 2009
- Dissaporus Aurivillius, 1907
- Dissopachys Reitter, 1886
- Dissosternum Hope, 1833
- Distenia Lepeletier & Audinet-Serville, 1828
- Disteniazteca Santos-Silva & Hovore, 2007
- Disterna
- Disternopsis Breuning, 1939
- Distichocera Kirby, 1819
- Djabiria Duvivier, 1891
- Docohammus Aurivillius, 1908
- Docolamia Breuning, 1944
- Dodecaibidion Martins, 1962
- Dodechariesthes Téocchi, Sudre & Jiroux, 2010
- Dodecocerus Dalens & Touroult, 2008
- Dodecosis Bates, 1867
- Doesburgia Tippmann, 1953
- Doesus Pascoe, 1862
- Dohertorsidis Breuning, 1961
- Dohertyorsidis Breuning, 1961
- Dokhtouroffia Ganglbauer, 1886
- Dolaerenica Martins & Galileo, 1985
- Dolichaspis Gahan, 1890
- Dolichepilysta Breuning, 1964
- Dolichestoia Breuning, 1942
- Dolichestola Breuning, 1942
- Dolichoplomelas Breuning, 1958
- Dolichoprosopus Ritsema, 1881
- Dolichopterus Murray
- Dolichopterus Tippman, 1953
- Dolichoropica Breuning, 1970
- Dolichostyrax Aurivillius, 1911
- Dolichosybra Breuning, 1942
- Dolicoprosopus
- Doliops Waterhouse, 1841
- Dolocerus Mulsant, 1862
- Dolomius Fairmaire, 1903
- Dolopharoides Breuning, 1978
- Dolophrades Bates, 1884
- Domitia Thomson, 1858
- Dorcacerus Chevrolat, 1829
- Dorcadida White, 1846
- Dorcadion Dalman, 1817
- Dorcadionoides Motschoulsky, 1857
- Dorcadiopsis Müller, 1941
- Dorcaschema Haldeman, 1847
- Dorcaschesis Heller, 1924
- Dorcasina Casey, 1913
- Dorcasomus Audinet-Serville, 1834
- Dorcasta Pascoe, 1858
- Dorcianus Fairmaire, 1901
- Dorcoeau Breuning, 1945
- Dorcoeax de Breuning, 1946
- Doreadion
- Doreadocerus
- Dorhertorsidis
- Dorjia Holzschuh, 1989
- Dorysthenes Vigors, 1826
- Dotoramades Villiers, 1982
- Dragomiris Gounelle, 1913
- Dragoneutes Martins & Monné, 1980
- Drascalia Fairmaire & Germain, 1864
- Dorcadion
- Driopea Pascoe, 1858
- Droserotoma Quentin & Villiers, 1978
- Drosotrichia Pesarini & Sabbadini, 2004
- Drototelus Broun, 1903
- Drotus Sharp, 1877
- Drumontiana Danilevsky, 2001
- Dryana Gistl, 1847
- Drychateres Hüdepohl, 1985
- Drycothaea Thomson, 1868
- Drymochares Mulsant, 1847
- Dryobius LeConte, 1850
- Dryoctenes Audinet-Serville, 1835
- Dryopea
- Dryusa Pascoe, 1864
- Dubianella Morati & Huet, 2004
- Dubiefostola Tavakilian & Monné, 1991
- Duesburgia Tippmann, 1953
- Dufauxia Lane, 1955
- Duffyia Quentin & Villiers, 1971
- Duffyoemida Martins, 1977
- Dulichium Thomson, 1864
- Dundaia Holzschuh, 1993
- Duocristala Lingafelter, 2020
- Dyemus Pascoe, 1864
- Dyenmonus Thomson, 1868
- Dymascus Pascoe, 1865
- Dymasius Thomson, 1864
- Dymorphocosmisoma
- Dynamostes Pascoe, 1857
- Dysiatus Pascoe, 1869
- Dysmathosoma Waterhouse, 1882
- Dystasia Pascoe, 1864
- Dystasiopsis Breuning & de Jong, 1941
- Dysthaeta Pascoe, 1859
- Dystomophus Pic, 1926
- Dystomorphus Pic, 1926
- Dzhungarodorcadion Danilevsky, 1993
- Earinis Pascoe, 1864
- Ebacides Pascoe, 1864
- Ebaeides Pascoe, 1864
- Eboraphyllus McKeown, 1945
- Eburella Monné & Martins, 1973
- Eburia Audinet-Serville, 1830
- Eburia Lacordaire, 1830
- Eburiaca Martins, 1999
- Eburilla Aurivillius, 1912
- Eburiola Thomson, 1864
- Eburiomorpha Fisher, 1935
- Eburodachris
- Eburodachrys
- Eburodacrys Thomson, 1860
- Eburodacrys White, 1853
- Eburodacrystola Melzer, 1928
- Eburodactys
- Eburophora White, 1855
- Eburostola Tippmann, 1960
- Eccrisis Pascoe, 1888
- Echarista
- Echaristha Fairmaire, 1901
- Echinocerus Mulsant, 1863
- Echinovelleda Breuning, 1936
- Echthistatodes Gressitt, 1938
- Echthistatus Pascoe, 1862
- Eclipta Bates, 1873
- Ecliptoides Tavakilian & Peñaherrera, 2005
- Ecliptophanes Melzer, 1834
- Ecoporanga Napp & Martins, 2006
- Ectatina Gahan, 1907
- Ectatosia Pascoe, 1857
- Ecteneolus Bates, 1885
- Ectenessa Bates, 1885
- Ectenesseca Martins & Galileo, 2005
- Ectenessidea
- Ectenessidia Gounelle, 1909
- Ecthoea Pascoe
- Ectinogramma Thomson, 1864
- Ectinope Pascoe, 1875
- Ectoea
- Ectotasia
- Ecyron
- Ecyroschema Thomson, 1864
- Ecyrus LeConte, 1852
- Eczemetellus Heller, 1924
- Eczemotellus Heller, 1924
- Eczemotes Pascoe, 1864
- Eczemothea Schwarzer, 1926
- Edechthistatus Monné, 2005
- Edithia Reitter, 1899
- Eduardiella Holzschuh, 1993
- Eerlandia
- Egalicia Lane, 1974
- Egesina Pascoe, 1864
- Elacomia Heller, 1916
- Elaidius Breuning, 1942
- Elans
- Elaph
- Elaphidiom
- Elaphidion Audinet-Serville, 1834
- Elaphidionopsis Linsley, 1936
- Elaphopsis Audinet-Serville, 1834
- Elaptoides Quentin & Villiers, 1974
- Elaptus Pascoe, 1867
- Elasmotena McKeown, 1945
- Elateropsis Chevrolat, 1862
- Elaterosoma Tippmann, 1953
- Elatotrypes Fisher, 1919
- Eleanor Thomson, 1864
- Elegantometallyra Adlbauer, 2004
- Elegantozoum Adlbauer, 2004
- Elelea Pascoe, 1865
- Eleothinus Bates, 1881
- Eligmoderma Thomson, 1864
- Elitroleptus Dugès, 1878
- Elongatocontoderus Breuning, 1977
- Elongatohomelix Breuning, 1967
- Elongatomerionoeda
- Elongatopothyne Breuning, 1963
- Elongatorsidis Breuning, 1967
- Elongatoserixia Breuning, 1982
- Elongatosybra Breuning, 1961
- Elydnus Pascoe, 1869
- Elytracantha Lane, 1955
- Elytracanthina Monné, 2005
- Elytrimitatrix Santos-Silva & Hovore, 2007
- Elytroleptus Aurivillius, 1912
- Elytroleptus Duges, 1879
- Embrikstrandia Plavilstshikov, 1931
- Embryon Thomson, 1857
- Emeileptura Holzschuh, 1991
- Emenica Pascoe, 1875
- Emeopedopsis Breuning, 1964
- Emeopedus Pascoe, 1864
- Emphiesmenus Lansberge, 1884
- Emphreus Pascoe, 1864
- Emphytoecia Fairmaire & Germain, 1860
- Emphytoeciosoma Melzer, 1934
- Empogonius
- Enaphalodes Haldeman, 1847
- Enaretta Thomson, 1864
- Enchoptera Saunders, 1850
- Encyclopidonia Vitali, 2009
- Encyclops Newman, 1838
- Encyrus
- Enderces
- Endryoctenes
- Endybauna Martins & Galileo, 1991
- Eneodes Fisher, 1926
- Enes Pascoe, 1864
- Engynum Thomson, 1864
- Engyum Thomson, 1864
- Enicodes Gray, 1832
- Enicodes Thomson, 1861
- Enicoeme Aurivillius, 1915
- Enispiella Breuning, 1938
- Enneaphyllus Waterhouse, 1877
- Enoplocerus Audinet-Serville, 1832
- Enoploderes Faldermann, 1837
- Enosmaeus Thomson, 1878
- Enotes Thomson, 1864
- Enotocleptes Breuning, 1940
- Enotogenes Heller, 1916
- Enotoschema Breuning, 1953
- Entelopes Guérin-Ménéville, 1844
- Entetraommatus Fisher, 1940
- Enthymius Waterhouse, 1878
- Entomosterna Chevrolat, 1863
- Entrypanus
- Enuidia
- Eocallidium Haupt, 1950
- Eoclytus Plavilstshikov, 1940
- Eodalis Pascoe, 1869
- Eodorcadion de Breuning, 1947
- Eohyllisia Breuning, 1942
- Eonecydalis Ohbayashi, 1961
- Eoporimimus Schwarzer, 1925
- Eoporis Pascoe, 1864
- Eosthenias Breuning, 1961
- Eosybra Breuning, 1942
- Eotithoes Quentin & Villiers, 1983
- Epacropion Martins, 1967
- Epacroplon Martins, 1967
- Epania Pascoe, 1858
- Epaphra Newman, 1842
- Epectasis Bates, 1866
- Epepeotes Pascoe, 1866
- Epheus Broun, 1886
- Ephiales Dillon & Dillon, 1945
- Ephies Pascoe, 1867
- Ephippiotragus Clarke, 2013
- Epianthe Pascoe, 1867
- Epiblapsilon Gressitt, 1984
- Epiblepisanis Teocchi, 1998
- Epicasta Thomson, 1864
- Epicedia Thomson, 1864
- Epiclytus Gressitt, 1935
- Epidichostates Teocchi & Sudre, 2003
- Epidiscoceps Téocchi & Sudre, 2009
- Epiglenea
- Epilysotides Breuning, 1939
- Epilysta Pascoe, 1865
- Epilystoides Breuning, 1939
- Epimelitta Bates, 1870
- Epimellita Bates, 1870
- Epimesosa Breuning, 1939
- Epipedocera Chevrolat, 1863
- Epipoda Clarke, 2014
- Epipodocarpus Bosq, 1951
- Epipodocera
- Epirochroa Fairmaire, 1896
- Epirochroides Breuning, 1942
- Episacus Waterhouse, 1880
- Epithora Pascoe, 1866
- Epitophysis Gressitt & Rondon, 1970
- Eponina Lane, 1939
- Epopaea
- Epopea Thomson, 1864
- Epropetes Bates, 1870
- Epuraecha Breuning, 1935
- Erana Bates, 1866
- Eranina Monné, 2005
- Eraninella Galileo & Martins, 2008
- Ereis Pascoe, 1865
- Eremoceras de Peyerimhoff, 1920
- Eremon Thomson, 1864
- Eremophanes Kolbe, 1893
- Eremophanoides Breuning, 1978
- Eremosybra Breuning, 1942
- Ergates Audinet-Serville, 1832
- Erichsonia Westwood, 1849
- Eriocharis Aurivillius, 1912
- Erioderus Blanchard, 1845
- Eriphosoma Melzer, 1922
- Eriphus Audinet-Serville, 1834
- Erlandia Aurivillius, 1904
- Eroschema Pascoe, 1859
- Erosida Thomson, 1860
- Erphaea Erichson, 1847
- Erphoea
- Eryalus Pascoe, 1888
- Eryphus Klug, 1829
- Eryssamena Bates, 1884
- Erythraenus Bates, 1875
- Erythresthes Thomson, 1864
- Erythrocalla Aurivillius, 1928
- Erythrochiton Zajciw, 1957
- Erythroclea Aurivillius, 1914
- Erythroleptus
- Erythroplatys White, 1855
- Erythropterus Melzer, 1934
- Erythrus White, 1853
- Erytroleptus
- Esaete Galileo & Martins, 2002
- Esaguasu Galileo & Martins, 2007
- Esamirim Martins & Galileo, 2004
- Escalonia Jin, Ślipiński, Keyzer & Pang, 2017
- Esmeralda Thomson, 1860
- Esmia Pascoe, 1859
- Esonius Dillon & Dillon, 1945
- Esseiachryson Martins, 2002
- Essisus Pascoe, 1866
- Essostrutha Thomson, 1868
- Essostruthella Lane, 1972
- Esthlogena Thomson, 1864
- Esthlogenopsis Breuning, 1942
- Esthologena
- Estigmenida Gahan, 1895
- Estola Fairmaire & Germain, 1859
- Estoliops Matsushita, 1942
- Estoloderces Melzer, 1928
- Estolodeselo
- Estoloides Breuning, 1940
- Estolomimus Breuning, 1940
- Etaxalus Pascoe, 1865
- Ethemon Thomson, 1864
- Ethioeme Adlbauer, 2008
- Ethiolygrus Adlbauer, 2008
- Ethiopiochamus Dillon & Dillon, 1961
- Etimasu Santos-Silva, Martins & Clarke, 2010
- Etiosaphanus Adlbauer, 1999
- Etorofus Matsushita, 1933
- Etorufus
- Etyma Galileo & Martins, 2012
- Etymosphaerion Martins & Monné, 1975
- Etyrrhus Holzschuh, 1989
- Eucharassus Bates, 1885
- Eucharitolus Bates, 1885
- Euchlanis Pascoe, 1869
- Eucilmus Fairmaire, 1901
- Eucomatocera White, 1846
- Eucrossus LeConte, 1873
- Eudaphisia Pic, 1926
- Euderces LeConte, 1850
- Eudesmis Audinet-Serville, 1835
- Eudesmus Audinet-Serville, 1835
- Eudianodes Pascoe, 1868
- Eudihammus Breuning, 1944
- Eudistenia Fall, 1907
- Eudryoctenes Hintz, 1911
- Eudryotenes
- Euestola Breuning, 1943
- Eugamandus Fisher, 1926
- Eugoa Fåhraeus, 1872
- Eugoides Aurivillius, 1904
- Eugrapheus Fairmaire, 1896
- Eulachnesia Bates, 1872
- Eulitoclonius Schmidt, 1923
- Eulitopus Bates, 1879
- Eumates
- Eumathes Pascoe, 1862
- Eumecocera Solsky, 1870
- Eumenica Pascoe, 1875
- Eumichthus LeConte, 1873
- Eumichtus
- Eumimesis Bates, 1866
- Eunidia Erichson, 1843
- Eunidiella Breuning, 1940
- Eunidiopsis Breuning, 1939
- Euoplia Hope, 1839
- Euopogonius
- Eupalelius Fairmaire, 1896
- Eupales Dillon & Dillon, 1945
- Eupalessa Monné, 2005
- Eupempelus Bates, 1870
- Eupogoniopsis Breuning, 1949
- Eupogonius LeConte, 1852
- Eupolia Hope, 1839
- Euporus Audinet-Serville, 1834
- Eupromera Westwood, 1846
- Eupromerella Fisher, 1938
- Eupromus Pascoe, 1868
- Euracmaeops Danilevsky, 2014
- Eurapatophysis Vitali, 2016
- Euriptera Brême, 1845
- Europsimus Vitali, 2011
- Euryarthrum Blanchard, 1845
- Eurycallinus Bates, 1885
- Eurycelis
- Euryclelia Aurivillius, 1912
- Euryclytosemia Hayashi, 1963
- Eurycoptosia
- Euryestola Breuning, 1940
- Eurylemma Chemsak & Linsley, 1974
- Eurymerus Audinet-Serville, 1834
- Eurymesosa
- Eurynassa Thomson, 1864
- Euryphagus Thomson, 1864
- Euryphryneta Breuning, 1955
- Euryplocia Breuning, 1939
- Eurypoda Saunders, 1853
- Euryprosopus White, 1853
- Euryptera Lepeletier & Serville, 1828
- Euryscelis Chevrolat, 1862
- Euryscelis Dejean, 1835
- Eurysops Chevrolat, 1855
- Eurysthea Thomson, 1860
- Eurystola
- Euryxaenapta Breuning, 1963
- Euryxelis
- Euryzeargyra Breuning, 1957
- Eusapia Gounelle, 1909
- Euseboides Gahan, 1893
- Eusphaerion
- Eusphaerium Newman, 1838
- Eustathes Newman, 1842
- Eusthenomus Bates, 1875
- Eustrangalis Bates, 1884
- Eustromula Cockerell, 1906
- Eusyntheta Bates, 1889
- Eutaenia Thomson, 1857
- Euteles Breuning, 1940
- Euteleuta Bates, 1885
- Eutetrapha Bates, 1884
- Euthima Dillon & Dillon, 1945
- Euthyastus Pascoe, 1866
- Eutrichillus Bates, 1885
- Eutrichophoroides Linsley, 1961
- Eutrypanus Erichson, 1847
- Evanda
- Evgenius Fåhraeus, 1872
- Evgoa Fåhraeus, 1872
- Evodina
- Evodinus LeConte, 1850
- Evtactus Fåhraeus, 1872
- Exaeretiformis McKeown, 1945
- Exalcidion Monné, 1977
- Exallancyla Monné & Napp, 2000
- Exalphus Restello, Iannuzzi & Marinoni, 2001
- Examnes Pascoe, 1869
- Exarrhenodes Breuning, 1938
- Exarrhenus Pascoe, 1864
- Exepimelitta Clarke, 2016
- Eximia Jordan, 1894
- Exocentrancylistes Breuning, 1965
- Exocentroides Breuning, 1958
- Exocentrus Dejean, 1835
- Exocentrus Mulsant, 1839
- Exoparyphus Schmidt, 1922
- Eyiaba Galileo & Martins, 2004
- Fallacia Mulsant & Rey, 1863
- Fallaxdesmis Santos-Silva & Wappes, 2018
- Falsacalolepta Breuning, 1970
- Falsacanthocinus Breuning, 1951
- Falsadjinga Breuning, 1959
- Falsagnia
- Falsallophyton Lepesme, 1953
- Falsamblesthis Breuning, 1959
- Falsamblethis
- Falsamblymora Breuning, 1959
- Falsanoeme Villiers, 1971
- Falsanoplistes Pic, 1915
- Falsapolia de Breuning, 1946
- Falsapomecyna Breuning, 1942
- Falsatimura Pic, 1926
- Falsenicodes Breuning, 1940
- Falsepilysta Breuning, 1939
- Falsestola Breuning, 1940
- Falsestoloides Breuning, 1954
- Falseunidia Breuning, 1943
- Falsexocentroides
- Falsexocentrus
- Falshomelix Breuning, 1956
- Falsidactus Breuning, 1938
- Falsimalmus Breuning, 1956
- Falsischnolea Breuning, 1940
- Falsobiobessa Breuning, 1942
- Falsobrium Pic, 1926
- Falsocacia Pic, 1944
- Falsochariesthes Breuning, 1950
- Falsocleptometopus Breuning, 1951
- Falsocoedomea Breuning, 1961
- Falsocularia Breuning, 1942
- Falsocylindrepomus Pic, 1927
- Falsocylindropomus Pic, 1927
- Falsodihammus Breuning, 1942
- Falsoereis Pic, 1925
- Falsohippopsicon Breuning, 1942
- Falsohomaemota Hayashi, 1961
- Falsohyagnis Breuning, 1940
- Falsohyllisia Breuning, 1939
- Falsoibidion Pic, 1922
- Falsoipothalia Podany, 1978
- Falsomassicus Pic, 1945
- Falsomelanauster Breuning, 1940
- Falsomesosella Pic, 1925
- Falsometopides Breuning, 1958
- Falsomoechotypa Breuning, 1954
- Falsomoechotypoides Breuning, 1959
- Falsomonohammus Pic, 1943
- Falsonoeme
- Falsonyctopais Lepesme, 1949
- Falsoparmena Breuning, 1943
- Falsoplocia Breuning, 1939
- Falsopomecyna Breuning, 1942
- Falsopriona Pic, 1925
- Falsoprosoplus Breuning, 1974
- Falsoropica Breuning, 1939
- Falsoropicoides Breuning, 1964
- Falsorsidis Breuning, 1959
- Falsoserixia Pic, 1926
- Falsosophronica Breuning, 1952
- Falsostenidea Breuning, 1966
- Falsostesilea Breuning, 1940
- Falsostromatium Pic, 1926
- Falsoterinaea Matsushita, 1938
- Falsoterinaeopsis Breuning, 1964
- Falsotmesisternus Breuning, 1961
- Falsotrachystola Breuning, 1950
- Falsotragiscus Breuning, 1955
- Falsovelleda Breuning, 1954
- Falsoxeanodera
- Falsozeargyra Gilmour & Breuning, 1963
- Falsozorilispe Breuning, 1943
- Falsozorispiella Breuning, 1963
- Fasciculacmocera Breuning, 1966
- Fasciculancylistes Breuning, 1965
- Fasciculapomecyna Breuning, 1964
- Faustabryna
- Fehmii Özdikmen, 2006
- Fernandopraonetha Breuning, 1966
- Filipinmulciber Vives, 2009
- Fisherostylus Gilmour, 1963
- Fissapoda Clarke, 2014
- Flabellomorphus Galileo & Martins, 1990
- Flabelloprionus Heyrovsky, 1933
- Formicomimus Aurivillius, 1898
- Formosopyrrhona Hayashi, 1957
- Formosotoxotus Hayashi, 1960
- Formozotroctes Tavakilian & Néouze, 2007
- Fortuneleptura Villiers, 1979
- Fouquetia Pic, 1932
- Fragiliella Holzschuh, 2013
- Francisparna Santos-Silva, Galileo & Mcclarin, 2018
- Frankluquetia Tavakilian, 2004
- Frea Thomson, 1858
- Freadelpha Thomson, 1858
- Freapomecyna
- Freapomecynoides Breuning, 1978
- Frearanova Breuning, 1958
- Fredlanea Martins & Galileo, 1996
- Fredlanella
- Fregolia Gounelle, 1911
- Freocoroides Teocchi, 1991
- Freocorus Hunt & Breuning, 1955
- Freocrossotus Lepesme & Breuning, 1956
- Freoexocentrus Breuning, 1977
- Freolamia Breuning, 1948
- Freopsis Hintz, 1912
- Freostathes Breuning, 1969
- Frondipedia Martins & Napp, 1984
- Furona Dillon & Dillon, 1945
- Gabunsaphanidus Adlbauer, 2006
- Gagarinia Lane, 1956
- Gahanaspia Ohbayashi, 2014
- Gahania Distant, 1907
- Galactesthes Fairmaire, 1897
- Galileoana Chemsak, 1998
- Galissus Dupont, 1840
- Gambria Chevrolat, 1863
- Gammoptera
- Ganosomus Fairmaire, 1901
- Garissa Quentin & Villiers, 1979
- Garnierius Adlbauer, 2001
- Gasponia Fairmaire, 1892
- Gastrophacodes Lea, 1916
- Gastrosarus Bates, 1874
- Gauresthes Bates, 1889
- Gaurotes LeConte, 1850
- Gaurotina Ganglbauer, 1889
- Gaurotinus Fairmaire, 1897
- Geloharpya
- Gelonaetha Thomson, 1878
- Gemylus Pascoe, 1865
- Gennarus Adlbauer, 2008
- Georgeana Monne & Monne, 2011
- Georgiana Aurivillius, 1912
- Gerania Audinet-Serville, 1835
- Gerdberndia Holzschuh, 1982
- Gerdianus Holzschuh, 2011
- Gerdius Holzschuh, 2009
- Geropa Casey, 1912
- Gertius Sama, 1994
- Gestriana Podany, 1971
- Geteuma Thomson, 1864
- Gibbestola Breuning, 1940
- Gibbestoloides Breuning, 1940
- Gibbocerambyx Pic, 1923
- Gibbohammus Wang & Chiang, 1999
- Gibbomesosella Pic, 1932
- Giesberteclipta Santos-Silva, Bezark & Martins, 2012
- Giesbertella Chemsak & Hovore, 2010
- Giesbertia Chemsak & Linsley, 1984
- Giesberticus Wappes & Santos-Silva, 2019
- Gigantopalimna Breuning, 1964
- Gigantotrichoderes Tippmann, 1953
- Gisostola Thomson, 1868
- Glaphyra Newman, 1840
- Glaucotes Casey, 1913
- Glaucytes Thomson, 1858
- Glenea Newman, 1842
- Glenea Thomson, 1860
- gen. Lobunguiglenea glenea
- Gleneonupserha Breuning, 1949
- Glenia
- Glenida Gahan, 1888
- Gliptoscapus
- Glischra Zhang Junfeng, Sun Bo & Zhang Xiyu, 1994
- Glomibidion Napp & Martins, 1985
- Glycobius LeConte, 1873
- Glyphosoma Quentin & Villiers, 1973
- Glypthaga Thomson, 1868
- Glyptoceridion Martins, 1959
- Glyptoscapus Aurivillius, 1899
- Gnaphalodes Thomson, 1860
- Gnathacmaeops Linsley & Chemsak, 1972
- Gnathoenia Thomson, 1858
- Gnatholea Thomson, 1860
- Gnatholeophanes Kolbe, 1900
- Gnathonyx Gahan, 1894
- Gnathopraxithea Campos-Seabra & Tavakilian, 1986
- Gnathostrangalia
- Gnoma Fabricius, 1801
- Gnomibidion Martins, 1968
- Gnomidolon Thomson, 1864
- Gnomiolon
- Gnomodes Broun, 1893
- Goatacara Napp & Martins, 2006
- Goephanes Pascoe, 1862
- Goephanomimus Breuning, 1958
- Goes LeConte, 1852
- Golsinda Pascoe, 1857
- Golsinda Thomson, 1860
- Gonizonia
- Gonyacanatha Thomson, 1857
- Gonyacantha Thomson, 1857
- Goribia
- Gortonia Hovore, 1987
- Gorybia Pascoe, 1866
- Gounellea Lane, 1964
- Gounelleoeme
- Gounelloeme Monné & Martins, 1974
- Gourbeyrella Lane, 1959
- Graciella Jordan, 1894
- Gracilia Audinet-Serville, 1834
- Gracilichroma Vives, Bentanachs & Chew Kea Foo, 2008
- Graciliderolus Lepesme & Breuning, 1956
- Gracililamia Breuning, 1961
- Gracilinitocris Breuning, 1950
- Gracilosphya Dillon & Dillon, 1952
- Gracisybra Dillon & Dillon, 1952
- Graculia
- Graecoeme Adlbauer, 2006
- Graminea Thomson, 1864
- Grammicosum Blanchard, 1846
- Grammoechus Thomson, 1864
- Grammographus
- Grammopsis Aurivillius, 1900
- Grammopsoides Breuning, 1940
- Grammoptera Audinet-Serville, 1835
- Grammoptera Dejean, 1835
- Grammoxyla Aurivillius, 1911
- Grammoxylon
- Gramoptera
- Granastyochus Gilmour, 1959
- Granolamia Breuning, 1944
- Granopothyne Breuning, 1959
- Granulamia
- Granulenotes Breuning, 1969
- Granulhepomidion Breuning, 1958
- Granulimiaenia Breuning, 1977
- Granulochamus
- Granulorsidis Breuning, 1980
- Graphicoglaucytes Breuning, 1970
- Graphidessa Bates, 1884
- Graphisorus
- Graphisuris
- Graphisurus Horn, 1880
- Graphisurus Kirby, 1837
- Graphysurus
- Gressittichroma Bentanachs & Vives, 2009
- Griphapex Jordan, 1894
- Grupiara Martins & Santos-Silva, 2010
- Gryllica Thomson, 1860
- Grynex Pascoe, 1888
- Guayuriba Lane, 1970
- Guedesia Ferreria & Veiga Ferreira, 1952
- Guerryus Pic, 1903
- Guitelia Oberthür, 1911
- Gurubira Napp & Marques, 1999
- Guttulamia Dillon & Dillon, 1959
- Guyarolea Tavakilian & Santos-Silva, 2019
- Gyarancita Breuning, 1963
- Gyaritodes Breuning, 1948
- Gyaritus Pascoe, 1858
- Gymnocerina Lane, 1964
- Gymnocerus Audinet-Serville, 1835
- Gymnopsyra Linsley, 1937
- Gymnostylus Aurivillius, 1916
- Gyrpanetes Martins & Galileo, 1998
- Hadimus Fairmaire, 1889
- Hadroibidion
- Hadromastix Schmidt, 1922
- Haenckea
- Haenkea Tippmann, 1953
- Hagrides Jin, de Keyzer & Slipinski, 2020
- Hagrium Villiers, 1978
- Hainanhammus Gressitt, 1940
- Hallothamus Thomson, 1868
- Halme Pascoe, 1869
- Halmenida Pic, 1922
- Hamatastus Gilmour, 1957
- Hamaticherus Audinet-Serville, 1834
- Hammatichaerus
- Hammatocherus
- Hapheniastus Thomson, 1858
- Haplidoeme Chemsak & Linsley, 1965
- Haplidus LeConte, 1873
- Haplocerambyx
- Haplocnema
- Haplocnemia Agassiz, 1846
- Haplocnemis
- Haploeax Aurivillius, 1907
- Haploparmena Aurivillius, 1913
- Haplopsebium Aurivillius, 1891
- Haplorhabdus Aurivillius, 1917
- Haplothrix Gahan, 1888
- Haplothrix Schilsky, 1896
- Harimius Fairmaire, 1889
- Harringtonia Lane, 1973
- Harsuspex
- Haruspex Bates, 1870
- Haruspex Thomson, 1864
- Hastatis Buquet, 1857
- Hastertia Lameere, 1912
- Hathlia Hope, 1842
- Hathliodes Pascoe, 1866
- Hathliolophia Breuning, 1959
- Hatuspex
- Hawaiiandra Santos-Silva, Heffern & Matsuda, 2010
- Hayashi
- Hayashichroma Vives, Bentanachs & Chew Kea Foo, 2008
- Hayashiclytus Ohbayashi, 1963
- Hayashiechthistatus
- Hayashiella Vives & Ohbayashi, 2001
- Hebecerus Dejean, 1835
- Hebestola Haldeman, 1847
- Hechinoschema Thomson, 1857
- Hecphora Thomson, 1857
- Hecyra Thomson, 1857
- Hecyrocrossotus Breuning, 1970
- Hecyrofrea Breuning, 1961
- Hecyroides Breuning, 1938
- Hecyromorpha Breuning, 1942
- Hedypates
- Hedypathes Thomson, 1864
- Heffernia Vives, 2001
- Heffneriella Özdikmen, 2008
- Helenoglaucytes Breuning, 1970
- Heliolus Fauvel, 1907
- Helladia Fairmaire, 1864
- Helminda Blanchard, 1851
- Helvina Thomson, 1864
- Helymaeus Thomson, 1864
- Hemadius Fairmaire, 1889
- Hematastus
- Hemesthocera Newman, 1850
- Hemicladus Buquet, 1857
- Hemicryllis Aurivillius, 1922
- Hemidoliops Vives, 2012
- Hemierana Aurivillius, 1923
- Hemilissa Pascoe, 1858
- Hemilissopsis Lane, 1959
- Hemiloapis Galileo & Martins, 2004
- Hemilocrinitus Galileo & Martins, 2005
- Hemilomecopterus Martins & Galileo, 2004
- Hemilophopsis Tavakilian & Santos-Silva, 2019
- Hemilophus Audinet-Serville, 1835
- Hemiloplus
- Hemistizocera Linsley, 1961
- Hemistoziocera Linsley, 1961
- Hephaestioides Zajciw, 1961
- Hephaestion Newman, 1840
- Hephaestium
- Hephastioides Zajciw, 1961
- Hephialtes Thomson, 1864
- Hepomidion Thomson, 1878
- Hepomidon
- Hercodera Gahan, 1890
- Herophila Mulsant, 1862
- Herozoum Thomson, 1878
- Heschotypa
- Hespeburia
- Hesperandra Arigony, 1977
- Hesperanoplium Linsley, 1957
- Hespereburia Tavakilian & Monné, 1991
- Hesperoclytus Holzschuh, 1986
- Hesperoferus Demelt, 1971
- Hesperophanes Dejean, 1835
- Hesperophanes Faldermann, 1837
- Hesperophanoschema Zajciw, 1970
- Hesperophymatus Zajciw, 1960
- Hesthesis Newman, 1840
- Hestima
- Hestimidius Breuning, 1939
- Hestimoides Breuning, 1939
- Hesycha Fairmaire, 1860
- Hesychotypa Thomson, 1868
- Heterachthes Newman, 1840
- Heterachths
- Heteracthes
- Heteraedoeus
- Heteraneflus Chemsak & Linsley, 1963
- Heterchthes
- Heteresmia Monné, 2005
- Heteroclytomorpha Blanchard, 1853
- Heterocompsa Martins, 1965
- Heterodoxum LeConte, 1850
- Heteroglenea Gahan
- Heterolepis Lacordaire, 1869
- Heteronyssicus Tavakilian & Dalens, 2014
- Heteropalpoides Fisher, 1935
- Heteropalpus Buquet, 1843
- Heterophaula Lane, 1973
- Heterophilus Pu, 1988
- Heterops Blanchard, 1842
- Heterosaphanus Aurivillius, 1914
- Heterotaxalus Heller, 1926
- Hetoenemis
- Hexacona Bates, 1881
- Hexamitodera Heller, 1896
- Hexarrhopala Gahan, 1890
- Hexatricha Thomson, 1864
- Hexatricha White, 1846
- Hexocycnidolon Martins, 1960
- Hexoplon Thomson, 1864
- Hexopon
- Hiekeia Breuning, 1964
- Hilarolea Thomson, 1868
- Hilaroleopsis Lane, 1970
- Hileolaspis Galileo & Martins, 1992
- Hilobothea Monné & Martins, 1979
- Hippaphesis Thomson, 1864
- Hippocephala Aurivillius, 1920
- Hippopcephala
- Hippopsicon Thomson, 1858
- Hippopsis Lepeletier & Audinet-Serville, 1825
- Hirtaeschopalaea Pic, 1925
- Hirteschopalaea
- Hirticallia Galileo & Martins, 1990
- Hirticlytus Ohbayashi, 1960
- Hirtobrasilianus Fragoso & Tavakilian, 1985
- Hisarai Santos-Silva & Martins, 2005
- Hispastathes Breuning, 1956
- Hispomorpha Newman, 1842
- Hissonotus
- Hodoeporus Thomson, 1858
- Hoega
- Hoegea Bates, 1885
- Holacanthus White, 1853
- Holangus Pic, 1902
- Holoaerenica Lane, 1973
- Hologaster Vinson, 1961
- Hololeprus Gerstaecker, 1884
- Holonotus Thomson, 1860
- Holopleura LeConte, 1873
- Holopterus Blanchard, 1851
- Holorusius Fairmaire, 1897
- Holosphaga Aurivillius, 1916
- Homaemota Pascoe, 1865
- Homaloceraea
- Homaloidion Martins, 1968
- Homalomelas White, 1855
- Homelix Thomson, 1858
- Homoblephara Pesarini & Sabbadini, 2004
- Homoeophloeus Gahan, 1892
- Homoephloeus
- Homogenes Chevrolat, 1863
- Homogenes Thomson, 1862
- Homonaeomorpha Aurivillius, 1913
- Homonoea Newman, 1842
- Hoplathemistus Aurivillius, 1917
- Hoplideres Audinet-Serville, 1832
- Hoplidosterus Gilmour, 1962
- Hoplisternus
- Hoplistocerus Blanchard, 1843
- Hoplistonichus
- Hoplistonychs
- Hoplistonychus Melzer, 1930
- Hoplocerambyx Thomson, 1864
- Hoplocleptes Breuning, 1948
- Hoploderes Audinet-Serville, 1832
- Hoplogrammicosum
- Hoplomeces Aurivillius, 1916
- Hoplomelas Fairmaire, 1896
- Hoplonotus Blanchard, 1851
- Hoplopteryx Westwood, 1841
- Hoplorama
- Hoplorana Fairmaire, 1896
- Hoploranomimus Breuning, 1959
- Hoplothrix Gahan, 1888
- Hormathus Gahan, 1890
- Hornia Zhang Junfeng, Sun Bo & Zhang Xiyu, 1994
- Hosmaeus Juhel, 2011
- Hospes Jordan, 1894
- Hotarionomus Thomson, 1857
- Houzhenzia Ohbayashi & Lin, 2012
- Hovatoma Lameere, 1912
- Hovorea Chemsak & Noguera, 1995
- Hovorelus Galileo & Monné, 2003
- Hovorestenia Santos-Silva, 2007
- Hovorodon Santos-Silva, Swift & Nearns, 2010
- Howea Olliff, 1889
- Hudepohlellus Chemsak & Hovore, 2010
- Huedepohlia Martins & Galileo, 1989
- Huedepohliana Heffern, 2001
- Huequenia Cerda, 1986
- Hukaruana
- Hyagnis Pascoe, 1864
- Hyagnoides Breuning, 1939
- Hybexocentrus Breuning & Teocchi, 1973
- Hybodera LeConte, 1873
- Hybolasiellus Breuning, 1959
- Hybolasiopsis Breuning, 1959
- Hybolasius Bates, 1874
- Hybometopia Ganglbauer, 1889
- Hyborhabdus Aurivillius, 1911
- Hybunca Schmidt, 1922
- Hydraschema Thomson, 1864
- Hydraschemopsis Lane, 1966
- Hyleoza Galileo, 1987
- Hylettus Bates, 1864
- Hyletus
- Hyllisia Pascoe, 1864
- Hyllisiopsis Breuning, 1956
- Hylomela Gahan, 1904
- Hylorus Thomson, 1864
- Hylotrupes Audinet-Serville, 1834
- Hylus Dillon & Dillon, 1945
- Hypamazso Barrion & Khan, 2003
- Hypargyra Gahan, 1890
- Hypatium Thomson, 1864
- Hypermalus
- Hyperplatys Haldeman, 1847
- Hypexilis Horn, 1885
- Hyphus Lacordaire, 1869
- Hypocacia Breuning, 1935
- Hypocephalus Desmarest, 1832
- Hypocrites Fåhraeus, 1872
- Hypoeschrus Thomson, 1864
- Hypogenes
- Hypomares Thomson, 1864
- Hypomia Thomson, 1867
- Hypopsis Guérin-Ménéville, 1840
- Hypostilbus
- Hyppocephalus
- Hypposis
- Hypselomus Perty, 1832
- Hypselosomus
- Hypsideres Jordan, 1903
- Hypsideroides Breuning, 1938
- Hypsioma Audinet-Serville, 1835
- Hypsolemus
- Hypsostilbus Brancsik, 1897
- Hystatoderes Lameere, 1917
- Hystatus Thomson, 1860
- Hysterarthron Thomson, 1864
- Ialyssus Thomson, 1864
- Iaquira Galileo & Martins, 2001
- Iareonycha Martins & Galileo, 1997
- Iarucanga Martins & Galileo, 1991
- Iatuca Galileo & Martins, 2004
- Iauca
- Iberodorcadion Breuning, 1943
- Ibidion Audinet-Serville, 1834
- Ibidion Gory, 1833
- Ibidionidum Gahan, 1894
- Ibitiruna Galileo & Martins, 1997
- Ibypeba Martins & Galileo, 2012
- Icarai Galileo & Martins, 1998
- Icariotis Pascoe, 1888
- Icaunauna Martins & Galileo, 2009
- Icelastatis Galileo & Martins, 1991
- Icelastis
- Ichthyodes Newman, 1842
- Icimauna Martins & Galileo, 1991
- Icosium Lucas, 1854
- Icublabia Galileo & Martins, 2003
- Icupima Martins & Galileo, 1991
- Idactus Pascoe, 1864
- Idephrynus Bates, 1881
- Ideratus Thomson, 1864
- Idiocalla Jordan, 1903
- Idiomerus Melzer, 1934
- Idiopidonia Swaine & Hopping, 1928
- Idiopsebium Quentin & Villiers, 1971
- Idiostrangalia Nakane & Ohbayashi, 1957
- Idobrium Kolbe, 1902
- gen. Cryptopidonia idonia
- Igualda Thomson, 1868
- Illaena Erichson, 1842
- Imalmus Pascoe, 1865
- Imantocera Dejean, 1835
- Imantocera Thomson, 1857
- Imbrius Pascoe, 1866
- Imerinus Gahan, 1890
- Inermaegocidnus Breuning, 1961
- Inermestola Breuning, 1942
- Inermestoloides Breuning, 1966
- Inermocrossotus Breuning, 1977
- Inermoleiopus Breuning, 1958
- Inermomulciber Breuning, 1974
- Inermoparmena Breuning, 1971
- Insuetaspis Galileo & Martins, 1992
- Insularestrangalia Hayashi, 1961
- Insulochamus Dillon & Dillon, 1961
- Intricatotrypanius Breuning, 1959
- Ioesse Thomson, 1864
- Iothocera Thomson, 1864
- Ipepo Martins & Galileo, 2008
- Iphiastos
- Iphiote
- Iphiothe Pascoe, 1866
- Iphra Pascoe, 1869
- Iphrobrium Gressitt, 1935
- Ipiothe Pascoe, 1866
- Ipochira Pascoe, 1864
- Ipochiromima Sama & Sudre, 2009
- Ipochus LeConte, 1852
- Ipothalia Pascoe, 1867
- Ippitoides Dillon & Dillon, 1959
- Ippitus Dillon & Dillon, 1959
- Iproca Gressitt, 1940
- Iquiara Martins & Galileo, 1998
- Iquiracetima Galileo & Martins, 1995
- Iranobrium Villiers, 1967
- Iranocoptosia Villiers, 1967
- Iresioides Thomson, 1858
- Iridoclava Bjørnstad, 2014
- Iriomoteus
- Ironeus Bates, 1872
- Irundiaba Martins & Galileo, 2008
- Irundisaua Martins & Galileo, 2005
- Ischasia Thomson, 1864
- Ischasioides Tavakilian & Peñaherrera, 2003
- Ischiocentra Thomson, 1860
- Ischioderes Dillon & Dillon, 1945
- Ischioloncha Thomson, 1860
- Ischiomaeocles Franz, 1954
- Ischionodonta Chevrolat, 1859
- Ischionorox Aurivillius, 1922
- Ischioplites Thomson, 1864
- Ischiosioma Martins & Galileo, 1990
- Ischnauchen Scambler, 1993
- Ischnia Jordan, 1903
- Ischniomimus Breuning, 1977
- Ischnocnemis
- Ischnodora Chevrolat, 1863
- Ischnolea Thomson, 1860
- Ischnoleomimus Breuning, 1940
- Ischnoleominus
- Ischnophygas Thomson, 1868
- Ischnorhabda Ganglbauer, 1889
- Ischnorrhabda Ganglbauer, 1889
- Ischnostrangalis Ganglbauer, 1889
- Ischnotes Newman, 1840
- Ischocnemis
- Isocerus Illiger, 1802
- Isochariesthes Teocchi, 1993
- Isomerida Bates, 1866
- Isomiccolamia Ohbayashi, 1963
- Isosaphanodes Breuning, 1958
- Isosaphanus Lepesme & Breuning, 1956
- Isostenygra Martins & Galileo, 1999
- Isotomus Mulsant, 1862
- Isotrium Fairmaire, 1896
- Ispaterus Fairmaire, 1892
- Isse Pascoe, 1864
- Isthmiade Thomson, 1864
- Itaclytus
- Itacolomi Galileo & Martins, 2012
- Itaituba Lane, 1950
- Itajutinga Martins, 1981
- Itatiuba
- Ites Waterhouse, 1880
- Itheum Pascoe, 1864
- Ithocritus Lacordaire, 1872
- Itis
- Itumbiara Martins & Galileo, 1992
- Itumiara Martins & Galileo, 1992
- Iuaca Galileo & Martins, 2000
- Iuati Martins & Galileo, 2010
- Iurubanga
- Ixais Pascoe, 1866
- Iyanola Lingafelter & Ivie, 2013
- Jadotia Meunier, 2008
- Jamesia Jekel, 1861
- Jampruca Napp & Martins, 1982
- Jamwonus Harold, 1879
- Janidera Hüdepohl, 1988
- Japanocorus Danilevsky, 2012
- Japanomesosa Yamasako & Ohbayashi, 2007
- Japanopsimus Matsushita, 1935
- Japanostrangalia Nakane & Ohbayashi, 1957
- Japi Martins & Galileo, 2012
- Japonopsimus Matsushita, 1935
- Jeanvoinea Pic, 1934
- Jebusaea Reiche, 1878
- Jendekia Holzschuh, 1993
- Jezohammus Matsushita, 1933
- Jirouxia Teocchi & Sudre, 2002
- Joesse
- Jolyellus Galileo & Martins, 2007
- Jonthodes Audinet-Serville, 1834
- Jonthodina Achard, 1911
- Jordanoleiopus Lepesme & Breuning, 1955
- Jothocera Thomson, 1864
- Judalia
- Judolia Mulsant, 1863
- Judolidia Plavilstshikov, 1936
- Juiaparus Martins & Monné, 2002
- Juninia Lane, 1966
- Juopata
- Jupoata Martins & Monné, 2002
- Jurua Lane, 1964
- Kabatekiella Holzschuh, 2008
- Kabylophytoecia Sama, 2005
- Kallikera Teocchi, 1985
- Kallyntrosternidius Vitali, 2009
- Kalore Martins & Galileo, 2006
- Kamikiria Matsushita, 1933
- Kamuia Matsushita, 1933
- Kanekoa Matsushita & Tamanuki, 1942
- Katarinia
- Kazuoclytus Hayashi, 1968
- Kenyavelleda Teocchi, 1999
- Kenyoeme Quentin & Villiers, 1979
- Kerochariesthes Teocchi, 1989
- Kerodiadelia Sudre & Teocchi, 2002
- Khampaseuthia Holzschuh, 2009
- Kirgizobia Danilevsky, 1992
- Kirishimoopsis Hayashi, 1958
- Knulliana Linsley, 1962
- Koatunia
- Kobaneus Hayashi, 1958
- Kolonibidion Martins, 2009
- Komiyandra Santos-Silva, Heffern & Matsuda, 2010
- Komiyasoma Drumont & Cuong Do, 2013
- Konoa Matsushita, 1933
- Kuatinga Martins & Galileo, 2004
- Kuatuniana Hua, 2002
- Kuauna Martins & Galileo, 2009
- Kudekanye Rice, 2008
- Kunaibidion Giesbert, 1998
- Kunbir Lameere, 1890
- Kurarua Gressitt, 1936
- Kyranycha Martins & Galileo, 1997
- Lachaerus Thomson, 1867
- Lachneophysis Quentin & Villiers, 1978
- Lachnia Audinet-Serville, 1835
- Lachnopterus Thomson, 1864
- Lacordairina Vives, Sudre, Mille & Cazères, 2011
- Laedorcari
- Laelida Pascoe, 1866
- Lagocheires
- Lagocheirus Dejean, 1835
- Lagocheirus Newman, 1847
- Lagoschyrus
- Lagriadoliops Barševskis, 2014
- Lagrida Jordan, 1894
- Lajoyeia Pic, 1933
- Lallancyca Viana, 1971
- Lamacoscylus Martins & Galileo, 1991
- Lamellocerambyx Pic, 1923
- Lamia Fabricius, 1775
- Lamidorcadion Pic, 1934
- Lamiessa Bates, 1885
- Lamiodocadion Pic, 1934
- Lamiodorcadion
- Lamiomimus Kolbe, 1886
- Lampedusa Dillon & Dillon, 1945
- Lamprobityle
- Lamproclytus Fisher, 1932
- Lampropterus Mulsant, 1863
- Lamprosybra Aurivillius, 1928
- Laneiella Monné, 2006
- Lanephus
- Languriomiccolamia Matsuo & Yamasako, 2011
- Languriomorpha Fisher, 1925
- Laniferus Dillon & Dillon, 1952
- Laodemonax Gressitt & Rondon, 1970
- Laodora Pascoe, 1869
- Laokaya Pic, 1928
- Laoleptura Ohbayashi, 2008
- Laomargites Pic, 1923
- Laomiccolamia Breuning, 1975
- Laopania Holzschuh, 2010
- Laosaphrodisium Bentanachs, 2012
- Laosepilysta Breuning, 1964
- Laosobrium Holzschuh, 2007
- Laoterinaea Breuning, 1964
- Lapazina Lane, 1973
- Laraesima Thomson, 1868
- Laraesina
- Lasiocercis Waterhouse, 1882
- Lasiogaster Gahan, 1892
- Lasiolepturges Melzer, 1928
- Lasiopezus Pascoe, 1859
- Lasiophanes Aurivillius, 1916
- Lasiophrys Gahan, 1901
- Latabryna Hüdepohl, 1990
- Latecyrtidus Vives & Niisato, 2009
- Lathroeus Thomson, 1864
- Lathrozineus
- Lathusia Zajciw, 1959
- Laticranium Lane, 1959
- Latisternum Jordan, 1894
- Lautarus Germain, 1900
- Laziopezus
- Lebisia Breuning, 1958
- Leioderes Redtenbacher, 1849
- Leiophysis Quentin & Villiers, 1973
- Leiops
- Leiopus
- Leiotoma Quentin & Villiers, 1978
- Lejopus
- Lembu Galileo, Martins & Santos-Silva, 2014
- Lemula Bates, 1884
- Lemula Ohbayashi & Chou, 2019
- Lemura
- Lenotetrops Danilevsky, 2012
- Lentalius Fairmaire, 1904
- Leocographus Waterhouse, 1878
- Leonaedoeus
- Leontiprionus Quentin & Villiers, 1973
- Leopinus
- Lepesmia Breuning, 1956
- Leprodera Thomson, 1857
- Lepromoris Pascoe, 1864
- Leptachrous Bates, 1874
- Leptalia LeConte, 1873
- Leptaschema Breuning, 1953
- Leptenicodes Breuning, 1953
- Leptepania Heller, 1924
- Leptidiella
- Leptochoriolaus Chemsak & Linsley, 1976
- Leptochroma Vives, 2013
- Leptocometes Bates, 1881
- Leptocyrtinus Aurivillius, 1928
- Leptoderiana Bjørnstad, 2013
- Leptoeme Jordan, 1903
- Leptomesosa
- Leptomesosella Breuning, 1939
- Leptonota Thomson, 1861
- Leptophaula Breuning, 1940
- Leptorhabdium Kraatz, 1879
- Leptosalpinia Gressitt, 1951
- Leptosiella Morati & Huet, 2004
- Leptostrangalia Nakane & Ohbayashi, 1959
- Leptostylopsis Dillon, 1956
- Leptostylus LeConte, 1852
- Leptoxenus Bates, 1877
- Leptrichillus Gilmour, 1960
- Leptura Linnaeus, 1758
- Lepturalia Reitter, 1913
- Lepturasta Fairmaire, 1901
- Lepturdrys Gilmour, 1960
- Lepturgantes Gilmour, 1957
- Lepturges Bates, 1863
- Lepturginus Gilmour, 1959
- Lepturgorichona Gilmour, 1957
- Lepturgotrichona Gilmour, 1955
- Lepturobosca Reitter, 1913
- Lepturomyia Quentin, 2000
- Lepturonota Breuning, 1953
- Lepturopsis Linsley & Chemsak, 1976
- Lepturoschema Heller, 1916
- Lepturovespa
- Lepurges
- Leropus
- Lesbates Dillon & Dillon, 1945
- Lesbra Dillon & Dillon, 1959
- Lethes de Zayas, 1975
- Leturges
- Leucographus Waterhouse, 1878
- Leuconitocris
- Leucophoebe Lane, 1976
- Leuronotus Gahan, 1888
- Leus Dillon, 1946
- Lianema Fall, 1907
- Libanoclytus Sama, Rapuzzi & Kairouz, 2010
- Liberedaxia Alten, Alten & Ramey, 2009
- Licracantha Lingafelter, 2011
- Lignoria
- Limernaea Thomson, 1878
- Limozota Pascoe, 1866
- Linda Thomson, 1864
- Lingafelterellus
- Lingafelteria Nearns & Tavakilian, 2012
- Lingoria Fairmaire, 1901
- Linopodius Fairmaire, 1896
- Linopteridius Fairmaire, 1896
- Linopteropsis Breuning & Villiers, 1958
- Linsleychroma Giesbert, 1998
- Linsleyella Chemsak, 1984
- Linsleyonides Skiles, 1985
- Linyra Fairmaire, 1898
- Lioderina Ganglbauer, 1886
- Liogramma Bates, 1874
- Liopinus Linsley & Chemsak, 1995
- Liopus
- Liosteburia Tavakilian & Monné, 1991
- Liosteburia Zajciw, 1962
- Liostola Tavakilian & Monné, 1991
- Liostola Zajciw, 1962
- Liosynaphaeta Fisher, 1926
- Lissoeme Martins, Chemsak & Linsley, 1966
- Lissonomimus Via & Martinez, 1992
- Lissonoschema Martins & Monné, 1978
- Lissonothus
- Lissonotus Dalman, 1817
- Lissonotus Schönherr, 1817
- Lissonotypus Thomson, 1864
- Lissozodes Bates, 1870
- Listrocerum
- Listroptera Audinet-Serville, 1834
- Lithargyrus Martins & Monné, 1974
- Litigiosus
- Litomeces Murray, 1870
- Litopus Audinet-Serville, 1834
- Lobarthron Semenov, 1900
- Loboberea Breuning, 1950
- Lochmaeocles Bates, 1880
- Lochmeocles
- Lochmodocerus Burne, 1984
- Logaeus Waterhouse, 1881
- Logisticus Waterhouse, 1878
- Longelinopodius Breuning & Villiers, 1958
- Longicornemeopedus Breuning, 1977
- Longilepturges Monne & Monne, 2011
- Longipalpus Montrouzier, 1861
- Lophalia Casey, 1912
- Lophobothea Monné, Monné & Botero, 2017
- Lophopoenopsis Melzer, 1931
- Lophopoeum Bates, 1863
- Lophopogonius Linsley, 1935
- Lophoschema Monné, 2007
- Lubosia Holzschuh, 2011
- Lucasianus Pic, 1891
- Luctithonus Lingafelter, 2020
- Ludwigia Pic, 1891
- Lulua Burgeon, 1931
- Lundgrenosis
- Luscosmodicum Martins, 1970
- Lustrocomus
- Luteicenus Pic, 1922
- Luteolepturges Monné & Monné, 2012
- Luzonochroma Vives, 2012
- Luzonoparmena Sato & Ohbayashi, 1979
- Lycaneptia Thomson, 1868
- Lycaneptidia
- Lychrosimorphus Pic, 1925
- Lychrosis Pascoe, 1866
- Lycidocerus Chemsak & Linsley, 1976
- Lycidola Thomson, 1864
- Lycochoriolaus Linsley & Chemsak, 1976
- Lycomimus Melzer, 1931
- Lycomorphoides Linsley, 1970
- Lycosomus Aurivillius, 1903
- Lycrosis
- Lydipta Thomson, 1868
- Lydpita
- Lygesis Pascoe, 1865
- Lygistopteroides Linsley & Chemsak, 1971
- Lygrocharis Melzer, 1927
- Lygrus Fåhraeus, 1872
- Lyliboeum
- Lypsemina
- Lypsimena Haldeman, 1847
- Lyrameia Gahan, 1904
- Lyssonotus
- Lystroptera
- Macellidiopygus Gounelle, 1913
- Macrambyx Fragoso, 1982
- Macrocamptus Dillon & Dillon, 1948
- Macrocaulus Fairmaire, 1899
- Macrochenus Guérin-Ménéville, 1843
- Macrochia Jordan, 1903
- Macrochoriolaus Linsley, 1970
- Macrocleptes Breuning, 1947
- Macrodontia Audinet-Serville, 1832
- Macrodontia Lacordaire, 1830
- Macroeme Aurivillius, 1893
- Macrohammus Aurivillius, 1886
- Macroleptura Nakane & Ohbayashi, 1957
- Macronemus Dejean, 1835
- Macrones Newman, 1841
- Macrophysis Quentin & Villiers, 1981
- Macropidonia Pic, 1901
- Macropophora Thomson, 1864
- Macropraonetha Breuning, 1961
- Macroprionus
- Macropsebium Bates, 1878
- Macrorhabdium Plavilstshikov, 1921
- Macroropica Breuning, 1948
- Macrosaspis Aldbauer, 2009
- Macroscylus
- Macrospina Mateu, 1956
- Macrotoma (Bandar)
- Macrotondia
- Macrotowa
- Maculatodorcadion Breuning, 1943
- Maculileiopus Breuning, 1958
- Madecassometallyra Lepesme & Breuning, 1956
- Magacyllene
- Magaliella Galileo & Martins, 2008
- Magninia Clermont, 1932
- Mahenes Aurivillius, 1922
- Mahenoides Breuning, 1958
- Maisi de Zayas, 1975
- Makromastax Santos-Silva, Botero & Tirant, 2018
- Malacopterus Audinet-Serville, 1833
- Malacoscylus Thomson, 1868
- Maladonospis
- Malagassycarilia
- Malayanochroma Bentanachs & Drouin, 2013
- Malayanomolorchus
- Malladonoplus
- Mallambyx Bates, 1873
- Mallaspis Audinet-Serville, 1832
- Mallocera Audinet-Serville, 1833
- Malloderma Lacordaire, 1872
- Mallodon Lepeletier & Audinet-Serville, 1830
- Mallodonhoplus Thomson, 1860
- Mallodonopsis Thomson, 1860
- Mallonia Thomson, 1857
- Mallosia Mulsant, 1862
- Mallosiola Semenov, 1895
- Mallosoma Audinet-Serville, 1834
- Mallospis
- Malobidion Schaeffer, 1908
- Malorchus
- Maltheba Pascoe, 1871
- Malthonaea Thomson, 1864
- Malthonea Thomson, 1864
- Malukandra Santos-Silva, Heffern & Matsuda, 2010
- Mandibularia Pic, 1925
- Mannophorus LeConte, 1854
- Manochamus
- Mantitheus Fairmaire, 1889
- Marauna Martins & Galileo, 2006
- Marensis Dillon & Dillon, 1945
- Margites Gahan, 1891
- Marileus Germain, 1898
- Mariliana Lane, 1970
- Maripanus Germain, 1898
- Marmaroglypha Redtenbacher, 1867
- Marmylaris Pascoe, 1866
- Marocaulus Fairmaire, 1900
- Marthaleptura Ohbayashi, 1963
- Marthemaria Lepesme & Breuning, 1955
- Marthleptura
- Martinsellus Hüdepohl, 1985
- Martinsia Chemsak & Linsley, 1967
- Marupiara Martins & Galileo, 2006
- Masatopes Breuning & Villiers, 1958
- Masatopus
- Mascarenobrium Vinson, 1961
- Maschalodonta Dejean, 1835
- Massicus Pascoe, 1867
- Mastododera Blanchard, 1845
- Mastododera Thomson, 1857
- Mattania Fairmaire, 1894
- Maublancancylistes Lepesme & Breuning, 1956
- Maublancia
- Mauesia Lane, 1956
- Maulia Blackburn, 1892
- Mauritiobrium Vinson, 1961
- Mausaridaeus Pic, 1903
- Maynagaleptus Lepesme & Breuning, 1956
- Mecametopus
- Mecas LeConte, 1852
- Mecasoma Chemsak & Linsley, 1974
- Mecometopus Thomson, 1860
- Mecosarthron Buquet, 1840
- Mecosaspis Thomson, 1864
- Mecotetartus Bates, 1872
- Mecynippus Bates, 1884
- Mecynome Bates, 1885
- Mecynopus Erichson, 1842
- Megabasis Solier, 1835
- Megacera Audinet-Serville, 1835
- Megaceron Martins, 1969
- Megacheuma Mickel, 1919
- Megachoriolaus Linsley, 1970
- Megacoelus Lacordaire, 1869
- Megacriodes Pascoe, 1866
- Megacyllene Casey, 1912
- Megaderus Audinet-Serville, 1834
- Megaderus Dejean, 1821
- Megaderus Germar, 1824
- Megagnathus Billberg, 1820
- Megalobrimus Aurivillius, 1916
- Megalodorcadion Pesarini & Sabbadini, 1999
- Megalofrea Aurivillius, 1920
- Megaloharpya Allard, 1993
- Megamiros Audureau, 2013
- Meganeflus Linsley, 1961
- Meganoplium Linsley, 1940
- Megapedion Martins, 1968
- Megapsyrassa Linsley, 1961
- Megapurpuricenus Eya
- Megasemum Kraatz, 1879
- Megasticus Vives, 2004
- Megobaralipton Lepesme & Breuning, 1951
- Megobrium LeConte, 1873
- Megopis Audinet-Serville, 1832
- Megopisbaralipton
- Megosmidus Hovore, 1988
- Meiyingia Holzschuh, 2010
- Melananster
- Melanesiandra Santos-Silva, Heffern & Matsuda, 2010
- Melanolamia Dillon & Dillon, 1959
- Melanopais Aurivillius, 1928
- Melanopolia Bates, 1884
- Melathemma Bates, 1870
- Melegena Pascoe, 1869
- Meliochamus
- Meloemorpha Chemsak & Linsley, 1976
- Melorchus Petagna, 1819
- Melzaerenica Lane, 1976
- Melzerella Costa Lima, 1931
- Melzerina Lane, 1966
- Melzerus Monné, 2005
- Mendesina Lane, 1974
- Mendinus
- Menesia Mulsant, 1856
- Menesida Gahan, 1907
- Menyllus Pascoe, 1864
- Mephritus Pascoe, 1866
- Meridiandra Bouyer, Drumont & Santos-Silva, 2012
- Meridiotroctes Martins & Galileo, 2007
- Meriellium
- Meriellum Linsley, 1957
- Meringodes Wappes & Lingafelter, 2011
- Merionoeda Pascoe, 1858
- Merionoedina Villiers, 1968
- Merionoedopsis Gounelle, 1911
- Merium Kirby, 1837
- Merocoremia Marques, 1995
- Meroscelinus
- Meroscelisus Audinet-Serville, 1832
- Meryeurus Martins, 1998
- Mesalocerus Vitali, 2015
- Mesathemistus Breuning, 1950
- Mesechthistatus Breuning, 1950
- Mesestola Breuning, 1980
- Mesiphiastus Breuning, 1959
- Mesocacia Heller, 1926
- Mesoereis Matsushita, 1933
- Mesolamia Sharp, 1882
- Mesolita Pascoe, 1862
- Mesomomus Pascoe, 1864
- Mesophaea Pascoe, 1869
- Mesoplanodes Yamasako & Ohbayashi, 2011
- Mesoprionus Jakovlev, 1887
- Mesosa Latreille, 1829
- Mesosa Perty, 1832
- Mesosaimia Breuning, 1938
- Mesosella Bates, 1884
- Mesosites Deichmueller, 1881
- Mesotroea Breuning, 1939
- Metacmaeops Linsley & Chemsak, 1972
- Metacopa Fairmaire, 1896
- Metacoptops Breuning, 1939
- Metacriodion Fragoso, 1970
- Metadriopea Breuning, 1974
- Metaegosoma Komiya & Drumont, 2012
- Metagnoma Aurivillius, 1925
- Metalamia Breuning, 1959
- Metaleptus Bates, 1872
- Metallichroma Aurivillius, 1903
- Metalliglaucytes Breuning & Villiers, 1968
- Metalloeme Touroult, Dalens & Tavakilian, 2010
- Metallographeus Breuning, 1971
- Metalloleptura Gressitt & Rondon, 1970
- Metallonupserha Breuning, 1980
- Metallyra Thomson, 1864
- Metalocerus Aurivillius, 1913
- Metamecyna Breuning, 1939
- Metamecynopsis Hüdepohl, 1995
- Metamulciber Breuning, 1940
- Metaperiaptodes Breuning, 1944
- Metaphrenon Martins, 1975
- Metapocoilus
- Metastrangalis Hayashi, 1960
- Metasulenus Breuning, 1971
- Metepilysta Breuning, 1970
- Methia Newman, 1842
- Methicula Chemsak & Linsley, 1971
- Methioeme Zajciw, 1963
- Methioides Chemsak & Linsley, 1967
- Metiopocregyes Breuning, 1939
- Metipocregyes Breuning, 1939
- Metironeus Chemsak, 1992
- Metobrium Gahan, 1890
- Meton Pascoe, 1859
- Metopides Pascoe, 1866
- Metopivaria McKeown, 1952
- Metopochilus
- Metopocoillus
- Metopocoilus Audinet-Serville, 1832
- Metopoplectus Gressitt, 1936
- Metopotylus Quedenfeldt, 1882
- Metoxylamia Dillon & Dillon, 1959
- Mexicoscylus Martins & Galileo, 2010
- Meximia Pascoe, 1865
- Miaena Pascoe, 1864
- Miaenia Pascoe, 1864
- Micatocomus Galileo & Martins, 1988
- Micatomus
- Miccolamia Bates, 1884
- Miccolamia Hiremath, 2019
- Michthisoma LeConte, 1850
- Michthyosoma
- Michtysoma
- Micoplocia
- Micorgoes Casey, 1913
- Micrambyx Kolbe, 1893
- Micraneflus Linsley, 1957
- Micranoplium Linsley, 1957
- Micratelodesmis Martins & Galileo, 2012
- Microarthron Pic, 1900
- Microbidion
- Microcacia Breuning, 1939
- Microcanus Dillon & Dillon, 1945
- Microcapnolymma Pic, 1928
- Microcleptes Newman, 1840
- Microclytus LeConte, 1873
- Microcriodes Breuning, 1943
- Microcymatura Breuning, 1950
- Microdebilissa Pic, 1925
- Microderolus Aurivillius, 1925
- Microdorcadion Pic, 1925
- Microdymasius Pic, 1946
- Microgoes Casey, 1913
- Microhoplomelas Breuning, 1958
- Microibidion Martins, 1962
- Microlamia Bates, 1874
- Microlenecamptus Pic, 1924
- Microlera Bates, 1873
- Microleroides Breuning, 1956
- Microleropsis Gressitt, 1937
- Microloa Aurivillius, 1924
- Microlophia Newman, 1842
- Micromaeus Schmidt, 1922
- Micromallosia
- Micromandibularia Pic, 1936
- Micromelopus
- Micrometes
- Micrometopus Quedenfeldt, 1885
- Micromulciber Aurivillius, 1913
- Micronesiella Gressitt, 1956
- Micronoemia Aurivillius, 1922
- Microops Dillon & Dillon, 1952
- Microopsis Dillon & Dillon, 1952
- Micropelta Zajciw, 1961
- Microphysis Komiya & Drumont, 2008
- Microplia Audinet-Serville, 1835
- Microplocia Heller, 1924
- Microplophorus Blanchard, 1851
- Micropraonetha Breuning, 1939
- Micropsalis Burmeister, 1861
- Micropsyrassa Linsley, 1961
- Microrhodopina
- Microrhodopis Breuning, 1957
- Microrhopodis
- Microsomatidia Sudre, 2001
- Microtragoides Breuning, 1950
- Microtragus Thomson, 1864
- Microtragus White, 1846
- Microxylorhiza Hayashi, 1974
- Microzotale
- Micurus Fairmaire, 1896
- Midamiella Monné, 2005
- Midamus Dillon & Dillon, 1945
- Migdolus Westwood, 1863
- Migmocera Martins, 1976
- Migorybia Martins, 1985
- Migsideres Gilmour, 1948
- Miguelia Galileo & Martins, 1991
- Miguellus Santos-Silva, Galileo & Mcclarin, 2018
- Millotsaphanidius Lepesme & Breuning, 1956
- Milmocrossotus Breuning, 1964
- Milothris Laporte, 1840
- Miltesthus Bates, 1872
- Milthestus
- Mimabryna Breuning, 1938
- Mimacalolepta Breuning, 1976
- Mimacaloleptoides Breuning, 1977
- Mimacanthocinus Breuning, 1958
- Mimacmocera Breuning, 1960
- Mimacronia Vives, 2009
- Mimaderpas Breuning, 1973
- Mimadjinga Breuning, 1940
- Mimaelara Breuning, 1959
- Mimaeschopalaea Breuning, 1961
- Mimagelasta Breuning, 1939
- Mimagnia Breuning, 1958
- Mimalblymoroides Breuning, 1971
- Mimamblesthidus Breuning, 1960
- Mimamblymora Breuning, 1950
- Mimanancylus Breuning, 1969
- Mimancylistes Breuning, 1955
- Mimanhammus Breuning, 1971
- Mimapatelarthron Breuning, 1940
- Mimapatophysis Miroshnikov, 2014
- Mimapomecyna Breuning, 1958
- Mimapriona Breuning, 1970
- Mimaspurgus Breuning, 1958
- Mimassinia Breuning, 1965
- Mimasyngenes Breuning, 1950
- Mimatimura Breuning, 1939
- Mimatossa Breuning, 1943
- Mimatybe Breuning, 1958
- Mimauxa Breuning, 1980
- Mimechthistatus Breuning, 1956
- Mimectatina Aurivillius, 1928-25
- Mimectatosia Breuning, 1959
- Mimecyrida Aurivillius, 1922
- Mimecyroschema Breuning, 1969
- Mimegesina Breuning, 1964
- Mimenicodes Breuning, 1940
- Mimepaphra Breuning, 1976
- Mimepilysta Breuning, 1959
- Mimepuraecha Breuning, 1974
- Mimeremon Breuning, 1967
- Mimeryssamena Breuning, 1972
- Mimestola Breuning, 1940
- Mimestoloides Breuning, 1980
- Mimetaxalus Breuning, 1958
- Mimeunidia Breuning, 1966
- Mimeuseboides Breuning, 1967
- Mimexocentroides Breuning, 1961
- Mimexocentrus Breuning, 1958
- Mimhoplomelas Breuning, 1971
- Mimiculus Jordan, 1894
- Mimillaena Breuning, 1958
- Mimiphiastus Breuning, 1978
- Mimipochira Breuning, 1982
- Mimiptera Linsley, 1961
- Mimischnia Breuning, 1971
- Mimistena Pascoe, 1866
- Mimobatocera Breuning, 1970
- Mimoberea Teocchi, 2001
- Mimobybe Breuning, 1970
- Mimocacia Breuning, 1937
- Mimocagosima Breuning, 1968
- Mimocalothyrza
- Mimocentrura Breuning, 1940
- Mimoceroplesis Breuning, 1967
- Mimochariergus Zajciw, 1960
- Mimochariesthes Teocchi, 1985
- Mimochelidonium Bentanachs & Drouin, 2013
- Mimochlorisanis Breuning, 1966
- Mimocoedomea Breuning, 1940
- Mimocoelosterna Breuning, 1940
- Mimocoptops Pic, 1924
- Mimocoptosia Breuning & Villiers, 1972
- Mimocornuscoparia Breuning, 1970
- Mimocorus Breuning, 1942
- Mimocratotragus Pic, 1926
- Mimocrossotus
- Mimocularia Breuning, 1970
- Mimocyrtinoclytus Sudre & Vives, 2010
- Mimodesisa Breuning & de Jong, 1941
- Mimodiadelia Breuning, 1971
- Mimodiaxenes Breuning, 1939
- Mimodorcadion Breuning, 1942
- Mimodriopea Breuning, 1974
- Mimodystasia
- Mimoeme Chemsak & Linsley, 1967
- Mimofalsoropica Breuning, 1975
- Mimoglenea Breuning, 1968
- Mimogmodera Breuning, 1955
- Mimognoma Breuning, 1959
- Mimogrynex Breuning, 1939
- Mimogyaritus Fisher, 1925
- Mimohammus Aurivillius, 1911
- Mimohecyra Breuning, 1966
- Mimohippopsicon Breuning, 1940
- Mimohippopsis Breuning, 1986
- Mimohomonoea Breuning, 1961
- Mimohoplorana Breuning, 1960
- Mimohyagnis Breuning, 1940
- Mimohyllisia Breuning, 1948
- Mimolaelida
- Mimolagrida Breuning, 1948
- Mimolaia Bates, 1885
- Mimolasiocercis Breuning, 1960
- Mimoleiopus Breuning, 1969
- Mimoleprodera Breuning, 1938
- Mimoleuronotus Breuning, 1968
- Mimolochus Thomson, 1867
- Mimolophia Breuning, 1940
- Mimolophia Gressitt, 1951
- Mimolophioides Breuning, 1966
- Mimomacrochia Breuning, 1972
- Mimomecrachia
- Mimomenyllus Breuning, 1973
- Mimomimiculus Breuning, 1970
- Mimommata Peñaherrera & Tavakilian, 2003
- Mimomorpha Newman, 1842
- Mimomulciber Breuning, 1942
- Mimomusonius Breuning, 1980
- Mimomyagrus Breuning, 1970
- Mimomyromeus Breuning, 1978
- Mimonemophas Breuning, 1961
- Mimonephelotus Breuning, 1940
- Mimonicarete Breuning, 1958
- Mimoniphona Breuning, 1940
- Mimonneticus Monné & Napp, 2000
- Mimononyma Breuning, 1960
- Mimononymoides Breuning, 1972
- Mimonupserha Breuning, 1986
- Mimoopsis Breuning, 1942
- Mimopalimna Breuning, 1968
- Mimopezus Breuning, 1970
- Mimophaeopate Breuning, 1967
- Mimophrissoma Sudre & Teocchi, 2001
- Mimophymatodes Pic, 1920
- Mimoplocia Breuning, 1949
- Mimopogonius Breuning, 1974
- Mimopothyne Breuning, 1956
- Mimoprosoplus Breuning, 1970
- Mimopsacothea Breuning, 1973
- Mimopterolophia Breuning, 1980
- Mimoricopis
- Mimoropica Breuning & de Jong, 1941
- Mimorosenbergia Breuning, 1980
- Mimorsidis Breuning, 1938
- Mimosaimia Breuning, 1971
- Mimosaperdopsis Breuning, 1959
- Mimoscapeuseboides Breuning, 1978
- Mimosciadelia
- Mimosciadella Breuning, 1958
- Mimosebasmia Pic, 1945
- Mimoserixia Breuning, 1963
- Mimosmermus Breuning, 1966
- Mimosophronica Teocchi, 1990
- Mimostedes Breuning, 1955
- Mimostenellipsis Breuning, 1955
- Mimosthenias Breuning, 1938
- Mimostodes
- Mimostrangalia Nakane & Ohbayashi, 1957
- Mimosybra Breuning, 1939
- Mimotambusa Breuning & Teocchi, 1974
- Mimotemnosternus Breuning, 1949
- Mimotesthus
- Mimotetrorea Breuning, 1973
- Mimothelais Breuning, 1958
- Mimothestus Pic, 1935
- Mimotragocephala Breuning, 1971
- Mimotriammatus Breuning, 1972
- Mimotroea Breuning, 1939
- Mimotropidema Breuning, 1958
- Mimotrypanius Breuning, 1973
- Mimotrysimia Breuning, 1948
- Mimovelleda Breuning, 1940
- Mimovitalisia Breuning, 1959
- Mimoxenolea Breuning, 1960
- Mimoxenoleoides Breuning, 1963
- Mimoxylamia Breuning, 1977
- Mimoxylotoles Breuning, 1962
- Mimozeargyna Breuning, 1967
- Mimozotale Breuning, 1951
- Mimozygocera Breuning, 1963
- Mimozygoceropsis Breuning, 1982
- Mindanaona Özdikmen, 2008
- Minibidion Martins, 1968
- Miniprionus Danilevsky, 2000
- Minipsyrassa Martins, 1974
- Minosybra
- Minutius Fairmaire, 1902
- Mionochroma Schmidt, 1924
- Miopteryx Blanchard, 1846
- Miopyrestes Zhang Junfeng, Sun Bo & Zhang Xiyu, 1994
- Mirador Martins, Santos-Silva, Galileo & De Oliveira, 2014
- Mircocleptes
- Miriclytus
- Miriochrus Galileo & Martins, 2012
- Miroclytus Aurivillius, 1910
- Mispila Pascoe, 1864
- Mispilodes Breuning, 1938
- Mispilopsis Breuning, 1938
- Mnemea Pascoe, 1865
- Moala Dillon & Dillon, 1952
- Mocajuba Lane, 1972
- Mocia
- Mocoiasura Martins & Galileo, 1991
- Moechohecyra Breuning, 1938
- Moechotypa Thomson, 1864
- Moema Martins & Galileo, 1992
- Molitones Gounelle, 1913
- Molochrus Heller, 1924
- Molorchineus
- Molorchoepania Pic, 1949
- Molorchus Fabricius, 1793
- Mombasius Bates, 1879
- Momisis Pascoe, 1867
- Momisofalsus Pic, 1950
- Moneella Martins, 1985
- Moneilema Say, 1824
- Monelerma
- Monnechroma Napp & Martins, 2005
- Monnecles Napp & dos Santos, 1999
- Monneela
- Monneella
- Monneellus Hüdepohl, 1985
- Monneoncideres Nearns & Swift, 2011
- Monnetyra Galileo & Martins, 2006
- Monneus Magno, 2001
- Monochammus
- Monochamoides Schmidt, 1967
- Monochamus Dejean, 1821
- Monochamus Guérin, 1826
- Monochamus Megerle, 1821
- Monocladum Pic, 1893
- Monodesmus Audinet-Serville, 1832
- Monohammus Megerle, 1821
- Monohommus
- Monohomus
- Monoplia Newman, 1845
- Monoxenus Kolbe, 1893
- Monstropalpus Franz, 1954
- Montesia Lane, 1938
- Montrouzierina Vives, Sudre, Mille & Cazères, 2011
- Monzonia Giesbert, 1998
- Moratichroma Bentanachs & Vives, 2010
- Mordellistenomimus Chemsak & Linsley, 1976
- Morettus Adlbauer, 2007
- Morimidius Breuning, 1939
- Morimolamia Breuning, 1954
- Morimonella Podany, 1979
- Morimopsidius Breuning, 1948
- Morimopsis Thomson, 1857
- Morimospasma Ganglbauer, 1889
- Morimus Brullé, 1832
- Morinus Brullé, 1832
- Moron Pascoe, 1858
- Morphaneflus Martins & Napp, 1992
- Motilon Botero, Galileo & Santos-Silva, 2019
- Mourgliana Holzschuh, 1993
- Mulciber Thomson, 1864
- Munamizoa Matsushita & Tamanuki, 1940
- Mundeu Martins & Galileo, 2008
- Murosternum Jordan, 1894
- Murupeaca Martins & Galileo, 1992
- Murupi Martins & Galileo, 1998
- Murzinia Lazarev, 2011
- Musala Teocchi, 2000
- Musaria Thomson, 1864
- Muscidora Thomson, 1864
- Musius Fairmaire, 1889
- Musonius Fairmaire, 1902
- Mussardia Breuning, 1959
- Mutatocoptops Pic, 1925
- Muxbalia Giesbert & Chemsak, 1993
- Myacopterus Fairmaire, 1893
- Myagrus Pascoe, 1878
- Mycerinicella Heller, 1924
- Mycerinodes Kolbe, 1893
- Mycerinopsis Thomson, 1864
- Mycerinus Thomson, 1857
- Myctus Semenov & Plavilstshikov, 1937
- Mydasta Pascoe, 1867
- Mygalobas Chevrolat, 1862
- Myiodola Fairmaire, 1900
- Mymodystasia Breuning, 1956
- Mynonebra Pascoe, 1864
- Mynonoma Pascoe, 1865
- Mynoparmena Breuning, 1950
- Myonebrides Breuning, 1957
- Myopsocometes Santos-Silva & Tavakilian, 2009
- Myopteryx
- Myoxenus
- Myoxinus Bates, 1862
- Myoxomorpha White, 1855
- Myrmeciocephalus Vives, 2012
- Myrmecoclytus Fairmaire, 1895
- Myrmeocorus Martins, 1975
- Myrmeparmena Vives, 2012
- Myrmexocentroides Breuning, 1970
- Myrmexocentrus
- Myromeus Pascoe, 1864
- Myromexocentrus Breuning, 1957
- Myrsellus McKeown, 1945
- Myrsinus Gahan, 1904
- Myrsus Lacordaire, 1869
- Mystacophorus Duvivier, 1891
- Mysteria Thomson, 1860
- Mystrocnemis Quedenfeldt, 1882
- Mystrosa Pascoe, 1864
- Mythodes Thomson, 1864
- Mythozoum Thomson, 1878
- Mythozoun
- Myzomorphus Dejean, 1835
- Myzomorphus Sallé, 1850
- Nadezhdiana Cherepanov, 1976
- Nadezhdiella Plavilstshikov, 1931
- Namibius Quentin & Villiers, 1982
- Namiboeme Adlbauer, 2000
- Namibomeces Adlbauer, 2001
- Nanilla Fleutiaux & Sallé, 1889
- Nannoprionus Aurivillius, 1907
- Nanohammus Bates, 1884
- Nanostrangalia Nakane & Ohbayashi, 1959
- Nanostrangalis
- Nanustes Gilmour, 1960
- Nastocerus
- Natagaima Lane, 1972
- Nataloma Ferreria & Veiga Ferreira, 1952
- Nathriobrium Hovore, 1980
- Nathrioglaphyra Sama, 1995
- Nathriopterus Sama, 2002
- Nathrius Brethes, 1916
- Navisoma
- Navomorpha Thomson, 1860
- Navomorpha White, 1855
- Navosoma
- Navosomopsis Thomson, 1877
- Neacanista Gressitt, 1940
- Neachryson Fisher, 1940
- Nealcidion Monné, 1977
- Neandra Lameere, 1912
- Neaneflus Linsley, 1957
- Neanthophylax Linsley & Chemsak, 1972
- Necalphus Lane, 1970
- Neclamia Lepesme & Breuning, 1952
- Necydalis Linnaeus, 1758
- Necydalopsis Blanchard, 1851
- Necydalosaurus Tippmann, 1960
- Nedine Thomson, 1864
- Nedytisis Pascoe, 1866
- Neholopterus Martins & Monné, 1998
- Neissa
- Nemaschema Thomson, 1861
- Nemognathomimus Chemsak & Linsley, 1976
- Nemophas Thomson, 1864
- Nemoplophora Wallin, Kvamme & Nylander, 2014
- Nemotragus Guérin-Méneville, 1844
- Nemotragus Westwood, 1843
- Nenenia Pascoe, 1886
- Neoachryson Monné & Monné, 2004
- Neoalosterna Podané, 1961
- Neoamphion Monné, 2005
- Neoamymoma Marinoni, 1977
- Neobaryssinus Monné & Martins, 1976
- Neobellamira Swaine & Hopping, 1928
- Neobethelium Blackburn, 1894
- Neobrachychilus Monné, 1979
- Neocalamobius Breuning, 1943
- Neocallia Fisher, 1933
- Neocalliprason Brookes, 1927
- Neocanthocinus
- Neocarolus Sama, 2008
- Neocerambyx Thomson, 1860
- Neochamus Dillon & Dillon, 1961
- Neochariesthes Breuning & Teocchi, 1982
- Neocherentes Tippmann, 1960
- Neochrysoprasis Franz, 1969
- Neoclosterus Burgeon, 1930
- Neoclosterus Heller, 1899
- Neoclytus J.Thomson, 1860
- Neocollyrodes Schultze, 1920
- Neocolobura Monné, 2005
- Neocompsa Martins, 1965
- Neocorestheta Breuning, 1978
- Neocoridolon Melzer, 1930
- Neocorus Thomson, 1864
- Neocrossidius Chemsak, 1959
- Neoctopion Martins, 1969
- Neoctoplon Martins, 1969
- Neodeilus Vives & Sudre, 2015
- Neodiadelia Breuning, 1956
- Neodihammus Breuning, 1935
- Neodillonia
- Neodorcadion Ganglbauer, 1884
- Neoeburia Galileo & Martins, 2006
- Neoeme Gounelle, 1909
- Neoencyclops Matsushita & Tamanuki, 1940
- Neoepaphra Fisher, 1935
- Neoeryssamena Hayashi, 1974
- Neoestoia Breuning, 1940
- Neoestola Breuning, 1940
- Neoeutrypanius
- Neoeutrypanus Monné, 1977
- Neofreocorus Teocchi, 1988
- Neogalissus Monné & Martins, 1981
- Neogaurotes Podaný, 1962
- Neognomidolon Martins, 1967
- Neohebestola Marinoni, 1977
- Neohecyra Breuning, 1936
- Neohoplonotus Monné, 2005
- Neohylus Monné, 2005
- Neoibidion Monné, 2012
- Neoischnolea Breuning, 1961
- Neolampedusa Monné, 2005
- Neoleptura Thomson, 1860
- Neoludwigia Sama, 2008
- Neolygrus Martins, 1980
- Neoma Santos-Silva, Thomas & Wappes, 2011
- Neomallocera Martins & Napp, 1992
- Neomallodon Linsley, 1957
- Neomarius Fairmaire, 1872
- Neomegaderus Monné, 2006
- Neomicrus Gahan, 1894
- Neomoema
- Neomusaria Plavilstshikov, 1928
- Neonitocris Breuning, 1950
- Neopachystola
- Neopalame Martins & Monné, 1972
- Neoperiboeum Linsley, 1961
- Neophrissoma Breuning, 1938
- Neophygopoda Melzer, 1933
- Neopibanga Martins & Galileo, 1998
- Neopiciella Sama, 1988
- Neoplagionotus Kasatkin, 2005
- Neoplectrura Chemsak & Linsley, 1983
- Neoplocaederus Gianfranco, 1991
- Neopoeciloderma Monné & Martins, 1981
- Neopotiatuca Martins & Galileo, 2008
- Neopraolea
- Neopsebium Aurivillius, 1912
- Neoptychodes Dillon & Dillon, 1941
- Neoregostoma Monné & Giesbert, 1992
- Neorhamnusium
- Neorygocera Hedicke, 1923
- Neosalpinia Matsushita, 1933
- Neosarmydus Fisher, 1935
- Neosciadella Dillon & Dillon, 1952
- Neoserixia Schwarzer, 1925
- Neosomatidia Breuning, 1978
- Neosphaerion Schwarzer, 1925
- Neospondylis Sama, 2005
- Neostenus Pascoe, 1857
- Neosybra Breuning, 1939
- Neotaphos Fisher, 1937
- Neotaranomis Chemsak & Linsley, 1982
- Neothaphus
- Neotrachystola Breuning, 1942
- Neotreloscus Quentin & Villiers, 1970
- Neotrichophoroides Linsley, 1961
- Neotritania
- Neotropidion Martins, 1968
- Neouracanthus McKeown, 1938
- Neoxantha Pascoe, 1856
- Neoxenicotela Breuning, 1948
- Neozodes Zajciw, 1958
- Neozygocera Breuning, 1978
- Nepagyrtes Martins & Galileo, 1998
- Nepalame Monné & Marins, 1976
- Nephalioides Linsley, 1961
- Nephalius Newman, 1841
- Nephelotus Pascoe, 1866
- Nephithea Pascoe, 1867
- Nepiodes
- Nericonia Pascoe, 1869
- Nerida McKeown, 1940
- Nesanoplium Chemsak, 1966
- Neseuterpia Villiers, 1980
- Nesioeme Niisato, Vives & Heffern, 2020
- Nesiosphaerion Martins & Solange Napp, 1982
- Nesithmysus Perkins, 1920
- Nesobrium Vinson, 1962
- Nesodes Linsley, 1935
- Nesoeme Linsley & Chemsak, 1966
- Nesomomus Pascoe, 1864
- Nesophanes Chemsak, 1967
- Nesopriona Quentin & Villiers, 1973
- Nesopsebium Fairmaire, 1894
- Nesoptychias Kirkaldy, 1910
- Nesosmodicum Martins, 1971
- Nesostizocera Linsley, 1961
- Nesozineus Linsley & Chemsak, 1966
- Nethinius Fairmaire, 1889
- Nicarete Thomson, 1864
- Nicias Thomson, 1857
- Nicomioides Breuning, 1959
- Nida Pascoe, 1867
- Nidella Gressitt & Rondon, 1970
- Nietzscheana Zubov, 2014
- Nigrolamia Dillon & Dillon, 1959
- Niijamaia
- Niijimaia Matsushita, 1933
- Niisatochroma Vives & Bentanachs, 2010
- Nimbacumaltera Lepesme & Breuning, 1952
- Nimostedes
- Niophis Bates, 1867
- Niphabryna Franz, 1972
- Niphecyra Kolbe, 1894
- Niphocerambyx Matsushita, 1933
- Niphohammns
- Nipholophia Gressitt, 1951
- Niphona Mulsant, 1839
- Niphonatossa Breuning, 1967
- Niphoparmena Aurivillius, 1904
- Niphoparmenoides Breuning, 1978
- Niphopterolophia Breuning, 1964
- Niphoropica Breuning, 1948
- Niphosaperda Breuning, 1962
- Niphosoma Breuning, 1943
- Niphotragulus Kolbe, 1894
- Niphottragulus
- Niphovelleda Breuning, 1940
- Niponostenostola Ohbayashi, 1959
- Niponstenostola
- Nipposybra Breuning, 1939
- Niraeus Newman, 1840
- Nisibistum Thomson, 1878
- Nissodrys
- Nitakeris Téocchi, Sudre & Jiroux, 2010
- Nitidobrium Aldbauer, 2009
- Nitocris Thomson, 1858
- Nivellia Mulsant, 1863
- Nivellia Nivellia, 1863
- Nivelliomorpha
- Nobuosciades Hasegawa, 2009
- Nocalusa Santos-Silva & Galileo, 2018
- Noctileptura Chemsak & Linsley, 1984
- Nodubothea Monné & Monné, 2008
- Nodulosoma Breuning, 1950
- Noeclytus
- Noeconia Murzin, 1988
- Noemia Pascoe, 1857
- Noguerana Chemsak & Linsley, 1990
- Nona Sama, 2002
- Nonochamus Dillon & Dillon, 1959
- Nonyma Pascoe, 1864
- Nonymodiadelia Breuning, 1958
- Noona Sama, 2007
- Nortia Thomson, 1864
- Nosavana Breuning, 1963
- Noserius Pascoe, 1857
- Nosoeme Kolbe, 1894
- Nothopleurus Lacordaire, 1869
- Nothoprodontia Monné M.A. & Monné M.L., 2004
- Nothopygus Lacordaire, 1869
- Nothorhina Redtenbacher, 1845
- Nothorhinomorpha Pic, 1930
- Nothorina
- Nothosphaeridion
- Nothosphaeridium
- Notoceresium Blackburn, 1901
- Notocerisium
- Notocorrhenes Breuning, 1959
- Notolophia Pascoe, 1865
- Notomulciber Blackburn, 1894
- Notophysis Audinet-Serville, 1832
- Notorhabdium Ohbayashi & Shimomura, 1986
- Notorrhina
- Notosphaeridion Martins, 1960
- Novaeglaucytes Hayashi, 1961
- Novantinoe Santos-Silva & Hovore, 2007
- Novorondonia Özdikmen, 2008
- Noxnympha Nascimento, Santos-Silva & Barclay, 2019
- Nubosoplatus Swift, 2008
- Nungena McKeown, 1942
- Nupseranodes Adlbauer, 2006
- Nupserha Thomson, 1860
- Nupserhoglenea Breuning, 1963
- Nupserloglenea Breuning, 1963
- Nupseroberea Breuning, 1950
- Nustera Villiers, 1974
- Nyassapola Sudre & Teocchi, 2002
- Nyctimenius Gressitt, 1951
- Nyctomorpha
- Nyctonympha Thomson, 1868
- Nyctonynha
- Nyctopais Thomson, 1858
- Nyoma Duvivier, 1892
- Nyossodrys
- Nyphasia Pascoe, 1867
- Nyphona Mulsant, 1839
- Nyrssodrys
- Nysina
- Nyssdrysilla
- Nyssicostylus Melzer, 1923
- Nyssicus Pascoe, 1859
- Nyssocarinus Gilmour, 1960
- Nyssocuneus Gilmour, 1960
- Nyssodectes Dillon, 1955
- Nyssodoretus
- Nyssodris
- Nyssodrys Bates, 1864
- Nyssodrysilla Gilmour, 1962
- Nyssodrysina Casey, 1913
- Nyssodrysternum Gilmour, 1960
- Nyssodysternum
- Nyssosternus Gilmour, 1963
- Oaratlepolema Breuning, 1986
- Obages Pascoe, 1866
- Oberea Dejean, 1835
- Oberea Mulsant, 1839
- Obereoides Fisher, 1938
- Obereopsis Chevrolat, 1855
- Oberia
- Oberioides
- Obrida White, 1846
- Obrioclytus Adlbauer, 2000
- Obriomorpha Aurivillius, 1917
- Obriopsis Müller, 1948
- Obrium Dejean, 1821
- Obrium Leconte, 1824
- Obscuropterus Adlbauer, 2003
- Ocalemia Pascoe, 1858
- Oceanomegopis Komiya & Drumont, 2009
- Ochimus Thomson, 1860
- Ochraethes Chevrolat, 1860
- Ochrocesis Pascoe, 1867
- Ochrocydus Pascoe, 1876
- Ochrodion Fragoso, 1982
- Ochroeme
- Ochroesis Pascoe, 1867
- Ochromima Bates, 1881
- Ochroptera Quentin & Villiers, 1973
- Ochrus Lacordaire, 1869
- Ochyra Pascoe, 1871
- Ocoa Lane, 1970
- Ocroeme Martins, Chemsak & Linsley, 1966
- Octotapnia Galileo & Martins, 1992
- Ocularia Jordan, 1894
- Oculipetilus Santos-Silva & Hovore, 2007
- Oculobrium Adlbauer, 2004
- Oculohammus Breuning & de Jong, 1941
- Odontecera
- Odontocera Audinet-Serville, 1833
- Odontocroton Clarke, 2018
- Odontolamia Breuning, 1944
- Odontorhabdus Aurivillius, 1913
- Odontozineus Monné, 2009
- Odzala Villiers, 1969
- Oeax Pascoe, 1864
- Oebarina Pascoe, 1866
- Oectropsis Blanchard, 1851
- Oedecnema Dejean, 1835
- Oedecnema Thomson, 1857
- Oedenoderus Chevrolat, 1858
- Oedepeza
- Oedopeza Audinet-Serville, 1835
- Oedudes Thomson, 1868
- Oeme Newman, 1840
- Oemida Gahan, 1904
- Oemodana Gahan, 1904
- Oemona Newman, 1840
- Oemophanes Adlbauer, 2001
- Oemospila Gahan, 1906
- Ogasawara Gressitt, 1937
- Ogmodera Aurivillius, 1910
- Ogmoderidius Breuning, 1939
- Ohbayashia Hayashi, 1958
- Ohbayashina
- Oiceaca Martins & Galileo, 1998
- Oideterus Thomson, 1857
- Oihus Dillon & Dillon, 1952
- Okamira Galileo & Martins, 2005
- Olbius Thomson, 1864
- Olemehlia Holzschuh, 2011
- Olenecamptus Chevrolat, 1835
- Olenocamptus
- Olenosus Bates, 1872
- Oleonosus
- Olethrius Thomson, 1861
- Olexandrella Zajciw, 1959
- Oligoenoplus Chevrolat, 1863
- Oligosmerus Kolbe, 1894
- Oligosomerus
- Olivensa Lane, 1965
- Olmotega Pascoe, 1864
- Oloessa Pascoe, 1864
- Ombrosaga Pascoe, 1864
- Ommata White, 1855
- Ommatomenus Higgins, 1869
- Ommidion Newman, 1840
- Omocyrius Pascoe, 1866
- Omodylia
- Omophaena
- Omophoena Pascoe, 1864
- Omoplata Lacordaire, 1872
- Omosarotes Pascoe, 1860
- Omotagus Pascoe, 1867
- Omotes Newman, 1840
- Onalcidion Thomson, 1864
- Onchoptera
- Oncideres Audinet-Serville, 1835
- Oncideres Lacordaire, 1830
- Oncioderes Martins & Galileo, 1990
- Onconderes
- Onocephala Sturm, 1843
- Onocephala Thomson, 1857
- Ontochariesthes Teocchi, 1992
- Onychocerus Chevrolat, 1834
- Onychocerus Lepeletier de Saint Fargeau & Audinet-Serville, 1830
- Onychoglenea Aurivillius, 1922
- Oopsidius Breuning, 1939
- Oopsis Fairmaire, 1850
- Opacibidion Martins, 1968
- Opades Lacordaire, 1869
- Opheltes Thomson, 1864
- Ophryops White, 1846
- Ophtaimopion Martins, 1965
- Ophtalmibidion Martins, 1969
- Ophtalmoplon Martins, 1965
- Ophthalmemeopedus Breuning, 1961
- Ophthalmocydrus Aurivillius, 1926
- Ophthalmoplon
- Opismus
- Opisognathus
- Oplatocera White, 1853
- Oplosia Mulsant, 1863
- Opsamates Waterhouse, 1879
- Opsibidion Martins, 1960
- Opsidota Pascoe, 1864
- Opsies Pascoe, 1864
- Opsilia Mulsant, 1862
- Opsimus Eschscholtz, 1843
- Opsimus Mannerheim, 1843
- Optalmoplon
- Optomerus Giesbert, 1996
- Oraphanes Chemsak & Linsley, 1984
- Orcesis Pascoe, 1866
- Oregostoma Audinet-Serville, 1833
- Oregostoma Dejean, 1830
- Oreodera Audinet-Serville, 1835
- Oreodera Vulgata Monne & Fragoso, 1988
- Oriaethus Pascoe, 1864
- Orica Pascoe, 1888
- Oricopis Pascoe, 1863
- Orinoeme
- Orion Guérin-Ménéville, 1844
- Ornistomis
- Ornistomus Thomson, 1864
- Ornithea
- Ornithia Thomson, 1864
- Oroderes Saunders, 1850
- Orophanes
- Oropyrodes Galileo & Martins, 1992
- Oroxenofrea Galileo & Martins, 1999
- Orphnodula Schmidt, 1922
- Orsidis Pascoe, 1866
- Orteguaza Lane, 1958
- Orthochoriolaus Linsley & Chemsak, 1976
- Ortholeptura Casey, 1913
- Orthomagas
- Orthomegas Audinet-Serville, 1832
- Orthosoma Audinet-Serville, 1832
- Orthostoma Lepeletier de Saint Fargeau & Audinet-Serville, 1830
- Orwellion Skiles, 1985
- Orygocera Schmidt, 1922
- Osmidus LeConte, 1873
- Osmopleura Linsley, 1964
- Osphranteria Redtenbacher, 1849
- Osphryon Pascoe, 1869
- Ossibia Pascoe, 1867
- Ossonis Pascoe, 1867
- Ostedes Pascoe, 1859
- Otaromia Aurivillius, 1911
- Otenis Heller, 1916
- Oteosthethus
- Othelais Pascoe, 1866
- Otheostethus Bates, 1872
- Othnocerus Martins, 1976
- Otroea Pascoe, 1866
- Otroeopsis Breuning, 1939
- Otteissa Pascoe, 1864
- Oupyrrhidium Pic, 1900
- Ovaloparmena Breuning & Teocchi, 1983
- Oxathres Bates, 1864
- Oxathridia Gilmour, 1963
- Oxilus Buquet, 1860
- Oxycaula Jordan, 1903
- Oxycauloeme Lepesme, 1948
- Oxycoleus Lacordaire, 1869
- Oxyhammus Kolbe, 1893
- Oxylamia Breuning, 1944
- Oxylia Mulsant, 1862
- Oxylopsebus Clarke, 2008
- Oxylymma Pascoe, 1859
- Oxymagis Pascoe, 1866
- Oxymerus Dupont, 1834
- Oxymerus Solier, 1834
- Oxymirus Mulsant, 1862
- Oxyommata
- Oxypeltus Blanchard, 1851
- Oxypleurus Mulsant, 1839
- Oxyprosopus Thomson, 1864
- Ozineus Bates, 1863
- Ozodera Dupont, 1840
- Ozodes Audinet-Serville, 1834
- Ozotroctes Bates, 1861
- Pachita
- Pacholatkoa Holzschuh, 1993
- Pachycytes Fairmaire, 1903
- Pachydissus Newman, 1838
- Pachylocerus Hope, 1834
- Pachymeces Juhel, 2012
- Pachymerola Bates, 1892
- Pachymonachus
- Pachyosa Fairmaire, 1897
- Pachypeza
- Pachypidonia Gressitt, 1935
- Pachystichus
- Pachysticus Fairmaire, 1889
- Pachystola Reiche, 1850
- Pachyta Dejean, 1821
- Pachyta Zetterstedt, 1828
- Pachytella Heyrovsky, 1969
- Pachyteria Audinet-Serville, 1834
- Pachyticon Thomson, 1857
- Pachytodes Pic, 1891
- Pagonocherus
- Pakmolorchus Holzschuh, 1989
- Paktoxotus Holzschuh, 1975
- Palaeoasemum Abdullah, 1967
- Palaeomegopis Boppe, 1911
- †Palaeoncoderes, Piton & Théobald, 1937
- Palaeosmodicum Wickham, 1914
- Palaeotetropium Vitali, 2011
- Palaeotrachyderes Tippmann, 1960
- Palaeoxylosteus Ohbayashi & Shimomura, 1986
- Palamae Bates, 1864
- Palame Bates, 1864
- Palausybra Gressitt, 1956
- Paleohemilophus Martins & Galileo, 1999
- Paleopidonia Kuboki, 2003
- Paleotrachyderes
- Palimna Pascoe, 1862
- Palimnodes Breuning, 1938
- Pallidohecrya Breuning, 1956
- Pallidohecyra
- Palpibidion Martins & Galileo, 2003
- Palpicrassus Galileo & Martins, 2007
- Palyrhophis
- Panamapoda Clarke, 2014
- Panchylissus Waterhouse, 1880
- Pandrosos Bates, 1867
- Panegyrtes Thomson, 1868
- Panegyrthes Thomson, 1868
- Pannychella Gilmour, 1962
- Pannychina Gilmour, 1962
- Pantilema Aurivillius, 1911
- Pantomallus Lacordaire, 1869
- Pantonyssus Bates, 1870
- Paphora Pascoe, 1866
- Papuandra Santos-Silva, Heffern & Matsuda, 2010
- Papuleptura Gressitt, 1959
- Papusoma Breuning, 1975
- Parabangalaia de Breuning, 1946
- Parabaryssinus Monné, 2009
- Parabasitoxus Fragoso & Monné, 1995
- Parabatyle
- Parabelodasys Breuning, 1986
- Parabelodera Breuning, 1940
- Paraberningerus Breuning, 1975
- Parabiobessa Breuning, 1936
- Parabixadus Breuning, 1935
- Parablabia Breuning, 1959
- Parablabicentrus Dalens, Touroult & Tavakilian, 2009
- Parablepephaeus Breuning, 1980
- Parablepisanis Breuning, 1950
- Parabrimidius Breuning, 1938
- Parabrimopsis Breuning, 1961
- Parabrimus Breuning, 1936
- Parabryna Hüdepohl, 1995
- Parabunothorax Pu Fuji, 1991
- Parabybe Schwarzer, 1930
- Paracaciella Breuning, 1969
- Paracalamobius Breuning, 1982
- Paracallia Martins & Galileo, 1998
- Paracalybistum Lepesme, 1952
- Paracalydon Zajciw, 1961
- Paracanista Breuning, 1951
- Paracanthocinus Breuning, 1964
- Paracanthosybra Breuning, 1980
- Paracartus Hunt & Breuning, 1957
- Paracedemon Breuning, 1942
- Paraceresium Matsushita, 1932
- Parachalastinus Galileo & Martins, 2001
- Paracharieesthes Breuning, 1934
- Parachariesthes Breuning, 1934
- Parachariesthoides Breuning, 1976
- Parachelidonium Vives, Bentanachs & Chew Kea Foo, 2008
- Parachydaeopsis Breuning, 1968
- Paracladus Martins & Galileo, 1990
- Paracleodoxus Monné & Monné, 2010
- Paracleonice Breuning, 1970
- Paraclodia Breuning, 1974
- Paraclytarlus Perkins, 1927
- Paraclytemnestra Breuning, 1974
- Paraclytus Bates, 1884
- Paracnemolia Breuning, 1935
- Paracoedomea Breuning, 1942
- Paracolobizus Juhel, 2010
- Paracomeron Heller, 1912
- Paracometes Villiers, 1958
- Paracompsa Martins, 2009
- Paracompsosoma
- Paracondyloides Breuning, 1978
- Paracoptops Aurivillius, 1926
- Paracornallis Breuning, 1969
- Paracorrhenes Breuning, 1978
- Paracorupella Martins & Galileo, 2009
- Paracorus Kolbe, 1894
- Paracorymbia Miroshnikov, 1998
- Paracriodion Fragoso, 1982
- Paracristenes Breuning, 1970
- Paracristocentrus Breuning, 1980
- Paracrodion Fragoso, 1982
- Paracrossotus
- Paracyclotaenia Breuning, 1935
- Paracyriothasastes Breuning, 1978
- Paradaloberea Pic, 1926
- Paradandamis Aurivillius, 1922
- Paradaxata Breuning, 1938
- Paraderpas Breuning, 1968
- Paradesisa Breuning, 1938
- Paradesmiphora Breuning, 1959
- Paradesmus Galileo & Martins, 2003
- Paradeucalion Breuning, 1950
- Paradiadelia Breuning, 1940
- Paradiallus Breuning, 1950
- Paradichostathes Breuning, 1969
- Paradictator Duffy, 1953
- Paradidymocentrotus Breuning, 1956
- Paradidymocentrus Breuning, 1956
- Paradiexia Heller, 1923
- Paradihammus Breuning, 1935
- Paradinocephalus Breuning, 1954
- Paradiscopus Schwarzer, 1930
- Paradisterna Breuning, 1959
- Paradistichocera van de Poll, 1887
- Paradjinga Breuning, 1970
- Paradocus Breuning, 1950
- Paradoliops Breuning, 1959
- Paradriopea Breuning, 1965
- Paradrycothaea Galileo & Martins, 2010
- Paradyemus Breuning, 1951
- Paradystus Aurivillius, 1923
- Paraeclipta Clarke, 2011
- Paraectropsis
- Paraegocidnus Breuning, 1956
- Paraenicodes Sudre, Vives, Cazères & Mille, 2010
- Paraepepeotes
- Paraesylacris Breuning, 1940
- Paraethecerus Bruch, 1926
- Parafrea Breuning, 1956
- Parafreoides Breuning, 1975
- Paragasponia Breuning, 1981
- Paragaurotes Plavilstshikov, 1921
- Paraglenea Bates, 1866
- Paragnia Gahan, 1893
- Paragniopsis Breuning, 1964
- Paragolsinda Breuning, 1956
- Paragortonia
- Paragraciella Breuning, 1934
- Paragrynex Breuning, 1940
- Paraguitelia Quentin & Villiers, 1971
- Parahathlia Breuning, 1961
- Parahemopidion
- Parahephaestion
- Parahepomidion Breuning, 1936
- Paraheterosaphanus Fuchs, 1974
- Parahiekeia Breuning, 1982
- Paraholopterus Cerda & Cekalovic, 1987
- Parahovatoma Santos Ferreira, 1977
- Parahyagnis Breuning, 1939
- Parahybolasias
- Parahybolasius Breuning, 1982
- Parahyllisia Breuning, 1942
- Parahyphus Gressitt, 1959
- Parajoesse Breuning, 1982
- Parakimerus
- Paralamiodorcadion Breuning, 1967
- Paralatisternum Breuning, 1963
- Paralcidion Gilmour, 1955
- Paraleiopus Breuning, 1956
- Paraleprodera Breuning, 1935
- Paraleptidea Gounelle, 1913
- Paraleptoeme Fuchs, 1971
- Paraliostola Tavakilian & Monné, 1991
- Paralissoeme Dalens & Touroult, 2011
- Paralocus Fairmaire, 1898
- Paralogisticus Vives, 2006
- Paralophia Aurivillius, 1924
- Paralphitopola Teocchi, 1988
- Paralychrosimorphus Breuning, 1964
- Paralygesis Vives, Sudre, Mille & Cazères, 2011
- Paramacrotoma Ferreira & Ferreira, 1952
- Paramaeocerus
- Paramallocera Aurivillius, 1912
- Paramallonia Breuning, 1986
- Paramallosia
- Paramallosis Fuchs, 1955
- Paramartinsia Martins & Galileo, 2005
- Paramblesthidopsis Breuning, 1981
- Paramblymora
- Paramecyna Aurivillius, 1910
- Paramelanauster Breuning, 1936
- Paramelitta Clarke, 2014
- Paramenesia Breuning, 1952
- Paramenyllus Breuning, 1938
- Paramesosella Breuning, 1940
- Parametopides Breuning, 1936
- Paramigdolus Dias, 1986
- Paramimiculus Breuning, 1964
- Paramimistena Fisher, 1940
- Paramispila Breuning, 1959
- Paramispilopsis Breuning, 1948
- Paramoecerus
- Paramoechotypa Breuning, 1938
- Paramoeocerus
- Paramombasius Fuchs, 1966
- Paramonoxenus Breuning, 1970
- Paramoron Aurivillius, 1908
- Paramulciber Breuning, 1939
- Paramurosternum Breuning, 1938
- Paramusonius Breuning, 1980
- Paramussardia Breuning, 1981
- Paramussardiana Breuning, 1979
- Paramyrmecoclytus Breuning, 1970
- Paramyromeus Breuning, 1956
- Paranaches Breuning, 1959
- Paranaesthetis Breuning, 1982
- Paranaleptes Breuning, 1937
- Paranamera Breuning, 1935
- Paranandra Breuning, 1940
- Parananilla Breuning, 1956
- Paranaspia Matsushita & Tamanuki, 1940
- Paranauxesis Breuning, 1940
- Parancylistes Breuning, 1958
- Parandra Latreille, 1804
- Parandraceps Giesbert, 1998
- Parandre Latreille, 1802
- Parandrocephalus Heller, 1916
- Parandroeme Aurivillius, 1910
- Parandroschema Fuchs, 1972
- Paraneosybra Hayashi, 1978
- Paranhammus Breuning, 1944
- Paranicomia Breuning, 1959
- Paraniophis Dalens & Touroult, 2014
- Paraniphona Breuning, 1970
- Paranisopodus Monné & Martins, 1976
- Paranitocris Breuning, 1950
- Paranomoderus Breuning, 1954
- Paranonyma Breuning, 1958
- Paranoplium Casey, 1924
- Paranthophylax Gressitt, 1951
- Paranyssicus Martins, 2005
- Paraocalemia Vives, 2001
- Paraoeax Jordan, 1903
- Parapantonyssus Galileo & Martins, 2010
- Parapeba Galileo & Martins, 2001
- Parapeleconus Breuning, 1970
- Parapezus Breuning, 1938
- Paraphacodes Belon, 1902
- Paraphanis Breuning, 1977
- Paraphaula Fuchs, 1963
- Paraphemone Gressitt, 1935
- Paraphilomecyna Breuning, 1966
- Paraphilus Zhang Junfeng, Sun Bo & Zhang Xiyu, 1994
- Paraphloeopis Breuning, 1961
- Paraphloeopsis
- Paraphloeus Breuning, 1968
- Paraphosphorus Linell, 1896
- Paraphrodisium Bentanachs & Drouin, 2013
- Paraphronastes Breuning, 1980
- Paraphrus Thomson, 1860
- Paraphryneta Breuning, 1937
- Paraphygopoda Clarke, 2014
- Paraphyllisia
- Paraplagiomus Breuning & Teocchi, 1984
- Paraplanodes Breuning, 1939
- Paraplerodia Martins & Galileo, 2010
- Parapoceroides Breuning, 1970
- Parapolyacanthia Breuning, 1951
- Parapolytrechus
- Parapolytretus Breuning, 1944
- Parapomecyna Breuning, 1968
- Parapomempsoides Breuning, 1981
- Parapotemnemus Breuning, 1971
- Parapriona Breuning, 1948
- Paraprobatius Breuning, 1955
- Paraprotomocerus Breuning, 1966
- Parapteridoteles Breuning, 1962
- Parapteridotelus Breuning, 1962
- Parapterochaos Breuning, 1977
- Parapythais Monné, 1980
- Pararhopaloscelides Breuning, 1948
- Pararhytiphora Breuning, 1938
- Pararondibilis Breuning, 1961
- Pararopica Breuning, 1966
- Parasalpinia Hayashi, 1962
- Parasalvazaon Breuning, 1958
- Parascapolamia
- Paraschoenionta Breuning, 1950
- Parasemnus Martins, 1998
- Parasemolea Martins & Galileo, 1990
- Paraserixia Breuning, 1954
- Paraskeletodes Aurivillius, 1927
- Parasmermus
- Parasolymus Breuning, 1934
- Parasomatidia Breuning, 1978
- Parasophronica Breuning, 1940
- Parasophronicomimus Breuning, 1971
- Parasophroniella Breuning, 1943
- Parasoproniella Breuning, 1943
- Parasphaerion Martins & Napp, 1992
- Parasphallenum Fragoso, 1982
- Parasphigmothorax Breuning, 1975
- Paraspilotragus Breuning, 1970
- Parastathes Breuning, 1956
- Parastathmodera Breuning, 1981
- Parastenideopsis Breuning, 1986
- Parastenostola Breuning, 1952
- Parastesilea Breuning, 1959
- Parasthenias Breuning, 1938
- Parastizocera Linsley, 1961
- Parastrangalis Ganglbauer, 1889
- Parastrongylaspis Giesbert, 1987
- Parasulenus Breuning, 1958
- Parasumelis Breuning, 1977
- Parasybra
- Parasybrinus Breuning, 1978
- Parasybrodiboma Breuning, 1969
- Parasybropis Breuning, 1963
- Parateledapus
- Paratemnopis Martins, 1978
- Paratenthras Monné, 1998
- Paratessaropa Zajciw, 1957
- Paratesta Wang, 1993
- Parathemistus Breuning, 1950
- Paratheocris Breuning, 1938
- Paratheresina Breuning, 1975
- Parathetesis Linsley, 1961
- Parathyastus Aurivillius, 1913
- Parathyestes Breuning, 1980
- Parathylactus Breuning & de Jong, 1941
- Parathylia Breuning, 1958
- Paratiaia Dalens & Giuglaris, 2012
- Paratiepolemoides Breuning, 1961
- Paratimia Fisher, 1915
- Paratimiola Breuning, 1964
- Paratitoceres Breuning, 1962
- Paratlepolemoides Breuning, 1962
- Paratophysis Gressitt & Rondonon Breuning, 1970
- Paratoxotus Fairmaire, 1901
- Paratrachysomus Monné & Fragoso, 1984
- Paratragon Teocchi & Sudre, 2002
- Paratrichonius Monne & Monne, 2011
- Paratritania Breuning, 1961
- Paratropidema Breuning, 1961
- Paratrypanius Aurivillius, 1908
- Paratybe Teocchi & Sudre, 2003
- Parauna Lane, 1972
- Parauxa Breuning, 1940
- Parauxesis Aurivillius, 1915
- Paravander
- Paravelleda Breuning, 1936
- Paraxenolea Breuning, 1950
- Paraxes Breuning, 1957
- Paraxoes Breuning, 1958
- Paraxylocrius Niisato, 2009
- Paraxylotoles Breuning, 1973
- Parazodes
- Parazorilispe Breuning, 1940
- Parazosmotes Breuning, 1959
- Parazosmotos Breuning, 1959
- Parazosne Breuning, 1956
- Parazotale Breuning, 1976
- Pardaloberea Pic, 1926
- Pareccrisis
- Parecharista
- Parechthistatus Breuning, 1942
- Parectatina Breuning, 1959
- Parectatosia Breuning, 1940
- Parecyroschema Breuning, 1969
- Parelaphidion Skiles, 1985
- Parelaphion
- Parelaptus Lameere, 1915
- Paremeopedus Gressitt, 1956
- Parentelopes Breuning, 1954
- Pareoporis
- Parepectasoides Breuning, 1979
- Parepepcotes Breuning, 1938
- Parepepeotes Breuning, 1938
- Parepicedia Breuning, 1943
- Parepilysta Breuning, 1939
- Parepimelitta Bruch, 1919
- Parereis Breuning, 1938
- Pareryssamena
- Paressisus Aurivillius, 1917
- Parestola Bates, 1880
- Paretaxalus Breuning, 1938
- Pareunidia Breuning, 1967
- Pareuseboides
- Pareutaenia
- Pareutetrapha Breuning, 1952
- Parevander Aurivillius, 1912
- Parexarrhenus Breuning, 1938
- Parexocentrus Breuning, 1964
- Parhaplothrix Breuning, 1935
- Parhecyra Breuning, 1942
- Parhephaestion
- Parhippopsicon Breuning, 1942
- Parhippopsis Breuning, 1973
- Parhoplothrix
- Parichthyodes Breuning, 1959
- Paridactus Gahan, 1898
- Pariestola Breuning, 1943
- Paripochira
- Paripocregyes Breuning, 1938
- Pariproca Breuning, 1969
- Parischasia Tavakilian & Peñaherrera, 2005
- Parischnolea Breuning, 1942
- Parmena Dejean, 1821
- Parmena Latreille, 1829
- Parmenolamia Breuning, 1950
- Parmenomorpha Blackburn, 1889
- Parmenonta Thomson, 1868
- Parmenops Schaufuss, 1891
- Parmenopsis Ganglbauer, 1881
- Parmenosoma Schaeffer, 1908
- Parobages Breuning, 1940
- Parobereopsis Breuning, 1956
- Parochamus Dillon & Dillon, 1961
- Paroeax Jordan, 1903
- Paroectropsis Cerda, 1954
- Paroecus Bates, 1863
- Paroeme Aurivillius, 1886
- Parolamia Scudder, 1878
- Paroligopis Breuning, 1959
- Paroligopsis Breuning, 1959
- Paromelix Aurivillius, 1907
- Parommidion Martins, 1974
- Paromococerus Gounelle, 1910
- Paromoecerus
- Paromoeocerus Gounelle, 1910
- Paromoerocerus
- Parooeocerus
- Paroops Dillon & Dillon, 1952
- Paroopsis Dillon & Dillon, 1952
- Paroplites Lameere, 1903
- Paroriaethus Breuning, 1936
- Paroricopis Breuning, 1958
- Parorsidis Breuning, 1935
- Parostedes Breuning, 1977
- Parothelais Breuning, 1948
- Paroxoplus Chemsak, 1959
- Parozodera Bruch, 1940
- Parozodes Aurivillius, 1898
- Parunxia Napp, 1977
- Paruraecha Breuning, 1935
- Pascoda
- Pascoea White, 1855
- Pasiphyle Thomson, 1864
- Pathocerus Waterhouse, 1901
- Pattalinus Bates, 1881
- Paulianacmaeops
- Paulianometallyra Lepesme & Breuning, 1956
- Pavieia Brongniart, 1890
- Peblephaeus Kusama & Takakuwa, 1984
- Pectinocallimus Niisato, 1989
- Pectinopsebium Adlbauer & Bjørnstad, 2012
- Pectoctenus Fairmaire, 1896
- Pedestredorcadion Breuning, 1943
- Pedostrangalia Sokolov, 1897
- Pedostrangalis Sokolow, 1896
- Pehuenia Cerda Gonzalez, 1980
- Peithona Gahan, 1906
- Pelargoderus Audinet-Serville, 1835
- Peleconus Aurivillius, 1921
- Peleconus Jordan, 1906
- Peleithmysus Gressitt, 1972
- Pelidnopedilon Schmidt, 1922
- Pellamnia Dillon & Dillon, 1959
- Peloconus Jordan, 1906
- Pelossus Thomson, 1864
- Pembius Quentin & Villiers, 1971
- Pempsamacra Newman, 1838
- Pempteurys Bates, 1885
- Pemptolasius Gahan, 1890
- Penaherreraus Roguet, 2004
- Penhammus
- Penichroa Stephens, 1839
- Pentacosmia Newman, 1842
- Pentanodes Schaeffer, 1904
- Penthea Laporte, 1840
- Pentheochaetes Melzer, 1932
- Pentheopraonetha Breuning, 1960
- Penthides Matsushita, 1933
- Penthocaulus Fairmaire, 1894
- Peralaphidion
- Peranoplium Linsley, 1957
- Perarthrus LeConte, 1851
- Perasmermus Breuning, 1969
- Periaptodes Pascoe, 1866
- Peribasis Thomson, 1864
- Periboem
- Periboeum Thomson, 1864
- Pericasta Dillon & Dillon, 1952
- Pericorus Breuning, 1958
- Pericycos Breuning, 1944
- Periergates Lacordaire, 1872
- Periestola Breuning, 1943
- Perigracilia Linsley, 1942
- Perihammus Aurivillius, 1924
- Perilasius Bates, 1880
- Perimesosa Zhang Junfeng, Sun Bo & Zhang Xiyu, 1994
- Perimonochamus Téocchi, Sudre & Jiroux, 2011
- Perimussardia Teocchi, 1985
- Perioboeum
- Perissomenus
- Perissomerus Gounelle, 1909
- Perissus Chevrolat, 1863
- Peritapnia Horn, 1894
- Peritragopsis Teocchi, 1987
- Peritragus
- Peritrox Bates, 1865
- Pertyia Aurivillius, 1922
- Pertyla Aurivillius, 1922
- Peruanus Tippmann, 1960
- Perytrox
- Petrognatha Leach, 1819
- Peyeremoceras Sama, 2009
- Phacellocera Laporte, 1840
- Phacellocerina Lane, 1964
- Phacellocerus
- Phacellus Buquet, 1838
- Phacellus Dejean, 1835
- Phacodes Newman, 1840
- Phaea Newman, 1840
- Phaeapate Pascoe, 1865
- Phaedinus Dupont, 1834
- Phaeopate
- Phalota Pascoe, 1863
- Phanis Fairmaire, 1893
- Phantasis Thomson, 1860
- Phantazoderus Fairmaire & Germain, 1864
- Phantissus McKeown, 1940
- Phaolus Pascoe, 1863
- Pharcidodes Martins, 1976
- Pharsalia Thomson, 1864
- Phasganocnema Schmidt, 1922
- Phaula Thomson, 1857
- Phelipara Pascoe, 1866
- Phelocalocera Blanchard, 1845
- Phelocalocerella Villiers, 1957
- Phemonoides Breuning, 1940
- Phemonopsis Breuning, 1948
- Phesates Pascoe, 1865
- Phesatiodes Hüdepohl, 1995
- Phespia Bates, 1873
- Phidola Thomson, 1864
- Philematium Thomson, 1864
- Philicus Pascoe, 1883
- Philomeces Kolbe, 1894
- Philomecyna Kolbe, 1894
- Philotoceraeoides Breuning, 1958
- Philotoceraeus
- Philus Saunders, 1853
- Phimosia Bates, 1870
- Phitryonus Fairmaire, 1903
- Phlaeopsis
- Phloeopsis Blanchard, 1853
- Phloeus Jordan, 1903
- Phlyarus Pascoe, 1858
- Phlyctaenodes Newman, 1840
- Phlyctaeodes Newman, 1840
- Phlyctenosis Quentin & Villiers, 1973
- Phocibidion Martins, 1968
- Phoea
- Phoebe Audinet-Serville, 1835
- Phoebella Lane, 1966
- Phoebemima Tippmann, 1960
- Phoenicus Lacordaire, 1869
- Phoenidnus Pascoe, 1866
- Phoracantha Newton, 1840
- Phoraoantha
- Phosphorus Voet
- Phrissolaus Bates, 1881
- Phrissoma Laporte, 1840
- Phrissomidius Breuning, 1939
- Phrissomorimus Breuning, 1943
- Phrosyne Murray, 1870
- Phryneta Dejean, 1835
- Phryneta Laporte, 1840
- Phrynetoides Duvivier, 1891
- Phrynetolamia Breuning, 1935
- Phrynetopsis Kolbe, 1894
- Phrynidius Lacordaire, 1869
- Phrynocris Bates, 1867
- Phrynoeme Martins, 1980
- Phychodes
- Phygomelitta Clarke, 2014
- Phygopoda Thomson, 1864
- Phygopoides Peñaherrera & Tavakilian, 2003
- Phyllarthrius Hope, 1843
- Phyllocnema Thomson, 1860
- Phyllocnemida Péringuey, 1899
- Phyllomaeus Schmidt, 1922
- Phyllometalla Schmidt, 1922
- Phyllotodes Adlbauer, 2001-30
- Phymasterna Laporte, 1840
- Phymatioderus Blanchard, 1846
- Phymatodes Mulsant, 1839
- Phymatodis
- Phyodexia Pascoe, 1871
- Physocenmum
- Physocnemum Haldeman, 1847
- Physocnomum
- Physoenemum
- Physopleurus Lacordaire, 1868
- Physopoda
- Phytiphora
- Phytoecia Dejean, 1835
- Phytoecia Mulsant, 1839
- Phytrocaria Wang, 1996
- Phyxium Pascoe, 1864
- Piampatara Martins & Galileo, 1992
- Pibanga Galileo & Martins, 1995
- Picibidion
- Pidonia Mulsant, 1863
- Piesacus Galileo, 1987
- Piesarthrius Hope, 1834
- Piezarina Martins, 1976
- Piezarinia
- Piezasteria Martins, 1976
- Piezocera Audinet-Serville, 1834
- Piezochaerus Melzer, 1932
- Piezogenista Martins, 1976
- Piezophidion Galileo & Martins, 1992
- Piezosecus Martins & Galileo, 2003
- Piimuna Martins & Galileo, 1998
- Piliranova Breuning, 1960
- Pilisphaerion Martins & Napp, 1992
- Pilomecyna Breuning, 1940
- Pilostenaspis Eya
- Pinacosterna Harold, 1879
- Pingblax Komiya & Drumont, 2001
- Pinthocoelium
- Piodes LeConte, 1850
- Piola Marinoni, 1974
- Pirangoclytus Martins & Galileo, 2011
- Piratininga Galileo & Martins, 1992
- Piriana Santos-Silva, Galileo & Mcclarin, 2018
- Piruanycha Martins & Galileo, 1997
- Piruapsis Galileo & Martins, 2006
- Piruauna Galileo & Martins, 1998
- Pirulintia Simonetta & Teocchi, 1995
- Piruluntia
- Pithodia
- Pithomictus Pascoe, 1864
- Pithomyctus
- Pixodarus Fairmaire, 1888
- Placoclytus Chemsak & Linsley, 1974
- Placoeme Chemsak & Linsley, 1964
- Placoschema Chemsak & Hovore, 2010
- Placosternus Hopping, 1937
- Plagiohammus Dillon & Dillon, 1941
- Plagiomus Quedenfeldt, 1888
- Plagionotulus Jordan, 1894
- Plagionotus Mulsant, 1839
- Plagiosarus Bates, 1880
- Plagiosaurus
- Plagithmysus Motschulsky, 1845
- Planeacanista Hayashi, 1959
- Planisticus Vives, 2004
- Planodema Thomson, 1860
- Planodes Newman, 1842
- Planoplus Bosq, 1853
- Planopus Bosq, 1953
- Platerosida Linsley, 1970
- Platyarthron Guérin-Ménéville, 1844
- Platycranium Aurivillius, 1917
- Platycyrtidus Vives & Niisato, 2009
- Platygnathus Audinet-Serville, 1832
- Platyomopsis Thomson, 1857
- Platysternus Blanchard, 1845
- Platysternus Dejean, 1835
- Plaumaniella
- Plaumanniella Fisher, 1938
- Plaxomicrus Thomson, 1857
- Pleactromerus
- Plectogaster Waterhouse, 1881
- Plectopsebium Boppe, 1914
- Plectrocerum Lacordaire, 1869
- Plectrodera Blanchard, 1845
- Plectrodera Dejean, 1837
- Plectrogaster Waterhouse, 1881
- Plectromerus Haldeman, 1847
- Plectromerus Leconte, 1862
- Plectropygus Gahan, 1898
- Plectroscapoides Teocchi, 1996
- Plectroscapus Gahan, 1890
- Plectrura Eschscholtz, 1845
- Plectrura Mannerheim, 1852
- Plectura
- Pleiarthrocerus Bruch, 1915
- Pleioarthrocerus
- Plerodia Thomson, 1868
- Plesioclytus Giesbert, 1993
- Plesiomesosites Yamasako & Zhang, 2011
- Pleuromenus Bates, 1872
- Plinthocoelium Schmidt, 1924
- Plinthoecelium
- Plionoma Casey, 1912
- Plistonax Thomson, 1864
- Plocaederus Hope, 1842
- Plocaederus Megerle, 1835
- Plocamocera Gemminger & Harold, 1873
- Plocia Newman, 1842
- Plociella Breuning, 1949
- Plocoederus
- Plutonesthes Thomson, 1864
- Plyllotoxus
- Pneumida Thomson, 1864
- Pnigomenus Bosq, 1951
- Podabrocephalus Pic, 1913
- Podanychroma Vives, Bentanachs & Chew Kea Foo, 2006
- Podozoodes Zhang Junfeng, Sun Bo & Zhang Xiyu, 1994
- Poecilippe Bates, 1874
- Poecilium Fairmaire, 1864
- Poecillippe Bates, 1874
- Poecilobactris Kolbe, 1897
- Poecilobrium Horn, 1883
- Poeciloderma Thomson, 1860
- Poeciloderma White, 1853
- Poecilomallus Bates, 1892
- Poecilopeplus Thomson, 1860
- Poecilopyrodes Galileo & Martins, 1992
- Poecilostolus Kolbe, 1894
- Poeciloxestia Lane, 1965
- Poekilosoma Audinet-Serville, 1832
- Poeriboeum
- Pogonarthron Semenov, 1900
- Pogonillus Bates, 1885
- Pogonocerus Fischer de Waldheim, 1812
- Pogonochaenus
- Pogonocherus Dejean, 1821
- Pogonocherus Megerle, 1821
- Pogonoderus
- Poimenesperus Thomson, 1857
- Poliaenus Bates, 1880
- Politodorcadion Danilevsky, 1996
- Polliaenus
- Polyacanthia Montrouzier, 1861
- Polyarthron Audinet-Serville, 1832
- Polygraphis
- Polylobarthron Semenov, 1900
- Polyoza Audinet-Serville, 1832
- Polyphida Pascoe, 1869
- Polyphidiopsis
- Polyrhaphis Audinet-Serville, 1835
- Polyrhapis
- Polyrraphis
- Polyschisis Audinet-Serville, 1833
- Polytretus Gahan, 1893
- Polyzonides Podany, 1980
- Polyzonus Chevrolat, 1838
- Polyzonus Laporte de Castelnau, 1840
- Ponchelibius Komiya & Drumont, 2007
- Porangonycha Martins & Galileo, 1997
- Porithea Pascoe, 1866
- Porithodes Aurivillius, 1912
- Poromecyna Aurivillius, 1911
- Potemnemus Thomson, 1864
- Pothine
- Pothyne Thomson, 1864
- Potiaete Martins & Galileo, 1999
- Potiapua Napp & Monné, 2009
- Potiapunga Galileo & Martins, 2013
- Potiatuca Galileo & Martins, 2006
- Potiaxixa Martins & Monné, 2002
- Poticuara Martins & Galileo, 1991
- Potisangaba Napp & Martins, 2009
- Pracellocera
- Praemallaspis Galileo & Martins, 1992
- Praolia Bates, 1884
- Praonethomimus Breuning, 1939
- Praxithea Thomson, 1864
- Pretilia Bates, 1866
- Prinobius Mulsant, 1842
- Prionacalus White, 1845
- Prionacarus
- Prionapterus Guérin, 1832
- Prionina Casey, 1912
- Prionoblemma
- Prionocalus
- Prionocornis Pic, 1928
- Prionomma White, 1853
- Prionoplus White, 1843
- Prionopsis Fairmaire, 1886
- Prionotoma Kolbe, 1894
- Prionus Geoffroy, 1762
- Priotyrannus Thomson, 1857
- Priotyrranus
- Priscatoides Dillon & Dillon, 1945
- Priscilla Thomson, 1864
- Proagapete McKeown, 1945
- Proatimia Gressitt, 1951
- Probatiomimus Melzer, 1926
- Probatiominus
- Probatodes Thomson, 1864
- Procallimus Pic, 1907
- Proceroblesthis Galileo & Martins, 1987
- Procleomenes Gressitt & Rondon, 1970
- Proctocera Chevrolat, 1855
- Prodomitia Jordan, 1894
- Prodontia Audinet-Serville, 1834
- Proeme Martins, 1978
- Proholopterus Monné, 2012
- Prohylus Martins & Galileo, 1990
- Prolamioides Piton & Théobald, 1937
- Promeces Audinet-Serville, 1834
- Promecidius Fåhraeus, 1872
- Promecidus Fåhraeus, 1872
- Pronocera Motschulsky, 1859
- Pronopion Martins, 1967
- Pronoplon Martins, 1967
- Pronuba Thomson, 1860
- Propantodice Franz, 1954
- Proparasophronica Sama & Sudre, 2009
- Propedicellus Huang, Huang & Liu, 2020
- Proplerodia Martins & Galileo, 1990
- Prosemanotus Pic, 1933
- Prosenela
- Prosenella Lane, 1960
- Proseriphus Monné, 2005
- Prosidactus Téocchi, Sudre & Jiroux, 2010
- Prosoplus Blanchard, 1853
- Prosopocera Blanchard, 1845
- Prosopoeme Aurivillius, 1928
- Prosphilus Thomson, 1864
- Prosternodes Thomson, 1860
- Prosype Thomson, 1864
- Protachryson Vitali, 2011
- Protapatophysis Semenov & Stschegoleva-Barovskaia, 1936
- Protaxis Gahan, 1906
- Prothema Pascoe, 1856
- Prothoracibidion Martins, 1960
- Protilema Aurivillius, 1908
- Protilemoides Kriesche, 1923
- Protipochus Wickham, 1914
- Protomallocera Martins & Napp, 1992
- Protomocerus Gahan, 1898
- Protonarthron Thomson, 1858
- Protoncideres Wickham, 1913
- Protorhopala Thomson, 1860
- Protorma Waterhouse, 1880
- Protosphaerion Gounelle, 1909
- Protospondylis Linsley, 1942
- Protuberonotum Barriga & Cepeda, 2004
- Protumida Monné & Wappes, 2014
- Proxatrypanius Gilmour, 1959
- Proxepectasis Monné & Giesbert, 1992
- Psacothea Gahan, 1888
- Psalidocoptus White, 1856
- Psalidognathus Gray, 1832
- Psalidosphryon Komiya, 2001
- Psapharochrus Thomson, 1864
- Psapharoctes Tavakilian & Néouze, 2007
- Psathyrioides Breuning & Villiers, 1958
- Psathyrissa Aurivillius, 1908
- Psathyrus Thomson, 1857
- Psebena Gahan, 1903
- Psebium Pascoe, 1864
- Psectrocera Pascoe, 1862
- Psenocerus LeConte, 1852
- Psephactus Harold, 1879
- Psephaetus Harold, 1879
- Psephania Morati & Huet, 2004
- Pseudabryna Schultze, 1916
- Pseudacanthocinus Breuning, 1956
- Pseudacorethra Tavakilian & Peñaherrera, 2007
- Pseudaelara Heller, 1912
- Pseudaeolesthes Plavilstshikov, 1931
- Pseudaeolethes
- Pseudaethomerus Tippmann, 1953
- Pseudagaone Tippmann, 1960
- Pseudalidus Breuning, 1959
- Pseudallosterna
- Pseudallotraeus Pic, 1923
- Pseudalosterna Plavilstshikov, 1934
- Pseudanaesthetis Pic, 1922
- Pseudanamera Breuning, 1935
- Pseudancita Breuning, 1949
- Pseudancylistes Breuning, 1958
- Pseudangulatus Dillon & Dillon, 1959
- Pseudanhammus Ritsema, 1889
- Pseudapomecyna Breuning, 1954
- Pseudapriona Breuning, 1936
- Pseudaprophata Breuning, 1961
- Pseudaristobia Breuning, 1943
- Pseudastylopsis Dillon, 1956
- Pseudauxa Breuning, 1966
- Pseudeburia
- Pseudeburia Botero, 2015
- Pseudechthistatus Pic, 1917
- Pseudectatosia Breuning, 1940
- Pseudegalicia Galileo & Martins, 2001
- Pseudelasma Breuning, 1968
- Pseudepaphra Breuning, 1956
- Pseudepectasis Breuning, 1940
- Pseudepilysta Hüdepohl, 1996
- Pseuderemon Breuning, 1966
- Pseuderos Lameere, 1893
- Pseudestola Breuning, 1940
- Pseudestoloides Breuning & Heyrovsky, 1961
- Pseudetaxalus Breuning, 1939
- Pseudeuclea Schwarzer, 1931
- Pseudeuseboides
- Pseudeutetrapha Breuning, 1977
- Pseudexocentrus Breuning, 1957
- Pseudhammus Kolbe, 1894
- Pseudhecyra Breuning, 1976
- Pseudhepomidion Breuning, 1936
- Pseudhippopsis
- Pseudhomelix Breuning, 1937
- Pseudhoplomelas Breuning, 1958
- Pseudhoplorana Breuning, 1962
- Pseudibion
- Pseudictator
- Pseudidactus Breuning, 1977
- Pseudimalmus Breuning, 1934
- Pseudiphra Gressitt, 1935
- Pseudipochira Breuning, 1956
- Pseudipocragyes Pic, 1923
- Pseudipocregyes
- Pseudischnolea Breuning, 1953
- Pseudisthmiade Tavakilian & Peñaherrera, 2005
- Pseudoalbana Pic, 1895
- Pseudoallosterna
- Pseudobeta Zajciw
- Pseudobixadus Breuning, 1936
- Pseudobixatoides Breuning, 1979
- Pseudobolivarita Sama & Orbach, 2003
- Pseudobottegia Duffy, 1955
- Pseudobrimus Breuning, 1936
- Pseudobrium Pic, 1928
- Pseudobybe Breuning, 1962
- Pseudocacia Breuning, 1939
- Pseudocalamobius Kraatz, 1879
- Pseudocallidium Plavilstshikov, 1934
- Pseudocalliprason Broun, 1880
- Pseudocanidia Dillon, 1955
- Pseudocanidida Dillon, 1955
- Pseudocelosterna Breuning, 1943
- Pseudocentruropsis Breuning, 1961
- Pseudocephalus Newman, 1842
- Pseudoceresium Vives, Sudre, Mille & Cazères, 2011
- Pseudochariesthes Breuning, 1934
- Pseudochelidonium Vives, Bentanachs & Chew Kea Foo, 2006
- Pseudochlorisanis Breuning, 1954
- Pseudochoeromorpha Breuning, 1936
- Pseudocleomenes
- Pseudoclodia Breuning, 1957
- Pseudoclyzomedus Yamasako, 2009
- Pseudocobelura Martins & Monné, 1974
- Pseudocoedomea
- Pseudocoelosterna Breuning, 1943
- Pseudocolynthaea Martins, 1976
- Pseudocomeron Breuning, 1963
- Pseudocometes Villiers, 1957
- Pseudoconizonia Breuning, 1956
- Pseudocoptops Breuning, 1977
- Pseudocoptosia Pic, 1900
- Pseudocorus Breuning, 1960
- Pseudocriopsis Melzer, 1931
- Pseudocrossotus Breuning, 1981
- Pseudoculobrium Adlbauer, 2010
- Pseudocyriocrates Breuning, 1935
- Pseudodeltaspis Linsley, 1935
- Pseudodemonax Vives & Heffern, 2012
- Pseudodidymocentrotus Breuning, 1956
- Pseudodidymocentrus Breuning, 1956
- Pseudodihammus Breuning, 1936
- Pseudodinoptera
- Pseudodistenia Villiers, 1957
- Pseudodisterna Breuning, 1953
- Pseudodoliops Schulze, 1934
- Pseudoechthistatus Pic, 1917
- Pseudoeriphus Zajciw, 1961
- Pseudoeuchitonia Bentanachs, Morato & Vives, 2010
- Pseudoexocentrus Breuning, 1957
- Pseudofrea Breuning, 1978
- Pseudogaurotina Plavilstshikov, 1958
- Pseudogenes Fairmaire, 1894
- Pseudogisostola Fontes & Martins, 1977
- Pseudoglenea
- Pseudogrammopsis Zajciw, 1960
- Pseudohammus Kolbe, 1894
- Pseudoharpya Breuning, 1935
- Pseudohecyra Breuning, 1942
- Pseudohippopsicon Breuning, 1940
- Pseudohippopsis Gestro, 1895
- Pseudohovatoma Santos Ferreira, 1977
- Pseudohyllisia Breuning, 1942
- Pseudokamikiria Breuning, 1964
- Pseudolatisternum Breuning, 1938
- Pseudoleiopus Breuning, 1970
- Pseudolepturges Gilmour, 1955
- Pseudolinda Breuning, 1954
- Pseudolmotega Breuning, 1959
- Pseudolophia Breuning, 1938
- Pseudomacrochenus Breuning, 1943
- Pseudomallocera Zajciw, 1961
- Pseudomecas Aurivillius, 1920
- Pseudomeges Breuning, 1944
- Pseudomenyllus Breuning, 1970
- Pseudomesosella Miroshnikov, 1989
- Pseudomethia Linsley, 1937
- Pseudometopides Breuning, 1936
- Pseudomiccolamia Pic, 1916
- Pseudomonochamus Breuning, 1943
- Pseudomonocladum Villiers, 1961
- Pseudomonoxenus Breuning, 1958
- Pseudomoron Breuning, 1965
- Pseudomulciber Breuning, 1961
- Pseudomusius
- Pseudomussardia Breuning, 1974
- Pseudomyagrus Breuning, 1944
- Pseudomyrmecion Bedel, 1885
- Pseudomyromeus Breuning, 1961
- Pseudomythodes Pic, 1922
- Pseudonemophas Breuning, 1944
- Pseudonephelotus Schwarzer, 1924
- Pseudonicarete Breuning, 1980
- Pseudonitocris Breuning, 1961
- Pseudononyma Breuning, 1961
- Pseudonupserha Aurivillius, 1914
- Pseudonyctopais Delahaye, Sudre & Teocchi, 2007
- Pseudoopsis Breuning, 1956
- Pseudopachydissus Pic, 1933
- Pseudoparanaspia
- Pseudoparaphloeus Sama, 2009
- Pseudoparmena Breuning, 1956
- Pseudopathocerus Dias, 1988
- Pseudoperiboeum Linsley, 1935
- Pseudoperma Dillon, 1946
- Pseudopezus Breuning, 1969
- Pseudopharsalia
- Pseudophaula Lane, 1973
- Pseudophilus Gahan, 1893
- Pseudophimosia Delfino, 1991
- Pseudophistomis Linsley & Chemsak, 1971
- Pseudophlyarus Pic, 1939
- Pseudophlyctaenodes Vives, Sudra, Mille & Cazeres, 2011
- Pseudophlyctaneodes Vives, Sudre, Mille & Cazères, 2011
- Pseudophorphorus Breuning, 1934
- Pseudophosphorus Breuning, 1934
- Pseudophygopoda Tavakilian & Peñaherrera, 2007
- Pseudophytoecia Breuning, 1950
- Pseudopilema Linsley, 1940
- Pseudopion Martins, 1971
- Pseudoplanodes Breuning, 1935
- Pseudoplites Lameere, 1916
- Pseudoplon Martins, 1971
- Pseudopolyzonus Bentanachs, 2012
- Pseudopothyne Breuning, 1960
- Pseudoprionus Pic, 1898
- Pseudoprophata Breuning, 1961
- Pseudopsacothea Pic, 1935
- Pseudorhodopis Breuning, 1940
- Pseudoricopis Breuning, 1970
- Pseudoropica Breuning, 1969
- Pseudorsidis Breuning, 1944
- Pseudorucentra Breuning, 1948
- Pseudoschoenionta Breuning, 1954
- Pseudosemnus Broun, 1893
- Pseudosieversia Pic, 1902
- Pseudosmermus
- Pseudosophronica Breuning, 1978
- Pseudosparna Mermudes & Monné, 2009
- Pseudospermus Pic, 1934
- Pseudosphegesthes Reitter, 1913
- Pseudossibia Adlbauer, 2005
- Pseudostedes Breuning, 1976
- Pseudostenaspis Melzer, 1932
- Pseudostenidea Breuning, 1953
- Pseudostesilea Breuning, 1964
- Pseudostixis Breuning, 1936
- Pseudostrangalia Chou & Ohbayashi, 2010
- Pseudostrangalia Swaine & Hopping, 1928
- Pseudostyne Breuning, 1940
- Pseudosybra Breuning, 1960
- Pseudosybroides Breuning, 1979
- Pseudotacocha Martins & Galileo, 2012
- Pseudotaeniotes Dillon & Dillon, 1949
- Pseudotapeina Breuning, 1964
- Pseudotapnia Chemsak & Linsley, 1978
- Pseudoterinaea Breuning, 1940
- Pseudotetraglenes
- Pseudotheocris Breuning, 1950
- Pseudothestus Breuning, 1943
- Pseudothonalmus Guerrero, 2004
- Pseudothyastus Breuning, 1938
- Pseudothyestes Breuning, 1980
- Pseudotmesisternus Breuning, 1951
- Pseudotrachystola Breuning, 1943
- Pseudotragiscus Breuning, 1934
- Pseudotragocephala Breuning, 1934
- Pseudotypocerus Linsley & Chemsak, 1971
- Pseudovadonia Lobanov, Danilevsky & Murzin, 1981
- Pseudovelleda Breuning, 1936
- Pseudoxenicotela Breuning, 1959
- Pseudoxylamia Dillon & Dillon, 1959
- Pseudoxylosteus Sama, 1993
- Pseudozelota Breuning, 1936
- Pseudozorilispe Breuning, 1976
- Pseudozygocera Breuning, 1948
- Pseuduraecha Pic, 1925
- Psilacestes Schmidt, 1922
- Psillotoxus
- Psilocnaeia Bates, 1874
- Psilodasys Kolbe, 1894
- Psiloibidion Martins, 1968
- Psilomastix Schmidt, 1922
- Psilomerus
- Psilomorpha Saunders, 1850
- Psilotarsus Motschulsky, 1860
- Psopharochrus
- Psopharochus
- Psygmatocerus Perty, 1828
- Psylacrida Thomson, 1878
- Psyllotoxoides Breuning, 1961
- Psyllotoxus Thomson, 1868
- Psylotoxus
- Psyrassa Pascoe, 1866
- Psyrassaforma Chemsak, 1992
- Pteracantha Newman, 1838
- Ptericoptomimus Melzer, 1935
- Ptericoptus Lepeletier de Saint Fargeau & Audinet-Serville, 1830
- Pteridoteloides Breuning, 1951
- Pteridotelus White, 1855
- Pterochaos Thomson, 1868
- Pterolamia Breuning, 1942
- Pterolophia Newman, 1842
- Pterolophiella Breuning, 1952
- Pterolophioides Breuning, 1942
- Pterolophosoma Vitali, 2006
- Pteromallosia Pic, 1900
- Pteronephila Gressitt, 1950
- Pteropilus Lepeletier & Audinet-Serville, 1830
- Pteroplatidius Linsley, 1961
- Pteroplatis
- Pteroplatus Buquet, 1840
- Pteroplius Audinet-Serville, 1835
- Pteroptychus Aurivillius, 1912
- Pterostenus MacLeay, 1843
- Pterotragula Teocchi, 1991
- Pterotragus Chevrolat, 1856
- Pterychtia
- Pterycthia
- Ptichodes
- Ptinosoma Breuning, 1950
- Ptychodes Audinet-Serville, 1835
- Ptycholaemus Chevrolat, 1858
- Puanama Galileo & Martins, 1995
- Pubescibidion Martins, 2009
- Pucalipa Lane, 1959
- Pucallpa Lane, 1959
- Pufujia Holzschuh, 1995
- Pulchrenicodes Breuning, 1953
- Pulchrodiboma Breuning, 1948
- Pulchroglaucytes Breuning & Villiers, 1968
- Punctozotroctes Tavakilian & Néouze, 2007
- Purpuricenopsis Zajciw, 1968
- Purpuricenus Dejean, 1821
- Purpuricenus Fischer von Waldheim, 1824
- Purpuricinus
- Purulia
- Purusia Lane, 1956
- Purusiella Dalens, Touroult & Tavakilian, 2010
- Pycnomorphidiellus Tavakilian & Peñaherrera, 2003
- Pycnomorphus Thomson, 1864
- Pycnopsis Thomson, 1857
- Pygmaeopsis Schaeffer, 1908
- Pygmaleptostylus Gilmour, 1963
- Pygmodeon Martins, 1970
- Pygoleptura Linsley & Chemsak, 1976
- Pygoptosia
- Pygostrangalia
- Pymatechus
- Pyrenoploderes Hayashi, 1960
- Pyrestes Pascoe, 1857
- Pyrhacita
- Pyrianoreina Martins & Galileo, 2008
- Pyrobolus
- Pyrocalymma Thomson, 1864
- Pyrocorennys Ohbayashi & Niisato, 2009
- Pyrodes
- Pyrotrichus LeConte, 1862
- Pyrpotyra Santos-Silva, Martins & Clarke, 2010
- Pyrrhidium Fairmaire, 1864
- Pyrrhona Bates, 1884
- Pythais Thomson, 1857
- Pytheus Newman, 1840
- Qitianniu Lin & Bai, 2017
- Quasimesosella Miroshnikov, 2006
- Quatiara Lane, 1972
- Quentinius
- Quercivir Lameere, 1912
- Quettania Schwarzer, 1931
- Quiacaua Martins, 1997
- Quiasochamus
- Quirimbaua Martins & Galileo, 2004
- Rachidion Audinet-Serville, 1834
- Raglicia
- Raharizonina Villiers, 1982
- Ramodatodes Villiers, 1982
- Ramularius Aurivillius, 1908
- Ranova Thomson, 1864
- Ranqueles Gounelle, 1906
- Raphidera Perroud, 1855
- Raphidopsis Gerstaecker, 1855
- Rapuzziana Danilevsky, 2006
- Rarasanus Matsushita, 1941
- Rashelapso Clarke, Martins & Santos-Silva, 2012
- Rathymoscelis
- Recchia Lane, 1966
- Rejzekius Adlbauer, 2008
- Remphan Waterhouse, 1835
- Repica
- Retilla Lacordaire, 1872
- Retrachydes Hüdepohl, 1985
- Rhabdoclytus
- Rhachicolus Galileo, 1987
- Rhadia
- Rhadinomaeus Schmidt, 1922
- Rhadiomaeus
- Rhaesus Motschulsky, 1875
- Rhagiohabdium Adlbauer, 2001
- Rhagiomorpha Newman, 1840
- Rhagiops Fairmaire, 1898
- Rhagium Fabricius, 1775
- Rhamnusium Latreille, 1829
- Rhaphidopsis Gerstaecker, 1855
- Rhaphipodus Audinet-Serville, 1832
- Rhaphiptera Audinet-Serville, 1835
- Rhaphipteroides Touroult & Tavakilian, 2007
- Rhaphuma Pascoe, 1858
- Rhapolopus
- Rhathymoscelis Thomson, 1860
- Rhatymoscelis
- Rhatymoscellis
- Rhineimegopis Komiya & Drumont, 2001
- Rhinophthalmus Thomson, 1860
- Rhinopthalmus
- Rhinotragus Germar, 1823
- Rhipidocerus Westwood, 1842
- Rhodocharis Lacordaire, 1866
- Rhodoleptus Linsley, 1962
- Rhodopina Gressitt, 1951
- Rhomaleum
- Rhomboidederes Zajciw, 1963
- Rhondia Gahan, 1906
- Rhopalessa Bates, 1873
- Rhopaliella Monné, 2006
- Rhopalina Monné, 1990
- Rhopalizarius Schmidt, 1922
- Rhopalizida Jordan, 1894
- Rhopalizodes Schmidt, 1922
- Rhopalizus Thomson, 1864
- Rhopalomeces Schmidt, 1922
- Rhopalopachis
- Rhopalophora Audinet-Serville, 1834
- Rhopalophorella Linsley, 1942
- Rhopalophorn
- Rhopalopus Agassiz, 1846
- Rhopaloscelis Blessig, 1873
- Rhysium Pascoe, 1866
- Rhytidodera White, 1853
- Rhytiphora Audinet-Serville, 1835
- Rierguscha Viana, 1970
- Robustanoplodera
- Rodriguezius Quentin & Villiers, 1973
- Romulus Knull, 1948
- Rondibilis Thomson, 1857
- Rondonia Breuning, 1962
- Ropalophora Dejean, 1830
- Ropalopus Mulsant, 1839
- Ropica Pascoe, 1858
- Ropicapomecyna Breuning, 1958
- Ropicella Breuning, 1940
- Ropicomimus Breuning, 1939
- Ropicomorphoides Breuning, 1968
- Ropicoopsis Breuning, 1948
- Ropicosybra Pic, 1945
- Rosalba Thomson, 1864
- Rosalbopsis
- Rosalia Audinet-Serville, 1833
- Rosalia Linnaeus, 1758
- Rosenbergia Ritsema, 1881
- Rostroclytus Martins & Galileo, 2011
- Rucentra Schwarzer, 1931
- Rufohammus Breuning, 1939
- Rufosophronica Breuning, 1971
- Rufulosophronica Breuning, 1960
- Rugosocleptes Breuning, 1951
- Rugosophysis Komiya & Drumont, 2008
- Rumacon Blackwelder, 1946
- Rumuara Martins & Galileo, 2006
- Rusapeana Adlbauer, 1995
- Rusticoclytus Vives, 1977
- Rutpela Nakane & Ohbayashi, 1957
- Sachalinobia Jakobson, 1899
- Saepiseuthes Thomson, 1868
- Saerda
- Sagridola Thomson, 1864
- Saimia Pascoe, 1866
- Saligranta Chou & Ohbayashi, 2011
- Salobra Lane, 1939
- Salpinia Pascoe, 1869
- Saltanecydalopsis Barriga & Cepeda, 2007
- Salvazaon Pic, 1928
- Samia Pascoe, 1865
- Samiomimus Pic, 1927
- Sangaris Dalman, 1823
- Saperda Fabricius, 1775
- Saperdoglenea Breuning, 1964
- Saperdopsis Schmidt, 1967
- Saperologlenea Breuning, 1964
- Saphanidus Jordan, 1894
- Saphanites Vitali, 2011
- Saphanodes Hintz, 1913
- Saphanus Audinet-Serville, 1834
- Saporaea Thomson, 1878
- Sarathropezus Kolbe, 1894
- Sarawaka Özdikmen & Abang, 2006
- Sarifer Kirsch, 1871
- Sarillus Bates, 1885
- Sarmydus Pascoe, 1867
- Sarosesthes J.Thomson, 1864
- Sarosethes
- Sarothrocera White, 1846
- Sarothrogastra
- Sassandria Adlbauer, 2002
- Sassandrioides Adlbauer, 2008
- Satipoella Lane, 1964
- Savang Breuning, 1963
- Saxosa Zhang, 1989
- Scabroschema Breuning, 1953
- Scadiosoma
- Scalenus Gistl, 1847
- Scapacartus Breuning, 1971
- Scapanopygus Gounelle, 1913
- Scapastathes Breuning, 1956
- Scapeuseboides Breuning, 1958
- Scapexocentrus Breuning, 1964
- Scaphinus LeConte, 1851
- Scapochariesthes Breuning, 1948
- Scapochariesthoides Breuning, 1974
- Scapodasys Breuning, 1970
- Scapogoephanes Breuning, 1955
- Scaposerixia Breuning, 1976
- Scaposodus Breuning, 1961
- Scaposophroniella Breuning, 1956
- Scapozygocera Breuning, 1948
- Scapozygoceropsis Breuning, 1973
- Scaptolenopsis Wickham, 1914
- Scariates Fairmaire, 1894
- Scatogenus Quentin & Villiers, 1969
- Scatopyrodes Galileo & Martins, 1992
- Sceleocantha Newman, 1840
- Schiacallia Galileo & Martins, 1991
- Schizax LeConte, 1873
- Schizodontus Quentin & Villiers, 1974
- Schizogaster Quentin & Villiers, 1969
- Schizopleurus Lacordaire, 1869
- Schmidtiana Podany, 1971
- Schmidtianum
- Schoenionta Thomson, 1868
- Scholochilus
- Schoutedenius Breuning, 1954
- Schreitera
- Schreiteria Melzer, 1933
- Schurmannia Sama, 1978
- Schwarzerion Schmidt, 1924
- Schwarzerium Matsushita, 1933
- Sciades
- Sciadorsurus Gilmour, 1962
- Sciadosoma Melzer, 1934
- Sciadosurus Gilmour, 1962
- Scieronotus White, 1855
- Sciocyrtinus Fisher, 1935
- Scituloglaucytes Breuning, 1970
- Scleronotus Thomson, 1860
- Sclethrus Newman, 1842
- Scolecobrothus Hope, 1833
- Scolecobrotus Hope, 1833
- Scolochilus Monné, 1979
- Scopadus Pascoe
- Scopanta Fairmaire, 1893
- Scytasis Pascoe, 1867
- Scythasis Pascoe, 1867
- Scythroleus Bates, 1885
- Scythropopsis Thomson, 1864
- Seabraellus Hüdepohl, 1985
- Seabrai
- Seabraia Zajciw, 1958
- Seabria Ferreira & Ferreira, 1952
- Seabriella Zajciw, 1960
- Sebasmia Pascoe, 1859
- Semanotas
- Semanotus Mulsant, 1839
- Semantotus
- Semiangusta Pic, 1893
- Semiope Pascoe, 1869
- Semiphoracantha Vives, Sudre, Mille & Cazères, 2011
- Semnus Lacordaire, 1869
- Senorius Hüdepohl, 1992
- Sepaicutea Lane, 1972
- Sepicana Kriesche, 1923
- Sepiseuthes
- Seriphus Bates, 1864
- Serixia Pascoe, 1856
- Serixiomenesia Breuning, 1959
- Serixiomimus Breuning, 1966
- Serixiophytoecia Breuning, 1950
- Serratobicon Holzschuh, 2009
- Sesiosa Pascoe, 1865
- Sestyra Pascoe, 1867
- Seteirastoma
- Seticeros Perger & Santos-Silva, 2010
- Setodocus Breuning, 1968
- Setohyllisia Breuning, 1950
- Setomesosa Breuning, 1968
- Setoparmena Breuning, 1971
- Setoropica Breuning, 1964
- Setosophroniella Breuning, 1961
- Setovelleda Breuning, 1961
- Seuthes
- Shaerionillum
- Shimomuraia
- Sibapipunga Martins & Galileo, 1993
- Sibuyenes Breuning, 1978
- Sibuyomiaenia Breuning, 1977
- Sibylla Thomson, 1857
- Sichuanortia Niisato & Liu, 2019
- Sidellus McKeown, 1945
- Sierversia
- Sigwaltia Lepesme, 1956
- Sikimpaza Heyrovský, 1961
- Silgonda Heller, 1924
- Similexocentrus Breuning, 1969
- Similocorus Breuning, 1971
- Similonedine Hua, 1993
- Similosodus McKeown, 1945
- Simocrysa Pascoe, 1871
- Simplexeburia Martins & Galileo, 2010
- Sinelamia
- Sinochroma Bentanachs & Drouin, 2013
- Sinoclytus Holzschuh, 1995
- Sinodorcadion Gressitt, 1939
- Sinomimovelleda Chiang, 1963
- Sinopachys Sama, 1999
- Sinopidonia Holzschuh, 1999
- Sinopraecipuus Yu et al., 2015
- Sinostrangalia
- Sinostrangalis Hayashi, 1960
- Sisyrium Pascoe, 1866
- Sitiorica
- Sivana Strand, 1942
- Skeletodes Newman, 1850
- Skeltodes
- Skillmania Santos-Silva, Nascimento & Wappes, 2019
- Smaragdion Martins, 1968
- Smaragdula Pesarini & Sabbadini, 2004
- Smermus Lacordaire, 1872
- Smodicum Haldeman, 1847
- Soalalana
- Sobarus Harold, 1879
- Sodopsis Breuning, 1961
- Sokothesthes Adlbauer, 2002
- Solaia Sama, 2003
- Solangella Martins, 1997
- Solenoptera Audinet-Serville, 1832
- Soluta Lacordaire, 1872
- Solymus Lacordaire, 1872
- Somateucharis Lane, 1976
- Somatidia Thomson, 1864
- Somatidiopsis Breuning, 1953
- Somatocelptes Breuning, 1947
- Somatocleptes Breuning, 1947
- Somatolita Aurivillius, 1915
- Somatovelleda Breuning, 1943
- Sophron Newman, 1842
- Sophronica Blanchard, 1845
- Sophronicoides Breuning, 1986
- Sophronicomimus Breuning, 1958
- Sophroniella Breuning, 1943
- Sophronisca Aurivillius, 1911
- Sorbia Pascoe, 1865
- Sorelia Lane, 1965
- Soridopsis Breuning, 1940
- Sormea Lacordaire, 1872
- Sormida Gahan, 1888
- Sormidomorpha Aurivillius, 1920
- Sotades Pascoe, 1864
- Sotira Pascoe, 1885
- Soupha Breuning, 1963
- Souvanna Breuning, 1963
- Spaerion
- Spalacopsis Newman, 1842
- Sparna Thomson, 1864
- Spathoptera Audinet-Serville, 1835
- Spathoptra
- Spathopygus Lacordaire, 1869
- Spathuliger Vinson, 1961
- Spatopygus
- Sphaenothecus Dupont, 1838
- Sphaerioeme Martins & Napp, 1992
- Sphaerion Audinet-Serville, 1834
- Sphaerionillum Bates, 1884
- Sphagoeme Aurivillius, 1893
- Sphallambyx Fragoso, 1982
- Sphallenopsis
- Sphallenum Bates, 1870
- Sphalloeme Melzer, 1928
- Sphallonycha Bates, 1881
- Sphallopatara Audureau & Morvan, 2018
- Sphallopterus Fragoso, 1982
- Sphallotrichus Fragoso, 1982
- Sphecomorpha Newman, 1838
- Sphegoclytus Sama, 2005
- Sphenostethus Haldeman, 1846
- Sphigmothorax Gressitt, 1939
- Sphinctodere Aurivillius, 1924
- Sphingacestes Schmidt, 1922
- Sphingnotus Perroud, 1855
- Spiloprionus Aurivillius, 1898
- Spilotragoides Breuning, 1981
- Spilotragus Jordan, 1903
- Spilotrogia Bates, 1874
- Spinaristobia Breuning, 1963
- Spinegesina Breuning, 1974
- Spinenicodes Breuning, 1965
- Spinestoloides Breuning, 1954
- Spinetaxalus Breuning, 1981
- Spineugrapheus Breuning, 1964
- Spineuteleuta Breuning, 1960
- Spinexocentrus Breuning, 1958
- Spinhoplathemistus Breuning, 1973
- Spiniderolus Lepesme & Breuning, 1958
- Spinimegopis
- Spiniphilus Lin & Bi, 2011
- Spiniphra Hayashi, 1961
- Spinipochira Breuning, 1963
- Spinipocregyes Breuning, 1950
- Spinoberea Breuning, 1954
- Spinoblesthis Galileo & Martins, 1987
- Spinocentruropsis Breuning, 1979
- Spinochariesthes Breuning, 1970
- Spinodiadelia Breuning, 1960
- Spinogoephanes Breuning, 1964
- Spinogramma Breuning, 1948
- Spinohybolasius
- Spinoleioposopus Breuning, 1979
- Spinoleiopus
- Spinomyrmecoclytus Breuning, 1970
- Spinoniphona Hua, 1989
- Spinopion Napp & Martins, 1985
- Spinoplon Napp & Martins, 1985
- Spinopotemnemus Breuning, 1973
- Spinopraonetha Breuning, 1960
- Spinopterolophia Breuning, 1965
- Spinosodus Breuning & de Jong, 1941
- Spinosomatidia Hunt & Breuning, 1955
- Spinosophronica Breuning, 1948
- Spinosophroniella Breuning, 1961
- Spinosophronisca Breuning, 1962
- Spinospasma Breuning, 1970
- Spinostenellipsis Breuning, 1959
- Spinovelleda de Breuning, 1942
- Spinozorilispe Breuning, 1963
- Spinozorillispe Breuning, 1963
- Spinozotroctes Tavakilian & Néouze, 2007
- Spintheria Thomson, 1861
- Spodotaenia Fairmaire, 1884
- Spondylis Fabricius, 1775
- Sporetus Bates, 1864
- Spylius
- Squamosaperdopsis Breuning, 1959
- Sromatium
- Stairastoma
- Stathmodera Gahan, 1890
- Steata Wang, 1995
- Stegenagapanthia Pic, 1924
- Stegenodes Breuning, 1942
- Stegenus Pascoe, 1857
- Steinheilia Lane, 1973
- Steinkea Hüdepohl, 1993
- Steirastoma Lepeletier & Audinet-Serville, 1830
- Steirastoma White, 1855
- Steiratoma
- Steirostoma
- Stellognatha Laporte, 1840
- Stenandra Lameere, 1912
- Stenaspis Audinet-Serville, 1834
- Stenauxa Aurivillius, 1926
- Stenecorus Schneider, 1828
- Stenelaphus Linsley, 1936
- Stenellipsis Bates, 1874
- Stenelytrana Gistel, 1848
- Stenepotes
- Stenhomalus White, 1955
- Stenideopsis Breuning, 1940
- Stenidurges Gilmour, 1959
- Stenigra
- Stenobatyle Casey, 1912
- Stenobia Lacordaire, 1872
- Stenobrium Kolbe, 1894
- Stenocentrura Breuning, 1948
- Stenocentrus McKeown, 1945
- Stenochariergus Giesbert & Hovore, 1989
- Stenochroma Vives, Bentanachs & Chew Kea Foo, 2009
- Stenocidnus Breuning, 1956
- Stenocoptoeme Adlbauer, 2005
- Stenocoptoides Breuning, 1942
- Stenocoptus Kolbe, 1894
- Stenocorus Fabricius, 1775
- Stenocorus Geoffroy, 1762
- Stenoderus Audinet-Serville, 1835
- Stenodoliops Vives, 2009
- Stenodondes
- Stenodontes Audinet-Serville, 1832
- Stenodryas Bates, 1873
- Stenoeme Gounelle, 1909
- Stenoidion Martins, 1970
- Stenoleptura Gressitt, 1935
- Stenolis Bates, 1864
- Stenomesosa Breuning, 1939
- Stenomiaena
- Stenomiaenia Breuning, 1960
- Stenoparmena Thomson, 1864
- Stenopausa Breuning, 1940
- Stenophantes Burmeister, 1861
- Stenophenus
- Stenophloeus Breuning, 1938
- Stenophryneta Aurivillius, 1907
- Stenopotes Pascoe, 1875
- Stenopseustes Bates, 1873
- Stenopseutes
- Stenopsilus
- Stenopterus Illiger, 1804
- Stenorhopalus
- Stenorrhopalus Blanchard, 1851
- Stenosphenus Haldeman, 1847
- Stenostola Dejean, 1835
- Stenostola Mulsant, 1839
- Stenostrophia Casey, 1913
- Stenotsivoka Adlbauer, 2001
- Stenoxotus Fairmaire, 1896
- Stenurella Villiers, 1974
- Stenygra Audinet-Serville, 1834
- Stenygrinum Bates, 1873
- Stereomerus Melzer, 1934
- Sternacanista Tippmann, 1955
- Sternacanthus Audinet-Serville, 1832
- Sternacutes Gilmour, 1961
- Sternacutus Gilmour, 1961
- Sternangustum Jordan, 1894
- Sternidius LeConte, 1873
- Sternidocinus Dillon, 1956
- Sternocheirus Dillon, 1957
- Sternodonta Laporte, 1840
- Sternodontes
- Sternohammus Breuning, 1935
- Sternoharpya Aurivillius, 1913
- Sternorsidis Breuning, 1959
- Sternotomimus Breuning, 1938
- Sternotominus Breuning, 1938
- Sternotomis Percheron, 1836
- Sternycha Dillon & Dillon, 1945
- Stesilea Pascoe, 1865
- Stethoperma Lameere, 1884
- Sthelenus Buquet, 1859
- Sthenias Laporte, 1840
- Stheniopygus Breuning, 1938
- Sthenopygus
- Stibara Hope, 1840
- Stichodera Pesarini & Sabbadini, 2004
- Stictasomus
- Stictoleptura Casey, 1924
- Stictosomus Audinet-Serville, 1832
- Stiphilus Buquet, 1840
- Stixis Gahan, 1890
- Stizocera Audinet-Serville, 1834
- Stolidodere Aurivillius, 1914
- Storeyandra Santos-Silva, Heffern & Matsuda, 2010
- Strandiata Breuning, 1936
- Strangalepta Casey, 1913
- Strangalia Audinet-Serville, 1835
- Strangalia Dejean, 1835
- Strangalidium Giesbert, 1997
- Strangaliella
- Strangalomorpha Blessig, 1873
- Strangalomorpha Solsky, 1873
- Strangularia
- Strangulepta
- Stratioceros Lacordaire, 1869
- Stratone Thomson, 1864
- Streplolabis
- Streptolabis Bates, 1867
- Striatacanthocinus Breuning, 1970
- Striatanaesthetis Breuning, 1957
- Striatoptycholaemus Lepesme & Breuning, 1956
- Striatorsidis Breuning, 1960
- Stridularamus Adlbauer, 1998
- Strioderes Giorgi, 2001
- Striomecyna Breuning, 1958
- Striomiaena Breuning, 1963
- Striononyma Breuning, 1961
- Strionoyma Breuning, 1961
- Striophytoecia Breuning, 1969
- Striopraonetha Breuning, 1986
- Strnocheirus Dillon, 1957
- Stromatiodes Thomson, 1878
- Stromatium Audinet-Serville, 1834
- Strongalepta
- Strongylaspis Thomson, 1860
- Strongylurus Hope, 1835
- Strophiona Casey, 1913
- Strophophysis Miroshnikov, 2014
- Stultutragus Clarke, 2010
- Stychoides Breuning, 1940
- Stychoparmena Breuning, 1939
- Styliceps Lacordaire, 1869
- Styloleptoides Chalumeau, 1983
- Styloleptus Dillon, 1956
- Styloxus LeConte, 1873
- Subexocentrus Breuning, 1963
- Subinermexocentrus Breuning, 1972
- Sudreana Adlbauer, 2006
- Sudreia Vives & Mille, 2015
- Suipinima Martins & Galileo, 2004
- Sulawesiella
- Sulcatostrangalia Ohbayashi, 1961
- Sulcommata Peñaherrera & Tavakilian, 2003
- Sulenopsis Breuning, 1958
- Sulenus Lacordaire, 1872
- Sulpitus Dillon & Dillon, 1945
- Sumatrochroma Vives, Bentanachs & Chew Kea Foo, 2006
- Sumelis Thomson, 1864
- Sumeloides Breuning, 1986
- Superagnia Breuning, 1968
- Superda
- Susuacanga Martins, 1997
- Susuanycha Galileo & Martins, 2005
- Suzelia Villiers, 1982
- Swaziphanes Adlbauer, 2002
- Syaax
- Sybaguassu
- Sybaguasu Martins & Galileo, 1991
- Sybilla
- Sybra Pascoe, 1865
- Sybrepilysta Breuning, 1961
- Sybrinus Gahan, 1900
- Sybrocentrura Breuning, 1948
- Sybrodiboma Breuning, 1953
- Sybrodoius
- Sybrohyagnis Breuning, 1960
- Sybroides Dillon & Dillon, 1952
- Sybroidoius Breuning, 1957
- Sybromimus
- Sybroopsis Breuning, 1949
- Sybropis Pascoe, 1885
- Sybroplocia Breuning, 1959
- Sybropraonetha Breuning, 1960
- Sybylla
- Sychnomerus Bates, 1885
- Sydax Lacordaire, 1869
- Sydonia Thomson, 1864
- Syllitosimilis McKeown, 1938
- Syllitus Pascoe, 1859
- Sympagus Bates, 1881
- Symperga Lacordaire, 1872
- Sympergoides Lane, 1970
- Symphiletes
- Symphyletes Newman, 1842
- Sympiodes Pascoe, 1886
- Sympleurotis Bates, 1881
- Synaphaeta J.Thomson, 1864
- Synaphoeta
- Synaptola Bates, 1879
- Synchysopus
- Synelasma Pascoe, 1858
- Synhomelix Kolbe, 1893
- Synixais Aurivillius, 1911
- Synnupserha Kolbe, 1893
- Synobrium Kolbe, 1894
- Synthapsia Pesarini & Sabbadini, 2004
- Sypilus Guérin-Ménéville, 1840
- Syrrhopeus
- Syrrhopoeus
- Szenocoptoides
- Tabatinga Lane, 1966
- Tacocha Lane, 1970
- Tacyba Napp & Martins, 2002
- Taeiosilla Thomson, 1868
- Taelosilla Thomson, 1868
- Taeniotes Audinet-Serville, 1835
- Tagalog Hüdepohl, 1987
- Taiwanajinga Hayashi, 1978
- Taiwanocarilia
- Tallyrama Martins, 1980
- Talupes Quentin & Villiers, 1974
- Tambusa
- Tambusoides Breuning, 1955
- Tamenes Gounelle, 1912
- Tangavelleda Teocchi, 1997
- Tanyochraethes Chemsak & Linsley, 1965
- Tanzaniphanes Adlbauer, 2007
- Tapeina Lepeletier de Saint Fargeau & Audinet-Serville, 1825
- Taperinha Lane, 1964
- Taphos Pascoe, 1864
- Tapina Laporte, 1832
- Tapinolachnus Thomson, 1864
- Tapuruia Lane, 1973
- Tapurula Lane, 1973
- Taranomis Casey, 1912
- Tarapiampa
- Taricanus Thomson, 1867
- Tarsotropidus Schmidt, 1922
- Taurolema Thomson, 1860
- Taurorcus Thomson, 1857
- Taurotagiella Bjørnstad, 2013
- Taurotagus Lacordaire, 1869
- Tavakiliana Bentanachs, Garreau & Jiroux, 2014
- Tavandra Santos-Silva, 2003
- Taygayba Martins & Galileo, 1998
- Teaniotes
- Tecton Chevrolat, 1855
- Teinotus Brancsik, 1897
- Teispes Thomson, 1864
- Teladum Holzschuh, 2011
- Teledapalpus
- Teledapus Pascoe, 1871
- Telocera White, 1858
- Telotoma Quentin & Villiers, 1978
- Temnolamia Breuning, 1961
- Temnopis Audinet-Serville, 1834
- Temnoscelis Chevrolat, 1855
- Temnosceloides Breuning & Teocchi, 1974
- Temnosternopsis Breuning, 1939
- Temnosternus White, 1855
- Tenebrosoma Breuning, 1950
- Tengius Matsushita, 1938
- Tenmopis
- Tenthras Thomson, 1864
- Teocchiana Jiroux, Garreau, Bentanachs & Prévost, 2014
- Teocchius Adlbauer & Sudre, 2003
- Teorotrium Fairmaire, 1901
- Teosophronica Sama & Sudre, 2009
- Tephrolamia Fairmaire, 1901
- Teraschema Thomson, 1860
- Teratoclytus Zaitsev, 1937
- Teratoleptura Ohbayashi, 2008
- Tereticus Waterhouse, 1879
- Terinaea Bates, 1884
- Termistis
- Terpnissa Bates, 1867
- Tersec Lameere, 1913
- Tesapeus Galileo & Martins, 2012
- Tessarechphora
- Tessarecphora Thomson, 1857
- Tessaromma Newman, 1840
- Tessaropa Haldeman, 1847
- Tetamauara Martins & Galileo, 1991
- Tetamaura Martins & Galileo, 1991
- Tetanola Bates, 1881
- Tetartanus Fairmaire, 1897
- Tethionea Pascoe, 1869
- Tethlimena
- Tethlimmena Bates, 1872
- Tethystola Thomson, 1868
- Tetradia Thomson, 1864
- Tetraglenes Newman, 1842
- Tetraibidion Martins, 1967
- Tetranodus Linell, 1897
- Tetraommatus Perroud, 1855
- Tetraopes Dalman, 1817
- Tetraopes Schénherr, 1817
- Tetraophthalmus Dejean, 1835
- Tetraopidion Martins, 1960
- Tetrarpages Thomson, 1868
- Tetrasarus Bates, 1880
- Tetraulax Jordan, 1903
- Tetropiopsis Chobaut, 1899
- Tetropium Kirby, 1837
- Tetroplon Aurivillius, 1900
- Tetrops Kirby, 1826
- Tetrops Stephens, 1829
- Tetrorea White, 1846
- Tetroreopsis Breuning, 1940
- Thaigena Holzschuh, 2011
- Thalusia Thomson, 1864
- Thapsyrus Villiers, 1972
- Thaumasesthes
- Thaumasocerus Fairmaire, 1871
- Thaumasus Reiche, 1853
- Thecladoris Gounelle, 1909
- Thelgetra Thomson, 1864
- Themistonoe Thomson, 1864
- Themnistonoe
- Theocris Thomson, 1858
- Theophilea Pic, 1895
- Thephantes Pascoe, 1867
- Theraschema
- Thereselia Pic, 1944
- Theresiela
- Theresina Pic, 1944
- Therippia Pascoe, 1865
- Thermistis Pascoe, 1867
- Thermonotus Gahan, 1888
- Thesisternus
- Thestus Pascoe, 1866
- Thichophorus
- Thita Aurivillius, 1914
- Thlactomimus Breuning, 1959
- Thomasella Santos-Silva, Bezark & Martins, 2012
- Thompsoniana Podany, 1971
- Thomsonista Nearns & Nascimento, 2019
- Thomsonistenia Santos-Silva & Hovore, 2007
- Thoracibidion Martins, 1960
- Thoris Pascoe, 1867
- Thouvenotiana Peñaherrera & Tavakilian, 2003
- Thrachyderes
- Thrangalia Holzschuh, 1995
- Thranius Pascoe, 1859
- Thranodes Pascoe, 1867
- Threnetica Thomson, 1868
- Thrichocalydon Bosq, 1951
- Thrichoferus
- Thryallis Thomson, 1858
- Thyada Pascoe, 1863
- Thyellocerus Martins, 1976
- Thyersia
- Thyestilla Aurivillius, 1923
- Thylactomimus Breuning, 1959
- Thylactus Pascoe, 1866
- Thyrsia Dalman, 1819
- Thysia
- Tibestia de Peyerimhoff, 1936
- Tibiosioma Martins & Galileo, 1990
- Tiepolemoides Breuning, 1957
- Tiepolemus Thomson, 1864
- Tigranella Breuning, 1940
- Tigrinestola Breuning, 1949
- Tilloclytus Bates, 1885
- Tilloforma McKeown, 1945
- Tilloglomus Martins, 1975
- Tillomimus Dillon & Dillon, 1952
- Tillomorpha Blanchard, 1851
- Tillomorphites Vitali, 2011
- Tillyardia Carter, 1913
- Timabiara Napp & Mermudes, 2001
- Timbaraba Monné & Napp, 2004
- Timoreticus Péringuey, 1896
- Tinkhamia Gressitt, 1937
- Tippmannia Monné, 2006
- Titanus Audinet-Serville, 1832
- Titanus Perrier, 1872
- Tithoes Thomson, 1864
- Tithonus Thomson, 1864
- Titoceres Thomson, 1868
- Titurius Pascoe, 1875
- Tlepolemoides Breuning, 1958
- Tlepolemus Thomson, 1864
- Tmesisternopsis de Breuning, 1946
- Tmesisternus Latreille, 1829
- Tobipuranga Napp & Martins, 1996
- Togonicus
- Tomentaromia Plavilstshikov, 1934
- Tomentgaurotes Podaný, 1962
- Tomentophanes Adlbauer, 2004
- Tomobrachyta Fairmaire, 1887
- Tomohammus Breuning, 1935
- Tomolamia Lameere, 1893
- Tomopterchasia Clarke, 2013
- Tomopteropsis Peñaherrera & Tavakilian, 2003
- Tomopterus Audinet-Serville, 1833
- Tomrogersia Fragoso, 1980
- Torneucerus Martins & Monné, 1980
- Torneutes
- Torneutopsis Martins & Monné, 1980
- Toronaeus Bates, 1864
- Touroultia Nearns & Tavakilian, 2012
- Toxeutes
- Toxitiades Fairmaire, 1893
- Toxoleptura Miroshnikov, 1998
- Toxotinus
- Toxotomimus Heller, 1916
- Trachelissa Aurivillius, 1912
- Trachelophanes Murray, 1870
- Trachelophora Perroud, 1855
- Trachyderes Dalman, 1817
- Trachyderes Schönherr, 1817
- Trachyderomorpha Tippmann, 1960
- Trachyderus
- Trachyliopus Fairmaire, 1901
- Trachylophus Gahan, 1888
- Trachysida Casey, 1913
- Trachysomus Audinet-Serville, 1835
- Trachystohammus Pic, 1936
- Trachystohamus Pic, 1936
- Trachystola Pascoe, 1862
- Trachystolodes Breuning, 1943
- Tragicoschema Thomson, 1857
- Tragidion Audinet-Serville, 1834
- Tragiscomoides Teocchi & Sudre, 2009
- Tragiscoschema
- Tragocephala Laporte, 1840
- Tragocerus Latreille, 1829
- Tragon Murray, 1871
- Tragopola Sudre & Teocchi, 2002
- Tragosoma Audinet-Serville, 1832
- Tragossoma
- Tragostoma Aurivillius, 1914
- Tragostomoides Breuning, 1954
- Transipochira Breuning, 1977
- Transvaalobrium Adlbauer, 2001
- Trenetica Thomson, 1868
- Trestoncideres Martins & Galileo, 1990
- Trestonia Buquet, 1859
- Trestonta
- Triacetelus Bates, 1892
- Triammatus Chevrolat, 1857
- Trichacalolepta Breuning, 1982
- Trichacanthocinus Breuning, 1963
- Trichadjinga Breuning, 1975
- Trichagnia Breuning, 1938
- Trichalcidion Monné & Delfino, 1981
- Trichalphus Bates, 1881
- Trichamechana Breuning, 1938
- Trichartelida
- Trichastylopsis Dillon, 1956
- Trichatelais
- Trichauxa Breuning, 1958
- Tricheczemotes
- Trichellipsis Breuning, 1958
- Trichemeopedus Breuning, 1975
- Tricheops Newman, 1838
- Trichepectasis Breuning, 1940
- Trichestola Breuning, 1950
- Tricheunidia Breuning, 1940
- Tricheurymerus Zajciw, 1961
- Trichexocentroides Breuning, 1958
- Trichexocentrus Breuning, 1969
- Trichhoplomelas Breuning, 1958
- Trichillurges Gilmour, 1961
- Trichipochira Breuning, 1959
- Trichipocregyes Breuning, 1950
- Trichoanoreina Julio & Monné, 2005
- Trichocanonura Dillon, 1956
- Trichocanura
- Trichocnaeia Breuning, 1959
- Trichocnema Adlbauer, 2002
- Trichocnemis LeConte, 1851
- Trichocontoderes Breuning, 1957
- Trichocontoderopsis Breuning, 1978
- Trichocontoderus
- Trichocoscinesthes Breuning, 1954
- Trichodemodes Breuning, 1963
- Trichoderes Chevrolat, 1843
- Trichodiadelia Breuning, 1940
- Trichodiboma Breuning, 1961
- Trichodocus Breuning, 1939
- Trichodorcadion Breuning, 1942
- Trichodyenmonus Teocchi & Mourglia, 1986
- Trichoeax Breuning, 1938
- Trichoferus Wollaston, 1854
- Trichoforus
- Trichognoma Breuning, 1956
- Trichohammus Breuning, 1938
- Trichohathliodes Breuning, 1959
- Trichohestima Breuning, 1943
- Trichohippopsis Breuning, 1958
- Trichohoplorana Breuning, 1961
- Trichohyllisia Breuning, 1942
- Tricholamia Bates, 1884
- Tricholeiopus Breuning, 1963
- Tricholinopteridius Breuning & Villiers, 1958
- Tricholophia Breuning, 1938
- Tricholychrosis Breuning, 1973
- Trichomaeus Aurivillius, 1927
- Trichomallus Lacordaire, 1869
- Trichomauesia Dalens, Giuglaris & Tavakilian, 2010
- Trichomecyna Breuning, 1939
- Trichomelanauster Breuning, 1983
- Trichomesia Pascoe, 1859
- Trichomesosa Breuning, 1938
- Trichomonochamus Breuning, 1953
- Trichonemophas Breuning, 1971
- Trichoniphona Breuning, 1968
- Trichonitocris Breuning, 1961
- Trichonius Bates, 1864
- Trichonyssodrys Gilmour, 1955
- Trichoparmenonta Breuning, 1943
- Trichopenthea Breuning, 1959
- Trichophantasis Sudre & Teocchi, 2000
- Trichophoroides Linsley, 1935
- Trichophyllarthrius Lepesme & Breuning, 1956
- Trichophysis Quentin & Villiers, 1973
- Trichoplon Martins, 1967
- Trichopothyne Breuning, 1942
- Trichoprosoplus Breuning, 1961
- Trichopsathyrus Breuning, 1958
- Trichopterolophia Breuning, 1960
- Trichorondibilis Breuning, 1960
- Trichorondonia Breuning, 1964
- Trichorsidis Breuning, 1965
- Trichoserixia Breuning, 1964
- Trichosieversia Vitali, 2009
- Trichosophroniella Breuning, 1959
- Trichostenidea Breuning, 1948
- Trichostenideus Téocchi & Sudre, 2009
- Trichostixis Breuning, 1936
- Trichotithonus Monné, 1990
- Trichotroea Breuning, 1956
- Trichovelleda Breuning, 1970
- Trichoxys Chevrolat, 1860
- Trichozygocera Breuning, 1956
- Trichroa Fairmaire, 1894
- Trichrous Chevrolat, 1858
- Trichroxcys
- Tricondyloides Montrouzier, 1861
- Trigidion
- Trigonanthron
- Trigonarthris Haldeman, 1847
- Trigonarthron Boppe, 1912
- Trigonopelpus
- Trigonopeplus White, 1855
- Trigonoptera Perroud, 1855
- Trimeroderus Fairmaire, 1896
- Trinophylum Bates, 1878
- Trinoplon de Zayas, 1975
- Triodoclytus Casey, 1913
- Trirachys Hope, 1843
- Tristachycera Bates, 1872
- Tritania Dillon & Dillon, 1945
- Tritocosmia Newman, 1850
- Tritomacrus Newman, 1833
- Tritomicus
- Trizotale Breuning, 1975
- Trogosoma
- Tropanisopodus Tippmann, 1960
- Tropicophanes Gianfranco, 1991
- Tropidema Thomson, 1864
- Tropidina Martins & Galileo, 2007
- Tropidion Thomson, 1867
- Tropidioun
- Tropidocoleus Monné, 2009
- Tropidoprion Quentin & Villiers, 1973
- Tropidosoma Perty, 1832
- Tropidozineus Monné & Martins, 1976
- Tropimerus Giesbert, 1987
- Tropimetopa Thomson, 1864
- Tropis Newman, 1841
- Tropocalymma Thomson, 1864
- Trosites Zhang, 1989
- Trumais Gounelle, 1909
- Trumnis Gounelle, 1909
- Truncatipochira Breuning, 1963
- Truncatomiaenia Breuning, 1977
- Trypanidiellus Monné & Delfino, 1980
- Trypanidius Blanchard, 1843
- Tryphocharia Pascoe, 1866
- Trypodryas
- Trypogeus Lacordaire, 1869
- Trysimia Pascoe, 1866
- Tsivoka Villiers, 1982
- Tsujius Ikeda, 2001
- Tsutsuia Hayashi, 1961
- Tuberastyochus Gilmour, 1959
- Tuberculacanthocinus Breuning, 1975
- Tuberculancylistes Breuning, 1964
- Tuberculetaxalus
- Tuberculetaxulus Breuning, 1980
- Tuberculipochira Breuning, 1975
- Tuberculosodus Breuning, 1968
- Tuberculosybra Breuning, 1948
- Tuberenes Breuning, 1978
- Tuberodiadelia Breuning, 1958
- Tuberoenes
- Tuberolamia Breuning, 1940
- Tuberopeplus Breuning, 1948
- Tuberorachidion Tippmann, 1954
- Tuberothelais Breuning, 1963
- Tuberozygocera Breuning, 1974
- Tucales Gounelle, 1908
- Tucanti Martins & Galileo, 2009
- Tucumaniella Breuning, 1943
- Tulcoides Martins & Galileo, 1990
- Tulcus Dillon & Dillon, 1945
- Tumiditarsus Zajciw, 1961
- Turanium Baeckmann, 1922
- Turanoclytus Sama, 1994
- Turcmenigena
- Turcmenigenia Melgunov, 1894
- Turemenigena Melgunov, 1894
- Turkaromia Danilevsky, 1993
- Turnaia Holzschuh, 1993
- Tya McKeown, 1940
- Tybalmia Thomson, 1868
- Tylcus Casey, 1912
- Tyllomorpha
- Tylonotus Haldeman, 1847
- Tylosis LeConte, 1850
- Tyloxoles Kriesche, 1927
- Tyloxotes Kriesche, 1927
- Tympanopalpus Redtenbacher, 1868
- Typhiocerus Dillon & Dillon, 1945
- Typhlocerus Dillon & Dillon, 1945
- Typhocesis Pascoe, 1863
- Typocaeta Thomson, 1864
- Typocerus LeConte, 1850
- Typodryas Thomson, 1864
- Typoma Quentin & Villiers, 1978
- Typophaula Thomson, 1868
- Tyrinthia Bates, 1866
- Ubytyra Martins & Galileo, 2012
- Ucai Galileo & Martins, 2009
- Udamina Thomson, 1868
- Udeterus Thomson, 1860
- Uenobrium Niisato, 2006
- Uirassu Martins & Galileo, 2010
- Ulochaetes LeConte, 1854
- Ulochaetes Thomson, 1860
- Ulochoetes Leconte, 1854
- Ulogastra
- Unabiara Napp & Martins, 2002
- Unachlorus Martins & Galileo, 2008
- Unaiuba Martins & Galileo, 2011
- Unaporanga Martins & Galileo, 2007
- Unatara Martins & Napp, 2007
- Uncieburia Martins, 1997
- Undulatodoliops Breuning, 1968
- Unelcus Thomson, 1864
- Unxia Thomson, 1860
- Upindauara Napp & Martins, 2006
- Uracantha Hope, 1833
- Uracanthus Hope, 1835
- Uraecha Thomson, 1864
- Uraechoides Breuning, 1981
- Uragus Guérin-Ménéville, 1844
- Urangaua Martins & Galileo, 2008
- Urasomus Adlbauer, 2012
- Urecha
- Urgleptes Dillon, 1956
- Urgleptus
- Uroecha
- Urographis Horn, 1880
- Urorcites Thomson, 1878
- Ussurella Danilevsky, 1997
- Utopia Thomson, 1864
- Utopileus Schmidt, 1922
- Utra Jordan, 1895
- Vadonia Mulsant, 1863
- Vadonitoxotus
- Valenus Casey, 1892
- Vandenbergheius Heffern, Santos-Silva & Botero, 2019
- Vandewegheia Bouyer & Susini, 2009
- Vandykea Linsley, 1932
- Variegatemeopedus Breuning, 1977
- Varieras
- Velleda Thomson, 1858
- Velledomimus Breuning, 1959
- Velledopsis Breuning, 1936
- Velora Thomson, 1864
- Velorides Breuning, 1956
- Veloroides Breuning, 1956
- Veloropsis Breuning, 1969
- Velozideres Nearns, 2019
- Venustus Dillon & Dillon, 1945
- Vesperella Dayrem, 1933
- Vesperoctenus Bates, 1891
- Vesperus Dejean, 1821
- Vesperus Latreille, 1829
- Vespinitocris Breuning, 1950
- Vianauragus Monné, 2006
- Vianopolisia Lane, 1966
- Vietetropis Komiya, 1997
- Vilchesia Cerda Gonzalez, 1980
- Villiersicometes Santos-Silva, 2003
- Villiersicus Vives, 2005
- Villiersocerus Lepesme, 1950
- Vincentia Lepesme & Breuning, 1956
- Viossatus
- Vitacinis Monne, Nascimento, Monne & Santos-Silva, 2019
- Vitalisia Pic, 1924
- Vittatocrites Adlbauer, 2002
- Vittatopothyne Breuning, 1968
- Vitticereopsius Breuning, 1961
- Voetia Strand, 1943
- Volxemia Lameere, 1884
- Votum Broun, 1880
- Wahn McKeown, 1940
- Wanatidius Vives & Sudre, 2019
- Wappesellus
- Wappesoeme
- Wernerius Téocchi, Sudre, Adlbauer & Jiroux, 2010
- Weyrauchia Tippmann, 1953
- Woytkowskia Lane, 1966
- Xaenapta Pascoe, 1864
- Xalitia Lane, 1959
- Xalitla Lane, 1959
- Xanthoeme Martins, 1980
- Xanthonicias Galileo, 1987
- Xanthopiodus Fairmaire, 1897
- Xanthospila Fairmaire, 1884
- Xaurus Pascoe, 1867
- Xenambyx Bates, 1879
- Xenicotela Bates, 1884
- Xenicotelopsis Breuning, 1948
- Xenocallia Galileo & Martins, 1990
- Xenocompsa Martins, 1965
- Xenocona Gilmour, 1960
- Xenocrasis Bates, 1873
- Xenocrasoides Tavakilian & Peñaherrera, 2003
- Xenoderolus Sama, 2007
- Xenofrea Bates, 1885
- Xenohammus Schwarzer, 1931
- Xenoibidion Martins, 1968
- Xenolea Thomson, 1864
- Xenoleptura Lobanov, Danilevskij & Murzin, 1981
- Xenonta Lane, 1970
- Xenopachys Sama, 1999
- Xenophyrama Bates, 1884
- Xenostylus Bates, 1885
- Xeranoplium Linsley, 1957
- Xestiodion Fragoso, 1981
- Xestoleptura Casey, 1913
- Xiphohathlia Breuning, 1961
- Xiphotheata Pascoe, 1864
- Xixuthrus Thomson, 1864
- Xoanodera Pascoe, 1857
- Xoanotrephus Hüdepohl, 1989
- Xoes Pascoe, 1865
- Xuthodes Pascoe, 1875
- Xylariopsis Bates, 1884
- Xylergates Bates, 1864
- Xylergatina Gilmour, 1962
- Xylergatoides Gilmour, 1962
- Xylergatus
- Xylocaris Dupont, 1834
- Xyloclytus Reitter, 1913
- Xylocrius LeConte, 1873
- Xyloeconites Haupt, 1950
- Xylomimus Bates, 1865
- Xylorhiza Laporte, 1840
- Xylosteus Frivaldszky, 1838
- Xylosybra Breuning, 1939
- Xylotoles Newman, 1840
- Xylotoloides Breuning, 1950
- Xylotrechus Chevrolat, 1860
- Xylotribus Audinet-Serville, 1835
- Xynenon Pascoe, 1865
- Xystochroma Schmidt, 1924
- Xystoena Pascoe, 1866
- Xystrocera Audinet-Serville, 1834
- Xystroceroides Lepesme, 1948
- Yapyguara Galileo & Martins, 2012
- Ybyrarema Martins & Galileo, 2014
- Yemenobrium Adlbauer, 2005
- Yementallyrama Adlbauer, 2007
- Yezohammus
- Ygapema
- Yimnashana Gressitt, 1937
- Yimnashaniana Hua, 1986
- Yorkeica Blackburn, 1899
- Yoshiakioclytus Niisato, 2007
- Ypomacena
- Ysachron García, Botero & Santos-Silva, 2021
- Zaeera Pascoe, 1865
- Zaeeroides Breuning, 1938
- Zaeeropsis Breuning, 1943
- Zagymnus LeConte, 1873
- Zalates Thomson, 1860
- Zalatida Fåhraeus, 1872
- Zalophia Casey, 1912
- Zambiana Özdikmen, 2008
- Zambiphanes Aldbauer, 2009
- Zamioeme Adlbauer, 2012
- Zamium Pascoe, 1864
- Zamodes LeConte, 1873
- Zaplous LeConte, 1878
- Zarina Fairmaire, 1898
- Zathecus Bates, 1867
- Zatrephus Pascoe, 1857
- Zavattaria Obenberger, 1939
- Zeale Pascoe, 1866
- Zeargyrodes Fisher, 1925
- Zegriades Pascoe, 1869
- Zehra Özdikmen, 2008
- Zelliboria Lane, 1951
- Zelota Gahan, 1903
- Zenicomus Thomson, 1868
- Zenochloris Bates, 1885
- Zephyropepharus Hayashi, 1962
- Ziglipton Komiya, 2003
- Zikandra Santos-Silva, 2003
- Zikanita Lane, 1943
- Zimbabobrium Adlbauer, 2000
- Zinoplon Zayas, 1975
- Zipoetes Fairmaire, 1898
- Zipoetoides Breuning, 1948
- Zipoetopsis Breuning, 1950
- Zoedia Pascoe, 1862
- Zographus Laporte, 1840
- Zombus
- Zonopteroides Podany, 1968
- Zonopterus Hope, 1842
- Zonotylus Gahan, 1898
- Zooblax Thomson, 1877
- Zoocosmius Fåhraeus, 1872
- Zoodes Pascoe, 1867
- Zorilispe Pascoe, 1865
- Zorilispiella Breuning, 1959
- Zorillispe Pascoe, 1865
- Zorion Pascoe, 1867
- Zorispiella
- Zosmotes Pascoe, 1865
- Zosne Pascoe, 1866
- Zosterius Thomson, 1864
- Zotalemimon
- Zulphidea Fairmaire, 1894
- Zulphis Fairmaire, 1893
- Zulphisoma
- Zygocera Erichson, 1842
- Zygoceropsis Breuning, 1960
- Zygoferus Sama, 2008
- Zygrita Thomson, 1860